# جائحة فيروس كورونا
جائحة فيروس كورونا(1) أو جائحة كوفيد-19 والمعروفة أيضًا باسم جائحة كورونا، هي جائحةٌ عالميةٌ مستمرةً حاليًا لمرض فيروس كورونا 2019 (كوفيد-19)، سببها فيروس كورونا 2 المرتبط بالمتلازمة التنفسية الحادة الشديدة (سارس-كوف-2). تفشّى المرض للمرة الأولى في مدينة ووهان الصينية في أوائل شهر ديسمبر عام 2019. أعلنت منظمة الصحة العالمية رسميًا في 30 يناير أن تفشي الفيروس يُشكل حالة طوارئ صحية عامة تبعث على القلق الدولي، وأكدت تحول الفاشية إلى جائحة يوم 11 مارس. أُبلغ عن أكثر من 668 مليون إصابةً بكوفيد-19 في أكثر من 188 دولةً ومنطقةً حتى تاريخ 22 يناير 2023، تتضمن أكثر من 6٫73 مليون حالة وفاة، بالإضافة إلى تعافي أكثر من مليون مصاب.  وتعتبر الولايات المتحدة أكثر الدول تضررًا من الجائحة، حيث سجلت أكثر من ربع مجموع عدد الإصابات المؤكدة.
ينتقل الفيروس بالدرجة الأولى عند المخالطة اللصيقة بين الأفراد، وغالبًا عبر الرذاذ والقطيرات التنفسية الناتجة عن السعال أو العطاس أو التحدث. عادةً ما تسقط القطيرات على الأرض أو على الأسطح دون أن تنتقل عبر الهواء لمسافات طويلة. في سياق أقل شيوعًا، قد يُصاب الأفراد نتيجة لمس العينين أو الفم أو الأنف بعد لمس سطح ملوث بالفيروس. تبلغ قابلية العدوى ذروتها خلال الأيام الثلاثة الأولى بعد ظهور الأعراض، مع إمكانية انتقال المرض قبل ظهورها عبر المرضى غير العرضيين.
تتضمن الأعراض الشائعة للمرض الحمى والسعال والإعياء وضيق النفس وفقدان حاستي الشم والتذوق. قد تشمل قائمة المضاعفات كلًا من ذات الرئة ومتلازمة الضائقة التنفسية الحادة. تتراوح المدة الزمنية الفاصلة بين التعرض للفيروس وبداية الأعراض من يومين حتى 14 يومًا، بمعدل وسطي يبلغ خمسة أيام. لا يوجد حتى الآن لقاح أو علاج فيروسي فعال ضد فيروس كورونا المستجد، ويقتصر تدبير المرض على معالجة الأعراض مع تقديم العلاج الداعم.
تشمل التوصيات الوقائية غسل اليدين، وتغطية الفم عند السعال، والمحافظة على مسافة كافية بين الأفراد، وارتداء أقنعة الوجه الطبية (الكمامات) في الأماكن العامة، ومراقبة الأشخاص المُشتبه بإصابتهم مع عزلهم ذاتيًا. تضمنت استجابة السلطات في جميع أنحاء العالم إجراءات عديدة مثل فرض قيود على حركة الطيران، وتطبيق الإغلاق العام، وتحديد ضوابط الأخطار المهنية، وإغلاق المرافق. حسّنت دول كثيرة أيضًا قدرتها على إجراء الاختبارات ومتابعة مخالطي المرضى.
سبب الوباء أضرارًا اجتماعية واقتصادية عالمية بالغة، تتضمن أضخم ركود اقتصادي عالمي منذ الكساد الكبير، بالإضافة إلى تأجيل الأحداث الرياضية والدينية والسياسية والثقافية أو إلغائها، ونقص كبير في الإمدادات والمعدات تفاقم نتيجة حدوث حالة من هلع الشراء، وانخفاض انبعاثات الملوثات والغازات الدفيئة. أُغلقت المدارس والجامعات والكليات على الصعيدين الوطني أو المحلي في 190 دولة، ما أثر على نحو 73.5% من الطلاب في العالم. انتشرت المعلومات الخاطئة حول الفيروس على الإنترنت، وظهرت حالات من رهاب الأجانب والتمييز العنصري ضد الصينيين وأولئك الذين يُنظر إليهم على أنهم صينيون، أو ينتمون إلى مناطق ذات معدلات إصابة عالية.

## الوبائيات

### الخلفية
- ممرضة ترعى مريض كوفيد-19 في وحدة العناية المركزة في مستشفى على متن سفينة أمريكية.
- فريق مهام الحكومة الإيطالية المعني بالوباء.
- مركبات تقوم بعملية التطهير في تايبيه بتايوان.
- الفحوصات الصحية في مطار ليناتي في ميلانو، إيطاليا.
- نقص مخزون البضائع في سوبر ماركت أسترالي بسبب حالة من هلع الشراء.

أفادت التقارير المرسلة من السلطات الصحية في الصين إلى منظمة الصحة العالمية في 31 ديسمبر 2019 بوجود تجمّع مرضيّ لإصابات بذات رئة فيروسية مجهولة السبب في مدينة ووهان الواقعة ضمن مقاطعة خوبي، وبدأ التحقيق في أوائل يناير عام 2020. أعلنت منظمة الصحة العالمية رسميًا في 30 يناير أن تفشي الفيروس يُشكل حالة طوارئ صحية عامة تبعث على القلق الدولي (PHEIC)، بالتزامن مع تأكيد 7818 إصابةً على مستوى العالم في اليوم نفسه، على امتداد 19 دولةً ضمن خمسة من مناطق منظمة الصحة العالمية الستة.
يُعتقد وجود منشأ حيواني للفيروس بسبب ارتباط معظم الحالات المبكرة بسوق ووهان للمأكولات البحرية للبيع بالجملة. يُعرف الفيروس المسؤول عن تفشي المرض باسم (سارس-كوف-2)، فيروس حديث الاكتشاف يرتبط ارتباطًا وثيقًا بالفيروسات التاجية الموجودة في الخفافيش، والفيروسات التاجية الموجودة في آكل النمل الحرشفي، وفيروس كورونا من النوع الأول المرتبط بالمتلازمة التنفسية الحادة الشديدة. يبقى الإجماع العلمي حاليًا على الأصل الطبيعي لكوفيد-19.
سُجّل أول ظهور للأعراض على أول مريض مُشخّص في 1 ديسمبر عام 2019، ولم يتبين وجود أي روابط واضحة بين المريض والتجمع المرضي اللاحق في سوق ووهان الرطبة للمأكولات البحرية، بينما عُثر على أدلة تربط ثلثي أفراد التجمع المرضي الذي أُبلغ عنه في هذا الشهر مع السوق. تحدثت صحيفة ساوث تشاينا مورنينغ بوست في تقرير صادر في 13 مارس عام 2020 عن حالة عائدة إلى 17 نوفمبر عام 2019 (رجل يبلغ من العمر 55 عامًا من خوبي) ربما تكون أول إصابة بفيروس كورونا. يُذكر بقاء المعلومات الواردة في التقرير غير مؤكدة.
اعترفت منظمة الصحة العالمية بتحول فاشية كوفيد-19 إلى جائحة في 11 مارس عام 2020، بالتزامن مع إبلاغ إيطاليا وإيران وكوريا الجنوبية واليابان عن ارتفاع عدد الإصابات، ليتجاوز عدد الإصابات الإجمالي خارج الصين نظيره داخل الصين بسرعة.

### الحالات
يشير عدد الحالات إلى عدد الأشخاص الذين أُجري اختبار الكشف عن كوفيد-19 لهم، والذين كان فحصهم إيجابيًا وفقًا للبروتوكولات الرسمية. حتى 29 أبريل/نيسان، أجرت الدول التي تنشر بيانات اختبارها عادةً عددًا من الاختبارات تساوي نسبة 1.4% من سكانها، في حين لم تختبر أي دولة عينات تساوي أكثر من 14% من سكانها. كان لدى العديد من البلدان -في وقت مبكر- سياسات رسمية بعدم اختبار من لديهم أعراض خفيفة. قدر تحليل المرحلة الأولى من تفشي المرض حتى 23 يناير أن 86% من حالات الإصابة بكوفيد-19 لم تُكتشف، وأن هذه الإصابات غير الموثقة كانت مصدرًا لـ79% من الحالات الموثقة لاحقًا. قدرت العديد من الدراسات الأخرى -باستخدام مجموعة متنوعة من الأساليب- أنه من المرجح أن تكون أعداد الإصابات في العديد من البلدان أكبر بكثير من الحالات المبلغ عنها.
في 9 أبريل 2020، وجدت النتائج الأولية إظهار 15% من الأشخاص الذين اختُبروا في جانجلت -مركز مجموعة العدوى الرئيسية في ألمانيا- نتائجًا إيجابية للأجسام المضادة (أي أنهم أُصيبوا سابقًا بالمرض). كشف فحص كوفيد-19 لدى النساء الحوامل في مدينة نيويورك، ولدى المتبرعين بالدم في هولندا أيضًا عن وجود الأجسام المضادة الإيجابية التي قد تشير إلى المزيد من الإصابات أكثر من المبلغ عنها. ومع ذلك، يمكن أن تكون مسوحات الأجسام المضادة هذه غير موثوقة بسبب التحيز في الاختيار في من يتطوع لإجراء الاختبارات، وبسبب الإيجابيات الكاذبة التي تظهر أحيانًا. حصلت بعض النتائج (كدراسة جانجلت) على تغطية صحفية كبيرة دون المرور بالمراجعة أولًا.
يشير التحليل حسب العمر في الصين إلى حدوث نسبة منخفضة نسبيًا من الحالات عند الأفراد دون سن العشرين. ليس من الواضح ما إذا كان ذلك لأن الشباب هم أقل عرضة للإصابة، أو أقل عرضة للإصابة بأعراض خطيرة وطلب الرعاية الطبية واختبارها. وجدت متابعة دراسة بأثر رجعي في الصين أن الأطفال معرضون للإصابة مثلهم مثل البالغين. تمتلك البلدان التي تختبر أكثر -بالنسبة لعدد الوفيات- توزيعات عمرية أصغر للحالات، مقارنةً بعدد السكان الأكبر.
كانت التقديرات الأولية لعدد التكاثر الأساسي (R0) لكوفيد-19 في يناير بين 1.4 و2.5، لكن خلص تحليل لاحق إلى أنه قد يكون نحو 5.7 (مع فاصل ثقة 95% من 3.8 إلى 8.9) يمكن أن يختلف R0 بين السكان، ولا يجب الخلط بينه وبين عدد التكاثر الفعال (المعروف عادة باسم R)، الذي يأخذ في الاعتبار تأثيرات كالتباعد الاجتماعي ومناعة القطيع مثلًا. اعتبارًا من منتصف مايو 2020، أصبح R الفعال قريبًا أو أقل من 1.0 في العديد من البلدان، ما يعني استقرار انتشار المرض في هذه المناطق أو تناقصه.

### الوفيات

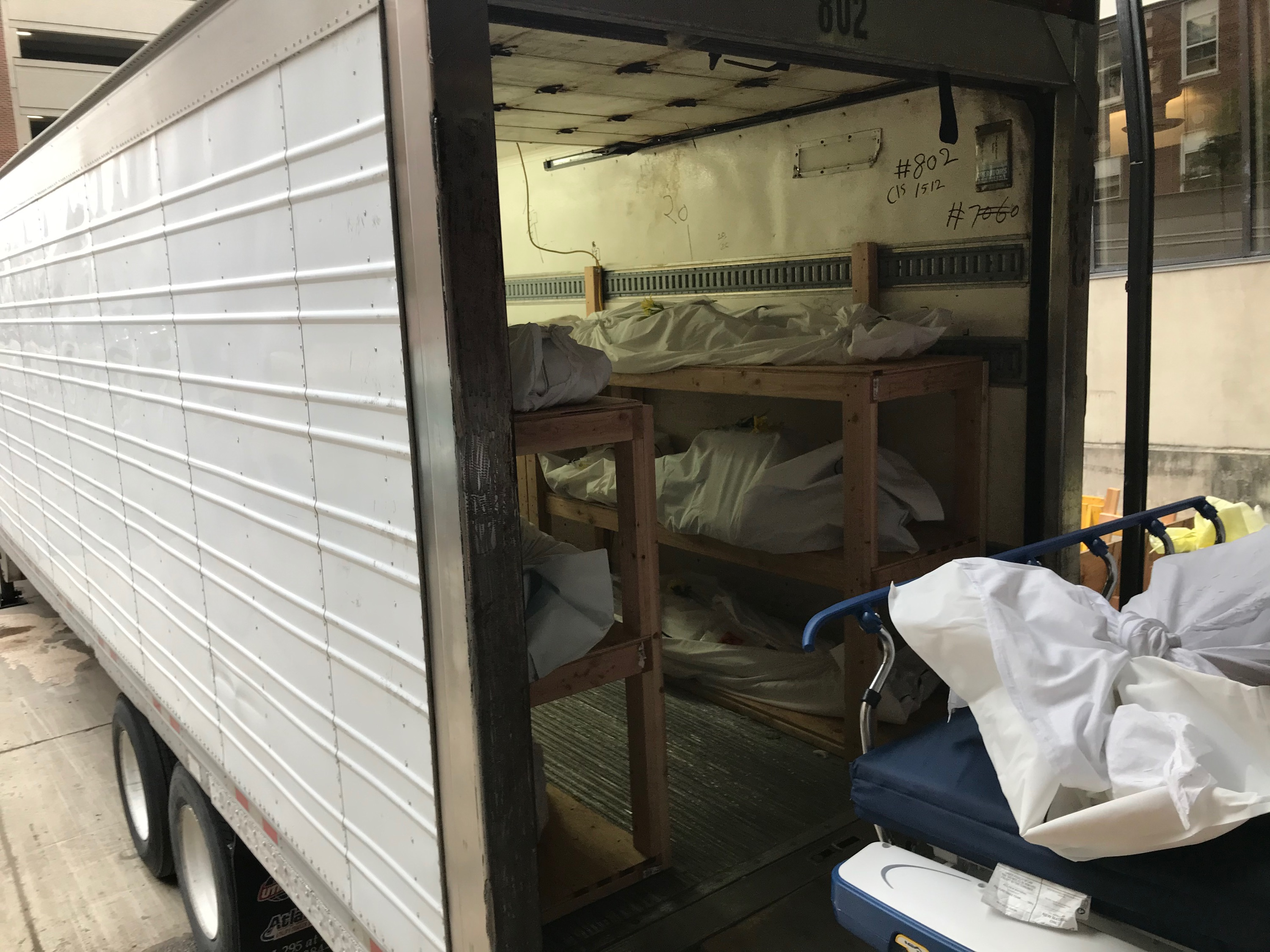
جثث لضحايا قضوا جراء الجائحة في مشرحة متنقلة بطول خارج إحدى المستشفيات في مدينة هاكنساك بولاية نيوجيرسي الأمريكية بتاريخ 27 أبريل عام 2020

عدد الإصابات طبقاً لبيانات منظمة الصحة العالمية

يتعافى معظم الأشخاص الذين يعانون من كوفيد-19. بالنسبة لأولئك الذين لا يتعافون، فإن المدة بين ظهور الأعراض والوفاة يتراوح عادة من 6 إلى 41 يومًا، نحو 14 يومًا عادة. اعتبارًا من 14 مايو 2020، جرى إرجاع ما يقرب من 297000 حالة وفاة إلى كوفيد-19. في الصين -حتى 5 فبراير- جرى تسجيل نحو 80% من الوفيات في أولئك الذين تزيد أعمارهم عن 60 عامًا، 75% منهم يعانون من حالات صحية موجودة مسبقًا بما في ذلك أمراض القلب والأوعية الدموية والسكري.
كانت أول حالة وفاة مؤكدة في ووهان في 9 يناير 2020. وحدثت الوفاة الأولى خارج الصين في 1 فبراير في الفلبين، وأول حالة وفاة خارج آسيا كانت في فرنسا في 14 فبراير.
تشير الوفيات الرسمية الناجمة عن كوفيد-19 بشكل عام إلى الأشخاص الذين لقوا حتفهم بعد اختبار نتائج إيجابية وفقًا للبروتوكولات. قد يتجاهل هذا وفاة الأشخاص الذين يموتون بدون اختبار، على سبيل المثال في المنزل أو في دور رعاية المسنين. على العكس من ذلك، قد تؤدي وفيات الأشخاص الذين يعانون من حالات كامنة إلى التعداد المفرط. تشير مقارنة إحصائيات الوفيات لجميع الأسباب مقابل المتوسط الموسمي إلى زيادة معدل الوفيات في العديد من البلدان. وفي المناطق الأكثر تضررًا، كان معدل الوفيات أعلى بعدة مرات من المتوسط. وفي مدينة نيويورك، كانت الوفيات أعلى بأربع مرات من المتوسط، وضعف ذلك في باريس، وفي العديد من البلدان الأوروبية، كانت الوفيات في المتوسط أعلى بنسبة 20 إلى 30% من المعدل الطبيعي. قد تشتمل هذه الوفيات الزائدة على الوفيات بسبب إجهاد أنظمة الرعاية الصحية وإيقاف إجراء الجراحات الاختيارية (الباردة).
تُستخدم عدة مقاييس لتحديد معدل الوفيات. تختلف هذه الأرقام حسب المنطقة وتتأثر مع الوقت بعدد الاختبارات وجودة نظام الرعاية الصحية وخيارات العلاج والمدة منذ تفشي المرض الأولي بالإضافة إلى خصائص السكان، كالعمر والجنس والصحة العامة مثلًا. بعض البلدان (كبلجيكا مثلًا) ترجع حالات الوفاة من الحالات المشتبه فيها لكوفيد-19، بغض النظر عما إذا كان الشخص قد اختُبر، ما أدى إلى ارتفاع عدد الحالات مقارنة بالدول التي تضم فقط الحالات المؤكدة للاختبار.
تعكس نسبة الوفاة للحالة عدد الوفيات المنسوبة إلى كوفيد-19 مقسومة على عدد الحالات المشخصة خلال فترة زمنية معينة. استنادًا إلى إحصائيات جامعة جونز هوبكنز، فإن النسبة العالمية للوفيات لكل حالة هي 6.8% (297,682 حالة وفاة لـ 4,371,611 حالة) اعتبارًا حتى 14 مايو 2020.  يختلف العدد حسب المنطقة.
تشتمل التدابير الأخرى على معدل إماتة الحالات (سي إف آر)، الذي يعكس النسبة المئوية للأشخاص الذين جرى تشخيصهم والذين ماتوا بسبب مرض، ومعدل إماتة العدوى (آي إف آر)، والذي يعكس النسبة المئوية للمصابين (المشخصين وغير المشخصين) الذين يموتون بسبب المرض. لا تمتلك تلك الإحصائيات حدودًا زمنية وتتبع مجموعة سكانية محددة من العدوى. يذكر مركز (آور وورلد إن داتا) أنه حتى 25 مارس 2020، لا يمكن حساب (آي إف آر) بدقة إذ لا يُعرف العدد الإجمالي للحالات ولا إجمالي الوفيات. في فبراير، قدر معهد نمذجة الأمراض معدل الـ(آي إف آر) بنسبة 0.94٪ (فاصل الثقة 95٪ 0.37-2.9)، استنادًا إلى بيانات قادمة من الصين. قدر مركز الطب المبني على البراهين التابع لجامعة أكسفورد معدل (سي إف آر) العالمي بنسبة 0.82% و(آي إف آر) من 0.1% إلى 0.41%، مع الاعتراف بأن هذا سيختلف بين السكان بسبب الاختلافات في التركيبة السكانية.

### المدة الزمنية
صرحت منظمة الصحة العالمية في 11 مارس 2020 إنه يمكن السيطرة على الوباء.[بحاجة لمصدر] تكون الذروة والمدة النهائية للجائحة غير مؤكدة وقد تختلف باختلاف الموقع. قال ماسيج بوني من جامعة ولاية بنسلفانيا:«عادةً ما تترك الأمراض المعدية التي تبقى دون رادع نموذج هضبي ثم تبدأ في الانخفاض عندما ينفد المرض من المضيفين المتاحين. ولكن يكاد يكون من المستحيل إجراء أي إسقاط منطقي في الوقت الحالي حول توقيت حدوث ذلك». ذكرت دراسة أجرتها كلية لندن الإمبراطورية بقيادة نيل فيرغسون أن التباعد الجسدي والتدابير الأخرى ستكون مطلوبة «حتى يتوفر اللقاح (ربما بعد 18 شهرًا أو أكثر)». قال وليام شافنر من جامعة فاندربيلت إن الفيروس التاجي «ينتقل بسهولة»، «وقد يتحول إلى مرض موسمي يعود كل عام». وتعتمد شراسة العودة على مناعة القطيع ومدى طفرة الفيروس.

## العلامات والأعراض

أعراض مرض فيروس كورونا 2019

تتراوح فترة الحضانة (الفترة بين الإصابة وظهور الأعراض) من يوم إلى 14 يوم، إلا أن أغلب الحالات كانت فترة حضانتها خمس أيام. على أي حال، سُجلت حالة واحدة بلغت فترة حضانتها 27 يومًا.
يمكن لأعراض كوفيد-19 أن تكون غير محددة نسبيًا ويمكن للعديد من المصابين أن يكونوا غير عرضيين. من الأعراض الأكثر شيوعًا، الحمى (88%) والسعال الجاف (68%). الأعراض الأقل شيوعًا تشمل التعب، وإفراز القشع في الطرق التنفسية (البلغم)، وفقدان حاسة الشم، وفقدان حاسة الذوق، وضيق التنفس، وألم العضلات والمفاصل، والتهاب الحلق، وصداع، ونوافض، وتقيؤ، ونفث الدم، وإسهال.
يترقى المرض لمرحلة خطيرة عند شخص واحد من أصل كل خمسة أشخاص، ويطوّر المريض ضيق نفس. تشمل الأعراض الإسعافية صعوبة التنفس، وألم أو ضغط مستمر على الصدر، وتخليط مفاجئ، وصعوبة في الاستيقاظ، زُرقة في الوجه أو الشفاه؛ يُنصح بتوفير العناية الطبية الفورية في حال وجود الأعراض السابقة. يمكن أن يؤدي ترقي المرض إلى مضاعفات منها ذات الرئة ومتلازمة الضائقة التنفسية الحادة والصدمة الإنتانية والقصور الكلوي الحاد.

## المسببات

### الانتقال

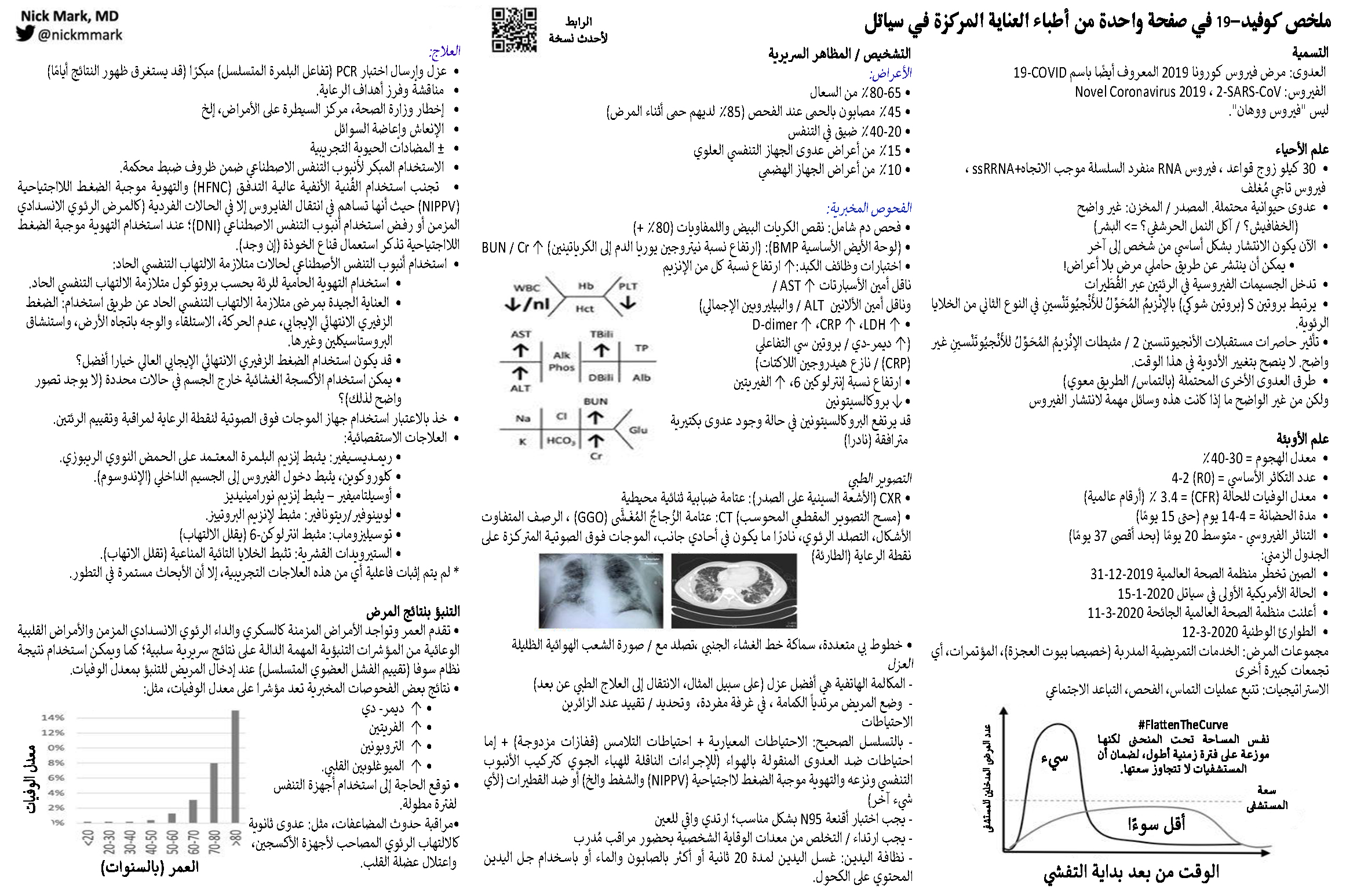
ملخص من صفحة واحدة عن مرض جائحة كورونا

كوفيد-19 مرض جديد، وكثير من تفاصيل انتقاله ما تزال قيد التحقيق والفحص. ينتشر بفعالية وبصورة مستدامة -أسهل انتشارًا من الإنفلونزا، لكن ليس بسرعة انتشار الحصبة- عبر القطيرات الصغيرة الناتجة أثناء السعال أو مجرد التكلم، والتي يستنشقها أشخاص آخرون مباشرةً على مسافة مترين (ستة أقدام). تستقر القطيرات الملوثة على الآخرين، لكنها ثقيلة نسبيًا وعادة ما تستقر على أسطح أخرى، ولا تنتقل لمسافات بعيدة عبر الهواء.
يطلق التكلم بصوت مرتفع قطيرات أكثر مما يطلقه التكلم العادي. كشفت دراسة في سنغافورة أن السعال دون تغطية الفم قد يؤدي إلى انتشار قطيرات لمسافة تصل حتى 4.5 متر (15 قدم). ناقش مقال نُشر في مارس 2020 بأن التوصية حول مسافة انتشار القطيرات قد تكون مستندة إلى أبحاث في ثلاثينيات القرن العشرين التي تجاهلت تأثيرات الهواء الرطب الدافئ المحيط بالقطيرات وأن السعال أو العطاس المكشوف يمكن أن ينتشر حتى 8.2 متر (27 قدمًا).
أكثر ما يكون الأشخاص عَدْوائِيًة هو عند ظهور الأعراض (حتى الأعراض الخفيفة أو غير المحددة)، ولكن يمكن لهم أن يكونوا مُعديين لمدة تصل حتى يومين قبل ظهور الأعراض (الانتقال السابق لظهور الأعراض). يبقوا مُعديين لمدة تتراوح بين 7-12 يومًا في الحالات المعتدلة، ومتوسط أسبوعين في الحالات الشديدة. تماثل بعض الأشخاص للشفاء دون ظهور الأعراض ومن الممكن لهم أن ينشروا كوفيد-19 رغم وجود شكوك حول هذا الأمر. وجدت دراسة أن الحمل الفيروسي يكون بأعلى مستوياته في بداية الأعراض، ولذلك ربما يبلغ الذروة قبل ظهور الأعراض.
عندما تستقر القطيرات الملوثة على الأرضيات أو الأسطح، يمكن لها أن تظل مُعدية، ولو بنسبة أقل شيوعًا، في حال لامس الناس الأسطح الملوثة ثم لمسوا العيون أو الفم أو الأنف بأيدي غير مغسولة. تنخفض كمية الفيروس النشط على الأسطح بمرور الوقت حتى يصبح عاجزًا عن التسبب بالعدوى، ولا يُعتقد أن الأسطح هي الطريقة الرئيسية التي ينتشر بها الفيروس. من غير المعروف كمية الفيروس المطلوبة على الأسطح كي يسبب الإصابة، ولكن يمكن كشفه لمدة تصل حتى أربع ساعات على الأسطح النحاسية، ولغاية يوم واحد على الورق المقوى، وحتى ثلاثة أيام على البلاستيك (بولي بروبيلين) فولاذ مقاوم للصدأ(AISI 304). من السهل تعقيم الأسطح بواسطة المطهرات المنزلية التي تقتل الفيروس خارج الجسم البشري أو على اليدين. إن المطهرات أو المبيّضات ليست علاجًا لمرض كوفيد-19، وتتسبب بمشاكل صحية عند إساءة استخدامها كتطبيقها داخل جسم الإنسان.
يحمل القشع واللعاب كميات كبيرة من الفيروس. على الرغم من أن كوفيد-19 لا يعتبر من الأمراض المنقولة جنسيًا، فإن تبادل القبل، والاتصال الحميمي، والطريق البرازي-الفموي من الطرق المشبوهة بنقلها للفيروس. إن بعض الإجراءات الطبية منتجة للرذاذ التنفسي وتؤدي إلى انتقال الفيروس بسهولة أكبر من الحالة العادية.
في الصين في فبراير 2020، قُدر أن كل شخص مصاب قد أصاب ما يتراوح بين شخصين ونصف وسطيًا (يُدعى هذا عدد التكاثر الأساسي «R0»)

### علم الفيروسات

مخطط توضيحي لجسيم فيروس كورونا المرتبط بالمتلازمة التنفسية الحادة الشديدة والبروتينات البنيوية له.

فيروس كورونا 2 المرتبط بالمتلازمة التنفسية الحادة الشديدة أو سارس-كوف-2 (بالإنجليزية: SARS-CoV-2)،هو فيروس جديد عُزل أولًا من ثلاثة أشخاص مصابين بذات رئة مرتبطة بمجموعة من حالات أمراض الجهاز التنفسي الحادة في ووهان. تتشابه جميع سمات فيروس سارس-كوف-2 مع طبيعة مجموعة فيروسات كورونا.
يرتبط فيروس سارس-كوف-2  ارتباطًا وثيقًا بفيروس سارس-كوف-1، ويعتقد أنه مرض حيواني المنشأ. يشترك فيروس سارس-كوف-2 وراثيًا مع فيروس كورونا بيتا، ويتطابق بنسبة 96% على مستوى الجينوم بأكمله مع عينات أخرى من عينات فيروس كورونا الخفافيش، ونسبة 92% مع فيروس كورونا آكل النمل.
يرتبط SARS-CoV-2 ارتباطًا وثيقًا بالنسخة الأصلية من SARS-CoV. يُعتقد أنه مرض حيواني المنشأ. بينت التحاليل الوراثية تكوين فيروس كورونا مجموعات مع فصيلة كورونا فيروس بيتا، في السلالة B لجُنيس فيروس كورونا المرتبط بالمتلازمة التنفسية الحادة الوخيمة مع سلالتين مشتقتين من الخفاش. إنه متطابق بنسبة 96% على مستوى المجموع الوراثي الكامل مع عينات كورونا فيروس عند الخفافيش ((BatCov RaTG13. في فبراير عام 2020، وجد باحثون صينيون وجود اختلاف في حمض أميني واحد فقط في تسلسل مجموع وراثي معين بين الفيروسات المكتشفة عند آكلي النمل الحرشفي وتلك الموجودة عند المرضى من البشر، ما يعني أنه قد يكون آكل النمل الحرشفي هو المضيف المتوسط.

## التشخيص
يمكن تشخيص الإصابة بكوفيد-19 مؤقتًا بناءً على الأعراض، ويُؤكَّد التشخيص باستخدام اختبار تفاعل البوليمراز المتسلسل للنسخ العكسي (RT-PCR) للإفرازات المصابة أو التصوير المقطعي المحوسب للصدر.

### الاختبار الفيروسي

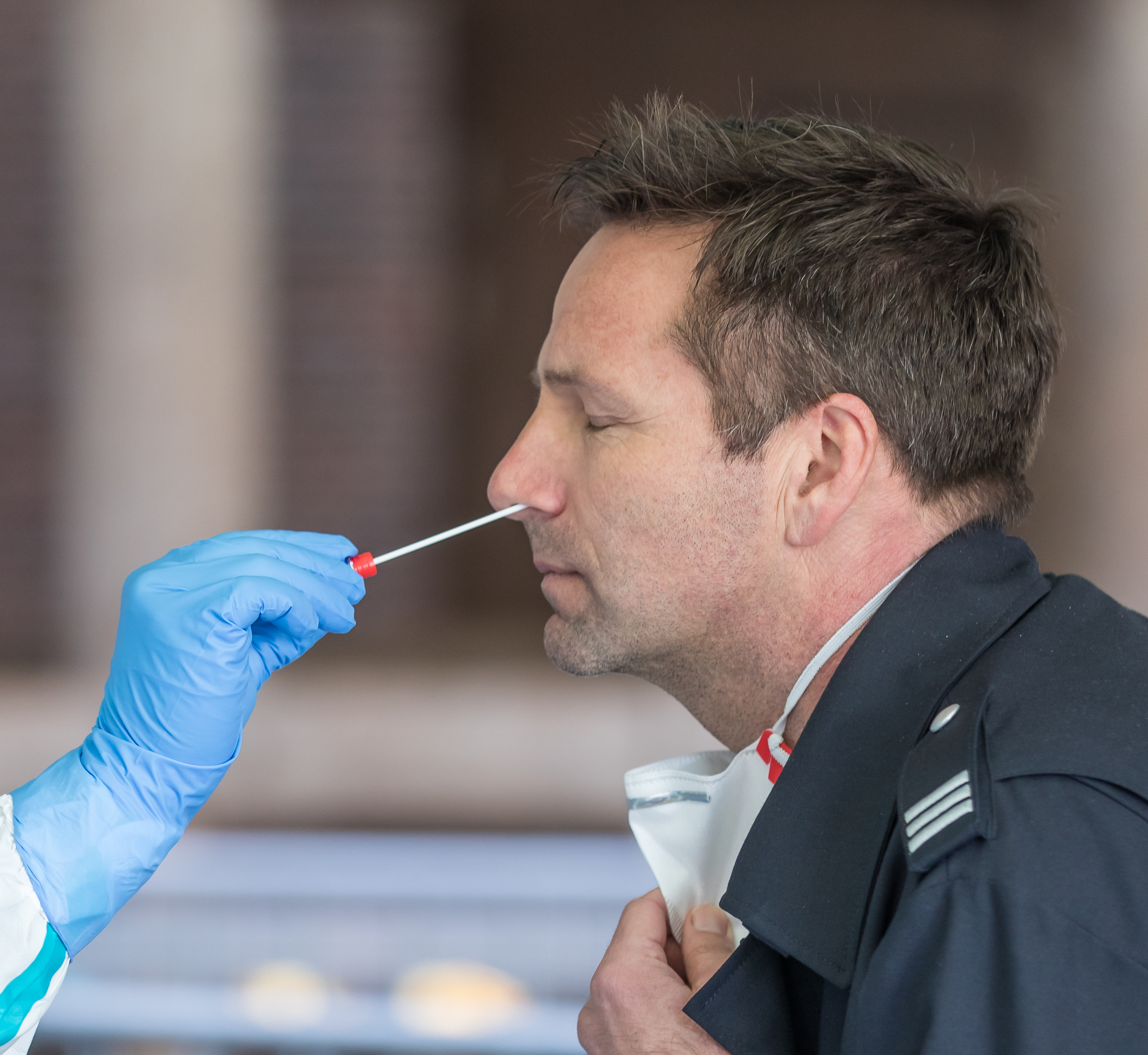
صورة تظهر كيفية أخذ مسحة لاختبار وجود كوفيد-19

يستخدم الاختبار المعياري للعدوى الحالية بالمتلازمة التنفسية الحادة الوخيمة بالفيروس التاجي 2 فحص الحمض النووي الريبوزي في الإفرازات التنفسية التي تجمع باستخدام مسحة أنفية بلعومية، على الرغم من إمكانية فحص عينات أخرى. يستخدم هذا الاختبار تفاعل البوليمراز المتسلسل للنسخ العكسي الفوري الذي يكشف وجود قطع الرنا الفيروسي.
يطور عدد من المختبرات والشركات اختبارات مصلية تكشف وجود الأجسام الضدية المفرزة من الجسم استجابة للعدوى. حتى 6 أبريل 2020، لم تثبت دقة أي من هذه الاختبارات بما يكفي للموافقة على استخدامها على نطاق واسع.

### التصوير

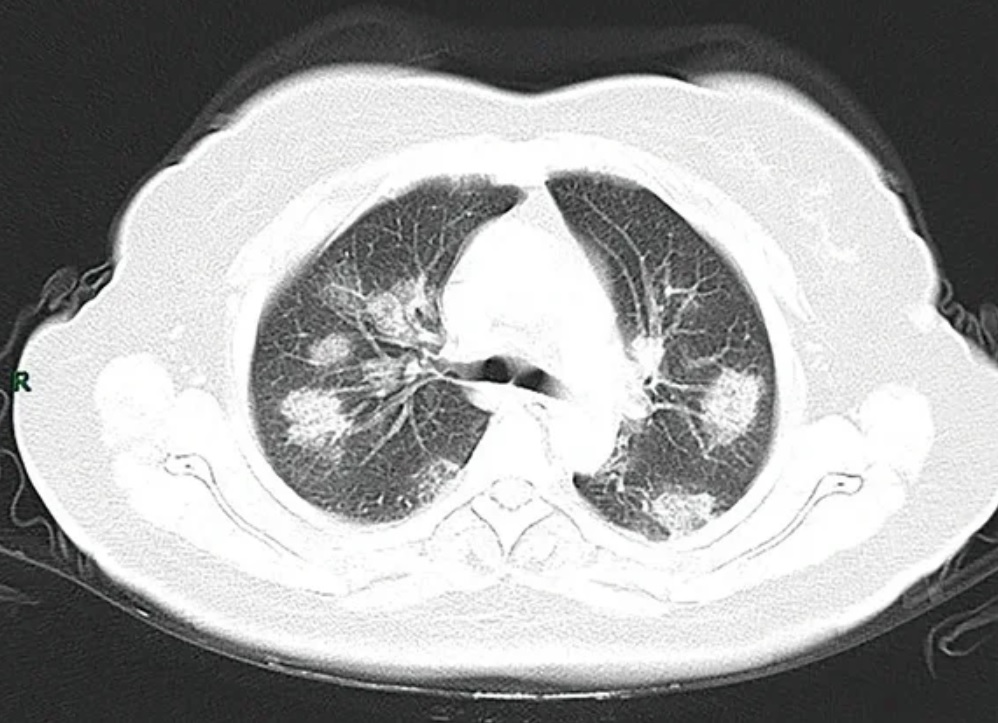
تصوير مقطعي محوسب للصدر لمريض مصاب بكوفيد-19. يظهر البقع البيضاء في الرئتين.

تشمل السمات المميزة في تصوير الصدر الشعاعي والمقطعي المحوسب للأشخاص العرضيين عتامات زجاج مغشى محيطية غير متناظرة دون انصبابات جنبية. تجمع جمعية الأشعة الإيطالية قاعدة بيانات دولية على الإنترنت لنتائج تصوير الحالات المؤكدة. نظرًا للتداخل مع العداوى الأخرى مثل عدوى الفيروس الغداني، يعد التصوير دون التأكيد بواسطة آر تي-بي سي آر الفوري ذو نوعية محدودة في الكشف عن كوفيد-19. قارنت دراسة كبيرة في الصين نتائج التصوير المقطعي المحوسب للصدر بالبي سي آر وأشارت إلى أنه على الرغم من أن التصوير أقل كشفًا للعدوى، لكنه أسرع وأكثر حساسية.

## الوقاية
تشمل إستراتيجيات الوقاية من انتقال المرض الحفاظ على النظافة الشخصية الجيدة عمومًا، وغسل اليدين، وتجنب ملامسة العينين أو الأنف أو الفم بأيدٍ غير مغسولة، والسعال أو العطاس في منديل، ووضع المنديل مباشرة في حاوية النفايات. يُنصح مًن يحتمل أنه أُصيب بالعدوى بالفعل بارتداء قناع جراحي في الأماكن العامة. يوصى أيضًا باتخاذ تدابير التباعد الجسدي لمنع الانتقال. يُنصح مقدمو الرعاية الصحية الذين يعتنون بشخص مصاب باتخاذ الاحتياطات القياسية واحتياطات التماس وحماية العين.
حظرت العديد من الحكومات السفر أو نصحت بعدم السفر بغير ضرورة من وإلى البلدان والمناطق التي تفشى فيها المرض. انتشر الفيروس بالفعل داخل المجتمعات في أجزاء كبيرة من العالم، مع عدم معرفة الكثيرين أين أو كيف أصيبوا.
تنتشر المفاهيم الخاطئة حول كيفية الوقاية من العدوى. على سبيل المثال، يعد غسل الأنف والغرغرة بغسول الفم طرقًا غير فعالة. لا يوجد لقاح لكوفيد-19 على الرغم من أن العديد من المنظمات تعمل على تطوير لقاح.

### غسل اليدين
ينصح بغسل اليدين للوقاية من انتشار المرض. توصي مراكز السيطرة على الأمراض والوقاية منها بأن يغسل الناس أيديهم بالماء والصابون لمدة عشرين ثانية على الأقل، خاصة بعد الذهاب إلى المرحاض أو حين تكون الأيدي متسخة بشكل واضح، وقبل الأكل، وبعد تنظيف الأنف أو السعال أو العطاس. ذلك أن الفيروس يُقتل خارج جسم الإنسان بواسطة الصابون المنزلي، الذي يسبب انفجار طبقة الحماية في الفيروس. توصي مراكز السيطرة على الأمراض والوقاية منها أيضًا باستخدام معقم يدين يحوي على كحول بنسبة 60 في المئة على الأقل من حيث الحجم عند عدم توافر الماء والصابون. تنصح منظمة الصحة العالمية الناس بتجنب لمس العين أو الأنف أو الفم بأيدٍ غير مغسولة. ليس من الواضح ما إذا كان غسل اليدين بالرماد في حالة عدم توافر الصابون فعالًا في الحد من انتشار العدوى الفيروسية.

### تنظيف الأسطح
قد تُطهر الأسطح بعدد من المحاليل (دقيقة واحدة من التعرض للمطهر بالنسبة لسطح الفولاذ المقاوم للصدأ)، منها الإيثانول بتركيز 62-71 في المئة، والإيزوبروبرانول 50-100 في المئة، وهيبوكلوريت الصوديوم 0.1 في المئة، وبيروكسيد الهيدروجين 0.5 في المئة، والبوفيدون اليودي 0.2-7.5 في المئة. تعتبر المحاليل الأخرى، مثل كلوريد البنزالكونيوم وغلوكونات الكلورهيكسيدين، أقل فعالية. توصي مراكز السيطرة على الأمراض في حال الاشتباه في وجود حالة كوفيد-19 أو تأكيدها في منشأة مثل مكتب أو رعاية نهارية، بتطهير جميع الأماكن مثل المكاتب والحمامات والمناطق المشتركة والمعدات الإلكترونية المشتركة مثل الأجهزة اللوحية وشاشات اللمس ولوحات المفاتيح وأجهزة التحكم عن بعد وأجهزة الصراف الآلي التي استخدمها المرضى.

### أقنعة الوجه والنظافة التنفسية

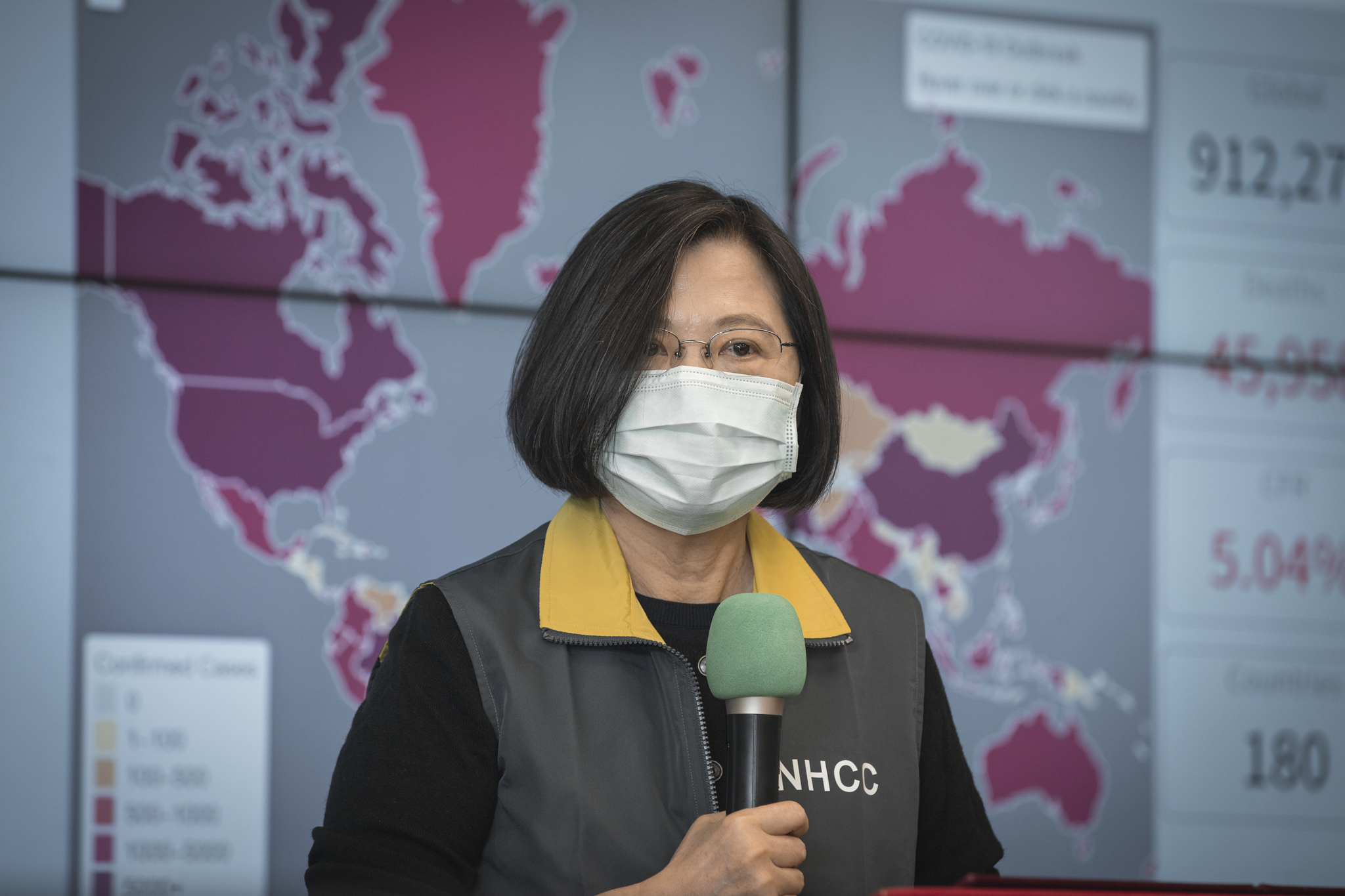
رئيسة تايوان، تساي إنغ ون، تضع قناعًا.

كانت التوصيات بشأن ارتداء الأقنعة موضوع نقاش. أوصت منظمة الصحة العالمية الأشخاص الأصحاء بوضع الأقنعة فقط إذا كانوا معرضين لخطر كبير، مثل العاملين على رعاية شخص مصاب بكوفيد-19. شجعت الصين والولايات المتحدة، إلى جانب دول أخرى، الشعب على استخدام أقنعة الوجه أو أغطية الوجه القماشية بشكل عام للحد من انتشار الفيروس من الأفراد اللاعرضيين كمبدأ وقائي. جعلت العديد من الحكومات الوطنية والمحلية ارتداء الأقنعة إلزاميًا.
يوصى باستخدام الأقنعة الجراحية لمن تُشتَبه إصابته بالعدوى، إذ إن ارتداء هذا النوع من الأقنعة قد يحد من حجم ومسافة انتقال القطيرات الزفيرية المنتشرة عند التحدث والعطاس والسعال.

### التباعد الاجتماعي

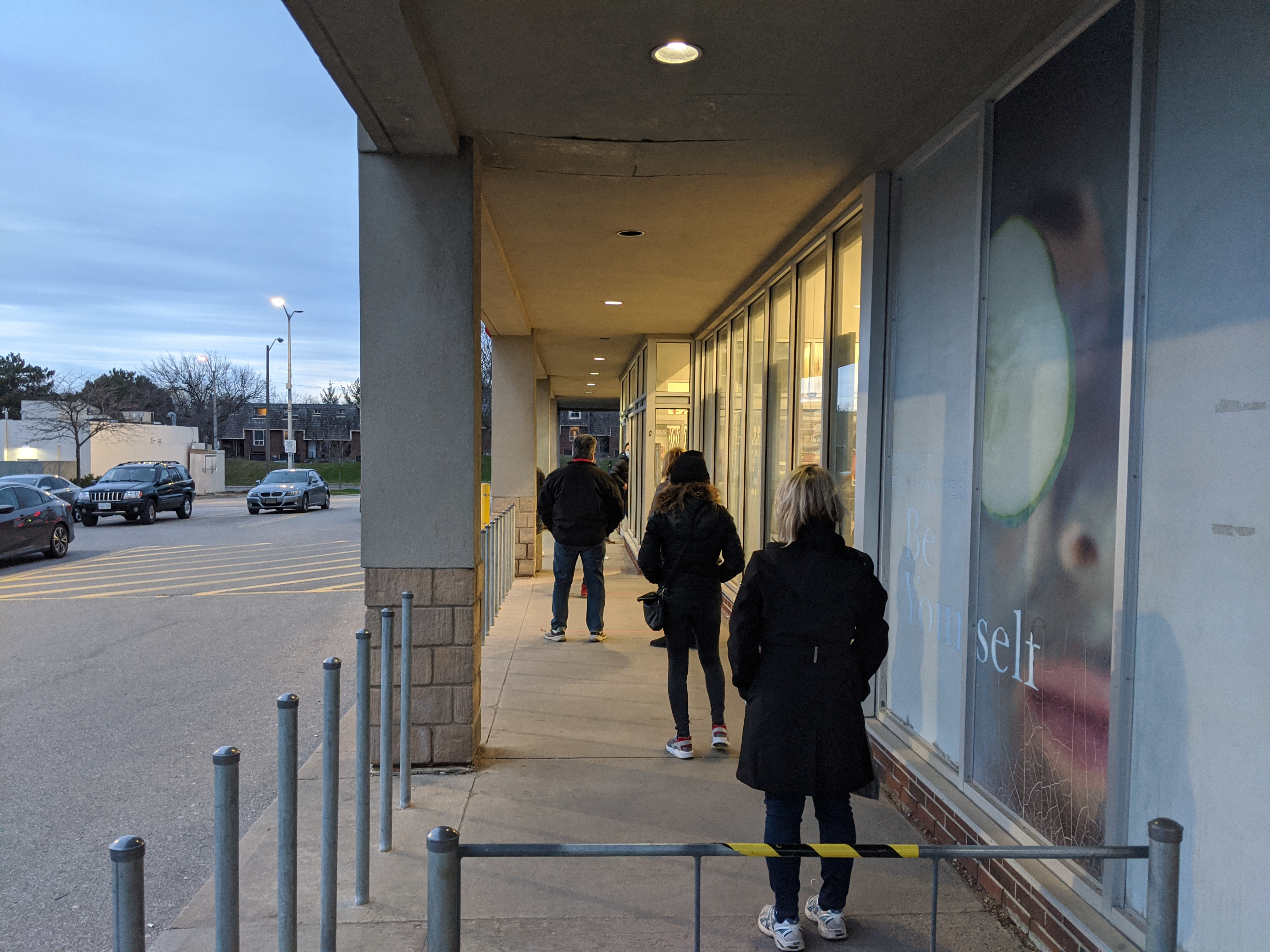
التباعد الاجتماعي في تورنتو، والسماح بوجود عدد محدود من الزبائن داخل المحل.

يتضمن التباعد الاجتماعي (يُعرف أيضًا باسم التباعد الجسدي) إجراءات مكافحة العدوى التي تهدف إلى إبطاء انتشار المرض عبر تقليل التماس القريب بين الأفراد. تشمل الطرق الحجر الصحي؛ وتقييد السفر؛ وإغلاق المدارس وأماكن العمل والملاعب والمسارح ومراكز التسوق. يمكن للأفراد تطبيق أساليب التباعد الاجتماعي من خلال البقاء في المنزل، والحد من السفر، وتجنب الأماكن المزدحمة، وإلقاء التحية دون تماس، وإبعاد أنفسهم جسديًا عن الآخرين. فرضت العديد من الحكومات الآن التباعد الاجتماعي، أو أوصت به، في مناطق تفشي المرض. ساهم عدم التعاون مع إجراءات التباعد في بعض المناطق في زيادة انتشار الوباء.
قُلص الحد الأقصى لحجم التجمع الذي أوصت به الهيئات الحكومية الأمريكية والمنظمات الصحية بسرعة من 250 شخصًا (في حال عدم وجود انتشار معروف لكوفيد-19 في المنطقة) إلى 50 شخصًا، ولاحقًا إلى 10. في 22 مارس 2020، حظرت ألمانيا التجمعات العامة لأكثر من شخصين. وجدت مراجعة أجرتها مؤسسة كوكرين أن الحجر الصحي المبكر مع تدابير الصحة العامة الأخرى فعال في الحد من الوباء، ولكن أفضل طريقة لسياسات التبني والإرخاء غير مؤكدة، إذ تختلف تبعًا للظروف المحلية.
يواجه كبار السن وأولئك الذين يعانون من أمراض باطنية مثل مرض السكري وأمراض القلب والأمراض التنفسية وارتفاع ضغط الدم ومرضى التثبيط المناعي خطرًا أكبر للإصابة بالمرض وحدوث مضاعفات خطيرة، ونصحت مراكز السيطرة على الأمراض والوقاية منها ببقائهم في المنزل قدر الإمكان في مناطق التفشي المجتمعي.
في أواخر مارس 2020، بدأت منظمة الصحة العالمية والهيئات الصحية الأخرى في استبدال استخدام مصطلح «التباعد الاجتماعي» بمصطلح «التباعد الجسدي»، لتوضيح أن الهدف هو تقليل التماس الجسدي مع الحفاظ على الروابط الاجتماعية، إما عبر الواقع الافتراضي أو بوجود مسافة. أدى استخدام مصطلح «التباعد الاجتماعي» إلى آثار تمثلت في فهم الناس أن عليهم ممارسة العزل الاجتماعي الكامل، بدلًا من تشجيعهم على البقاء على اتصال مع الآخرين عبر وسائل بديلة.
أصدرت بعض السلطات إرشادات الصحة الجنسية للعمل بها أثناء الوباء. تتضمن هذه التوصيات ممارسة الجنس مع شخص تعيش معه فقط، وليس حاملًا للفيروس أو لأعراضه.

### العزل الذاتي

يعتمد انتقال كوفيد-19 على عدة عوامل، منها التباعد الاجتماعي.

أُوصي بالعزلة الذاتية لمن شُخصت إصابتهم بكوفيد-19 وللمشتبه في إصابتهم. أصدرت الوكالات الصحية تعليمات مفصلة للعزل الذاتي الصحيح.
فرضت العديد من الحكومات الحجر الذاتي، أو أوصت به، على جميع السكان الذين يعيشون في المناطق المصابة. فُرضِت أقوى تعليمات للحجر الذاتي على المجموعات عالية الخطورة. نُصح الأشخاص الذين يُحتمل أنهم خالطوا شخصًا مصابًا بكوفيد-19 وأولئك الذين سافروا مؤخرًا إلى بلد أو منطقة تنتشر فيها العدوى على نطاق واسع بالحجر الذاتي لمدة 14 يومًا من تاريخ آخر تعرض محتمل.

### لقاح
بعد أشهر من الأزمة الصحية العالمية، أعلنت روسيا أن لقاح فيروس كورونا تم تطويره من قبل معهد الجمالية في موسكو. أكد الرئيس فلاديمير بوتين أنه تم تسجيل أول لقاح ضد COVID-19 في 11 أغسطس 2020.

## التدبير

### الاحتواء والتقييد

تشمل أهداف التقييد تأخير ذروة الحمل على الرعاية الصحية وتخفيضها (تسطيح المنحنى) وتقليل الحالات الإجمالية والتأثير الصحي. من ناحية أخرى، تساعد الزيادة المتصاعدة تدريجيًا في قدرة الرعاية الصحية (رفع الخط)، مثل زيادة تعداد الأسرة والعاملين والمعدات، على تلبية الطلب المتزايد.

تتمثل إستراتيجيات السيطرة على تفشي الجائحة بالاحتواء أو الكبح، والتقييد. يبدأ العمل على الاحتواء في المراحل المبكرة من التفشي إذ يهدف إلى تتبع المصابين وعزلهم، بالإضافة إلى إدخال تدابير أخرى من مكافحة العدوى واللقاحات بهدف كبح انتشار المرض لدى باقي السكان. عندما يصل انتشار المرض إلى درجة يتعذر احتواؤها، تنتقل الجهود إلى مرحلة التقييد: تُؤخذ تدابير بهدف إبطاء الانتشار وتقييد تأثيره على نظام الرعاية الصحية والمجتمع. من الممكن اعتماد مجموعة من تدابير الاحتواء والتقييد في الوقت نفسه. يتطلب الكبح تدابير قصوى لعكس الوباء عن طريق تخفيض عدد التكاثر الأساسي إلى ما دون الواحد.
تُعتبر محاولة تأخير ذروة الوباء وتخفيضها، فيما يُعرف بتسطيح منحنى الوباء، جزءًا من تدبير تفشي الأمراض المعدية. ينقص هذا من خطر استنزاف الخدمات الصحية ويوفر المزيد من الوقت أمام تطوير اللقاحات أو العلاجات. تشمل التداخلات غير الدوائية التي تُستخدم في تدبير التفشي كلًا من التدابير الوقائية الشخصية مثل نظافة اليدين، وارتداء الأقنعة الوجهية والحجر الصحي الذاتي، وهو مجموعة من التدابير المجتمعية التي تهدف إلى خلق تباعد جسدي مثل إغلاق المدارس وإلغاء أحداث التجمعات العامة، ومشاركة المجتمع في التشجيع على قبول هذه الإجراءات وتطبيقها، والتدابير البيئية مثل تنظيف الأسطح.
مع وضوح شدة التفشي، اتخذت الصين إجراءات أكثر صرامة بهدف احتوائه، مثل تطبيق الحجر الصحي على مدن بأكملها وفرض صارم لحظر السفر. وتبنت دول أخرى مجموعة مختلفة من التدابير الهادفة إلى الحد من انتشار الفيروس. أجرت كوريا الجنوبية فحوصات جماعية وفرضت الحجر الصحي محليًا، إلى جانب إصدارها إنذارات على تحركات الأفراد المصابين. زودت سنغافورة المصابين المحجورين صحيًا بالدعم المالي وفرضت غرامات كبيرة على أولئك الذين فشلوا في التزام الحجر. زادت تايوان بدورها من إنتاج أقنعة الوجه وفرضت عقوبات على احتكار الإمدادات الطبية.
أظهرت نماذج المحاكاة أن التقييد (إبطاء انتشار الوباء وليس إيقافه) والكبح (عكس نمو الوباء) في كل من بريطانيا العظمى والولايات المتحدة يواجهان تحديات كبيرة. يمكن لسياسات التقييد المثلى إنقاص ذروة طلب الرعاية الصحية إلى الثلثين والوفيات إلى النصف، لكنها لا تستطيع درء مئات الآلاف من الوفيات والأنظمة الصحية المستنزفة. قد يُفضل استخدام إستراتيجية الكبح لكن يتحتم استمرارها طوال فترة انتشار الفيروس بين السكان (أو حتى توفر اللقاح)، إذ يعود الفيروس للانتقال بسرعة بمجرد تخفيف التدابير. يترتب على التدخل طويل المدى لكبح الجائحة تكاليف اجتماعية واقتصادية كبيرة.

#### متابعة مخالطي المرضى
متابعة مخالطي المرضى هي وسيلة مهمة تستخدمها الجهات الصحية المختصة في تحديد مصدر العدوى ومنع حدوث انتقال أكبر. استعانت الحكومات ببيانات الموقع من الهواتف المحمولة من أجل هذا الغرض، ما أثار مخاوف بشأن الخصوصية، إذ أصدرت منظمة العفو الدولية إلى جانب أكثر من مئة منظمة أخرى بيانًا دعت فيه لفرض قيود على هذا النوع من المراقبة.
صُممت العديد من تطبيقات الهاتف المحمول واقتُرحت للاستخدام الطوعي، بدءًا من 7 أبريل 2020، عملت أكثر من عشر مجموعات من الخبراء على إيجاد حلول مراعية للخصوصية، مثل استخدام البلوتوث في تسجيل اقتراب المستخدم من الأجهزة المحمولة الأخرى. إذ يستطيع المستخدمون بعد ذلك تلقي رسالة في حالة اتصالهم القريب مع مصاب إيجابي بكوفيد-19.
في 10 أبريل 2020، أعلنت أبل وغوغل عن مبادرة مشتركة تهدف إلى تصميم نظام تتبع يحافظ على الخصوصية بالاعتماد على تقنية البلوتوث والتشفير. يهدف النظام إلى السماح للحكومات بإنشاء تطبيقات رسمية محافظة على الخصوصية لتتبع فيروس كورونا، مع هدف نهائي يتمثل في دمج هذه الوظيفة مباشرةً بمنصات الهواتف المحمولة ذات نظامي تشغيل أندرويد وآي أو إس. في أوروبا والولايات المتحدة، توفر تقنيات بالانتير بدورها خدمات لتتبع كوفيد-19.

### الرعاية الصحية

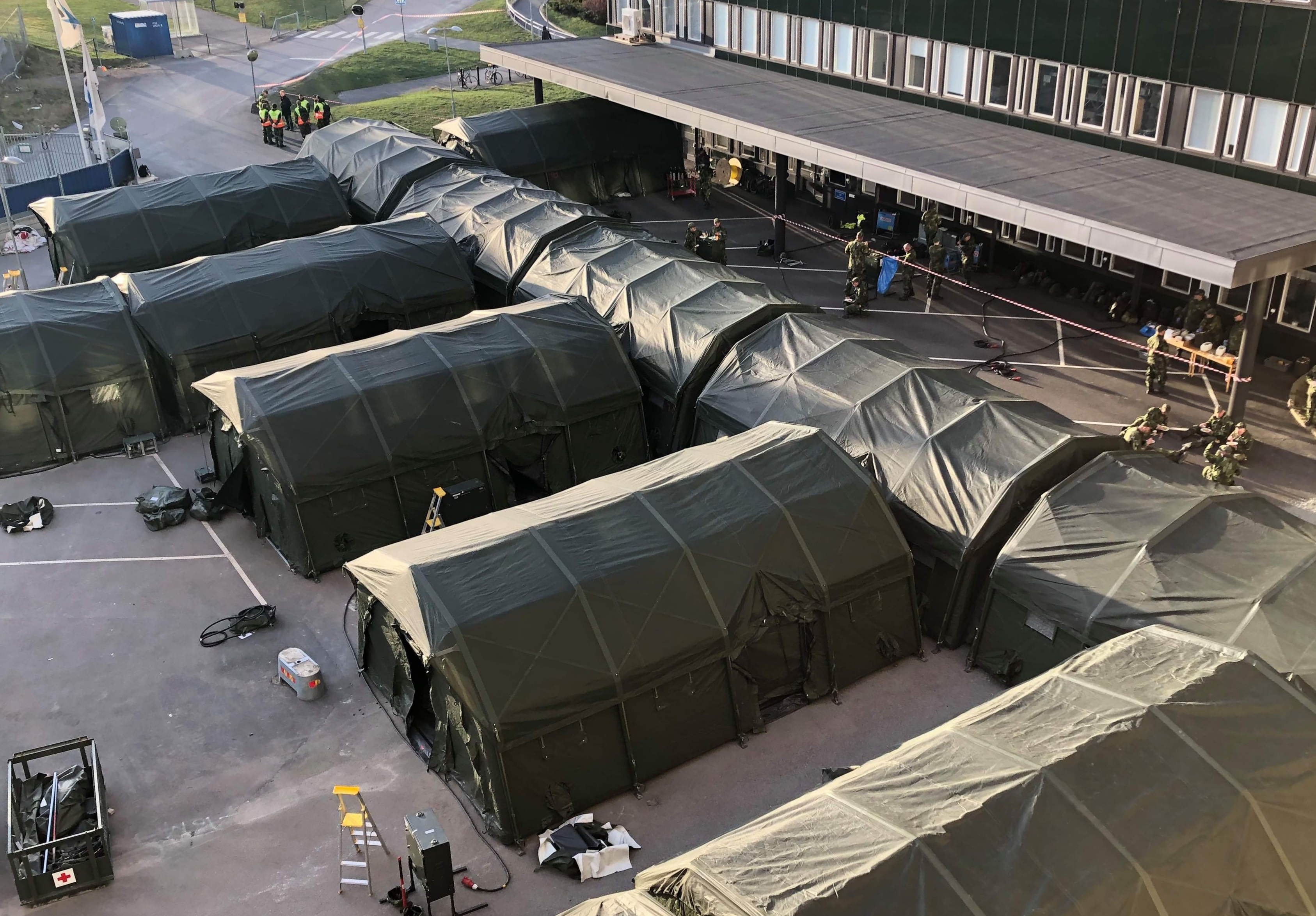
مستشفى ميداني أنشأه الجيش خارج أسترا هوكيوست (المستشفى الشرقي) في غوتنبرغ، السويد، يحتوي على وحدات عناية مركزة مؤقتة من أجل مرضى كوفيد-19.

وصفت منظمة الصحة العالمية زيادة قدرة الرعاية الصحية وتكيفها مع احتياجات مرضى كوفيد-19 كتدبير استجابة رئيسي لتفشي المرض. أصدر «إي سي دي إي» والمكتب الإقليمي الأوروبي لمنظمة الصحة العالمية توجيهات للمشافي وخدمات الرعاية الصحية الأولية من أجل توزيع المصادر على مستويات متعددة، يشمل ذلك تركيز الخدمات المخبرية على اختبارات كوفيد-19، وإلغاء الإجراءات الاختيارية قدر المستطاع، وفصل مرضى كوفيد-19 الإيجابيين وعزلهم، ورفع قدرات العناية المركزة عبر تدريب العاملين وزيادة عدد أجهزة النفس اصلاطناعيو الأسرة.

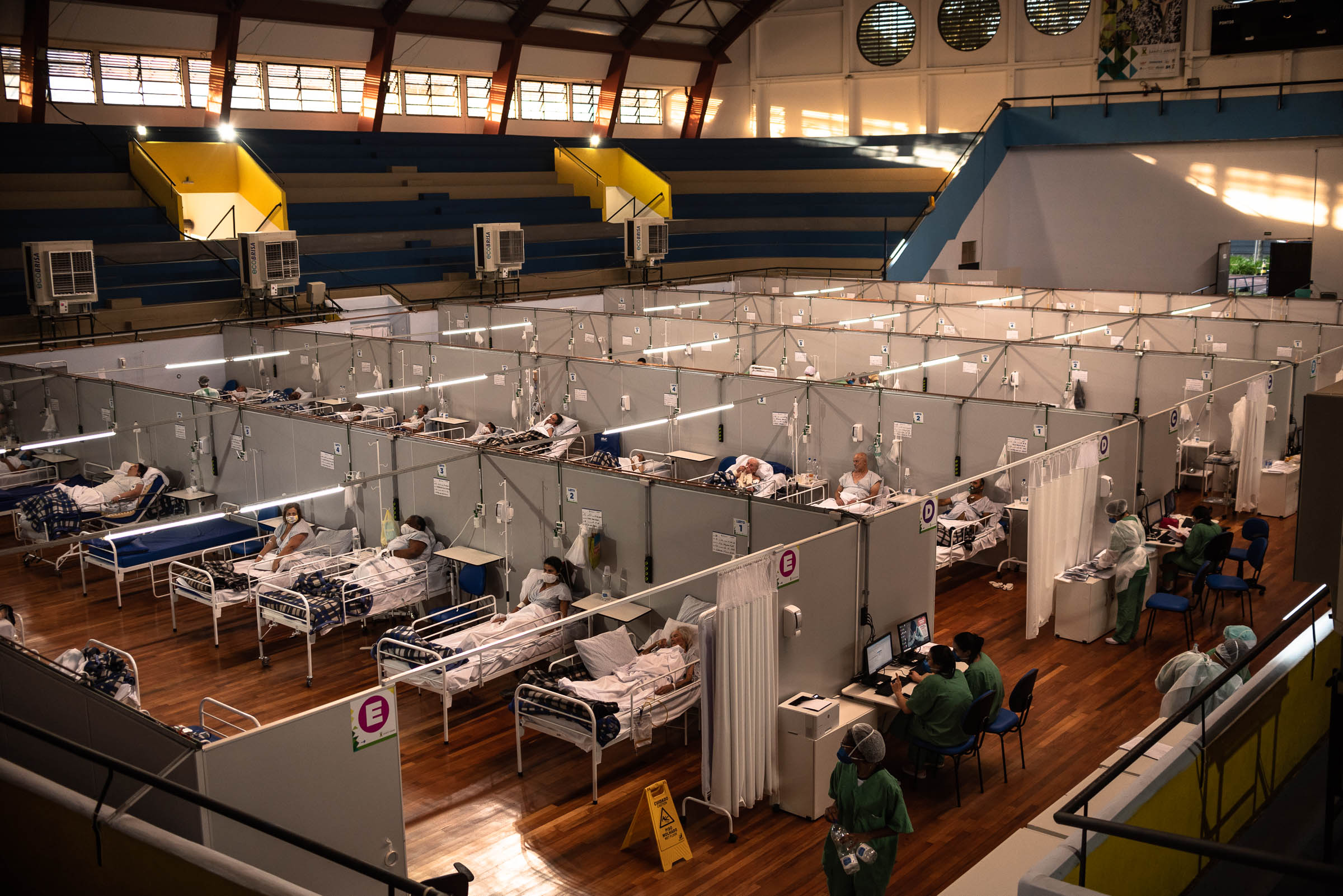
مستشفى مخصص لحالات الإصابة بكوفيد في ساو باولو-البرازيل

نظرًا إلى محدودية القدرة في سلاسل التوريد القياسية، تعمل بعض الشركات المصنعة على طبع مواد رعاية صحية ثلاثية الأبعاد، مثل مسحات الأنف وقطع أجهزة التنفس الاصطناعي. في أحد الأمثلة، عندما احتاج مشفى إيطالي إلى صمام تهوية بشكل مستعجل، ولم يكن باستطاعة المزود توصيل القطعة ضمن نطاق الزمن المطلوب، واجهت شركة ناشئة محلية تهديدات قانونية بسبب انتهاكها المزعوم لبراءة اختراع وأعادت هندسة مئات الصمامات المطلوبة وطبعتها خلال الليل. في 23 أبريل 2020، أبلغت ناسا عن بناء جهاز تهوية خلال 37 يومًا، إذ يخضع حاليًا إلى المزيد من الاختبارات. تسعى ناسا للحصول على موافقة سريعة المسار.

### العلاج
تخضع مضادات الفيروسات إلى اختبارات من أجل كوفيد-19، إلى جانب الأدوية التي تستهدف الاستجابة المناعية. لم يثبت أي منها فعاليته بشكل واضح على الوفيات في التجارب العشوائية المحكمة المنشورة. ومع ذلك، قد يؤثر دواء ريمديسيفير على زمن شفاء الفيروس. في 1 مايو، أعطت الولايات المتحدة الإذن باستخدام ريمديسيفير في الحالات الطارئة الحرجة لدى مرضى كوفيد-19  الذين أُدخلوا المستشفيات. إذ أُعطي إذن مؤقت باستخدامه نظرًا إلى عدم توفر أي علاجات أخرى، وارتفاع نسبة فوائده المحتملة مقارنةً بمخاطره المحتملة. يمكن أن يساعد تناول أدوية الزكام المتاحة دون وصفة طبية، وشرب السوائل والراحة في تخفيف شدة الأعراض. اعتمادًا على الشدة، قد تتطلب الحالة العلاج بالأكسجين، والسوائل الوريدية ودعم التنفس. من الممكن أن يسبب استخدام الستيرويدات تفاقم الحالة. تخضع العديد من المركبات الموافق عليها مسبقًا في علاج الأمراض الفيروسية إلى الاختبارات لاستخدامها في علاج كوفيد-19.

## التاريخ

ترتيب الحالات لكل بلد وفقًا للمقياس اللوغاريتمي.

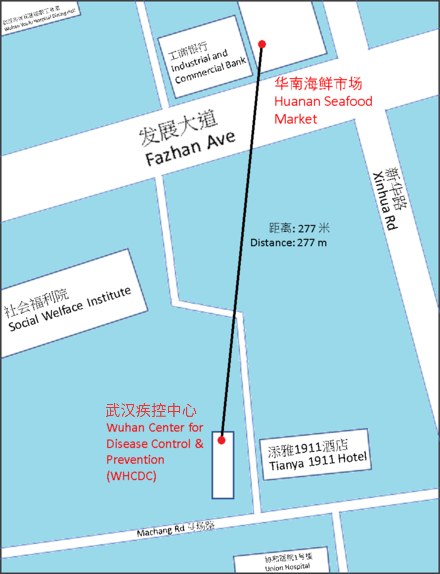
موقع سوق ووهان للمأكولات البحرية.

نشأت العديد من النظريات حول المكان الذي ظهرت فيه الحالة الأولى (أو ما يسمى بالمريض صفر). يُعتقد أن أول حالة مُسجلة يعود تاريخها إلى 1 ديسمبر من عام 2019 في ووهان، مقاطعة خوبي، الصين. ازدادت خلال الشهر التالي عدد حالات الإصابة بفيروس كورونا في خوبي تدريجيًا. ووفقًا لمصادر صينية رسمية، كانت هذه الحالات مرتبطة في الغالب بسوق ووهان للمأكولات البحرية، الذي يبيع أيضًا الحيوانات الحية، ووُجدت نظرية واحدة تقول إن الفيروس جاء من إحدى هذه الحيوانات.
أرسل مستشفى ووهان المركزي في 24 ديسمبر عينة من سائل غسل القصبات والأسناخ لإحدى الحالات السريرية غير المحلولة إلى شركة فيجن الطبية. في 27 و28 ديسمبر، أبلغت الشركة مستشفى ووهان المركزي ومراكز السيطرة على الأمراض والوقاية منها الصيني بنتائج الاختبار، موضحين وجود فيروس تاجي جديد. وقد لوحظت مجموعة من الالتهابات الرئوية مجهولة السبب في تاريخ 26 ديسمبر وعالجها الطبيب تشانغ جيشيان في مستشفى مقاطعة خوبي، الذي أبلغ مركز السيطرة على الأمراض والوقاية منها في ووهان جيانغهان، في 27 ديسمبر. في 30 ديسمبر، ذكرت أحد تقارير الاختبار الموجهة إلى مستشفى ووهان المركزي، من شركة كابتل بايو ميدلاب، نتيجة إيجابية كاذبة لمرض السارس، وهذا ما دفع مجموعة من الأطباء في مستشفى ووهان المركزي إلى تنبيه زملائهم وسلطات المستشفى المرتبطة بتلك النتيجة. أصدرت لجنة الصحة التابعة لبلدية ووهان في ذلك المساء إشعارًا وجهته إلى المؤسسات الطبية المختلفة يتضمن «علاج الالتهاب الرئوي مجهول السبب». تعرض ثمانية من هؤلاء الأطباء، بما في ذلك لي وينليانغ (للعقوبة في 3 يناير)، وحُذر الأطباء لاحقًا من قبل الشرطة بتهمة نشرهم شائعات كاذبة.
أصدرت لجنة الصحة التابعة لبلدية ووهان أول إعلان عام عن تفشي الالتهاب الرئوي مجهول السبب في 31 ديسمبر، وأكّدت وجود 27 حالة، وهو ما يكفي لبدء البحث.
تضاعف عدد الحالات تقريبًا بمعدل كل سبعة أيام ونصف خلال المراحل الأولى من تفشي المرض. وفي أوائل ومنتصف يناير من عام 2020، بدأ الفيروس بالانتشار إلى مقاطعات صينية أخرى، وقد ساعد على ذلك بدء موسم السفر لمهرجان الربيع أو فترة تشونيون باعتبار ووهان مركزًا للنقل وتبادلاً رئيسيًا للسكك الحديدية. في 20 يناير، أبلغت الصين عن نحو 140 حالة جديدة في يوم واحد، حالتان في بكين وواحدة في شنجن. أظهرت البيانات الرسمية لاحقًا أن 6,174 شخصًا قد ظهرت عليهم أعراض في تلك الفترة، أما عدد المصابين بالعدوى كان أكثر من ذلك. أشار تقرير نُشر في مجلة ذا لانسيت في 24 يناير إلى إمكانية انتقال الفيروس من البشر، وأوصى بشدة باستخدام معدات الوقاية الشخصية بالنسبة للعاملين في مجال الصحة، وأكد على ضرورة إجراء اختبار الكشف عن الفيروس. في 30 يناير، أعلنت منظمة الصحة العالمية أن فيروس كورونا حالة طوارئ عامة ومحل اهتمام دولي.
سُجّلت في 31 يناير من عام 2020 أولى الحالات المؤكدة في إيطاليا، وهما سائحان من الصين. اعتبارًا من 13 مارس من عام 2020، اعتُبرت أوروبا المركز النشط للوباء من قبل منظمة الصحة العالمية. في 19 مارس من عام 2020، تفوقت إيطاليا على الصين باعتبارها الدولة التي سجلت أكبر عدد من الوفيات. وبحلول 26 مارس/ آذار، تجاوزت الولايات المتحدة كلًا من الصين وإيطاليا بأكبر عدد من الحالات المؤكدة في العالم. تشير الأبحاث التي أُجريت على فيروس كورونا المرتبط بالمتلازمة التنفسية الحادة الشديدة النوع 2 إلى أن غالبية حالات مرض كوفيد-19 في ولاية نيويورك جاءت من مسافرين أوروبيين، وليس مباشرة من الصين أو من أي دولة آسيوية أخرى. وعند إعادة اختبار العينات السابقة وُجد شخص في فرنسا أصيب بالفيروس بتاريخ 27 ديسمبر من عام 2019، وشخص في الولايات المتحدة توفي من المرض في 6 فبراير من عام 2020.
أُبلغ عن أكثر من 5,07 مليون حالة في جميع أنحاء العالم حتى تاريخ 19 مايو من عام 2020؛ وتُوفي أكثر من 332.000 شخص وتعافى أكثر من 1,93 مليون شخص.
اعتبارًا من 23 فبراير 2021، تم الإبلاغ عن أكثر من 111 مليون حالة في جميع أنحاء العالم بسبب COVID-19 ؛ أكثر من 2.47 مليون لقوا حتفهم وتعافى أكثر من 63 مليون.

## الاستجابات الوطنية

خريطة عمليات الحجر الوطنية ودون الوطنية حتى 30 مارس 2020.
حجر وطني.
حجر دون وطني.
حجر وطني سابق.
حجر دون وطني سابق.
لا حجر

تعاني 188 دولة وإقليم لغاية الآن من وجود حالة أو أكثر مصابة بفيروس كورونا المستجد. وبسبب الوباء في أوروبا، قيدت العديد من الدول في منطقة الشنغن حرية الحركة وأقامت ضوابط حدودية. تضمنت ردود الفعل الوطنية تدابير لاحتواء الوباء مثل الحجر الصحي وحجر التجول (المعروف باسم أوامر البقاء في المنزل، أو أوامر الإيواء في المكان، أو عمليات الحجر).
بحلول 26 مارس، كان قد خضع نحو 1.7 مليار شخص في جميع أنحاء العالم لشكل من أشكال الحجر، وارتفع الرقم إلى 3.9 مليار شخص في الأسبوع الأول من أبريل –أي أكثر من نصف سكان العالم.
بحلول أواخر أبريل، فُرِض الحجر على نحو 300 مليون شخص في دول أوروبا، ومن هذه الدول على سبيل المثال لا الحصر: إيطاليا وإسبانيا وفرنسا والمملكة المتحدة. وكذلك، فُرِض الحجر على نحو 200 مليون شخص في أمريكا اللاتينية. وفي الولايات المتحدة، خضع نحو 300 مليون شخص -أي حوالي 90% من السكان- لشكل من أشكال الحجر، بينما كان العدد في الفلبين نحو 100 مليون شخص، و59 مليون شخص في جنوب إفريقيا، و1.3 مليار شخص في الهند.
حققت المملكة العربية السعودية المركز الأول عالمياً في استجابة الحكومة ورواد الأعمال لجائحة كورونا، وفقًا لتقرير المرصد العالمي لريادة الأعمال (GEM) للعام 2020/2021م، الذي صدر بالتعاون مع كلية الأمير محمد بن سلمان للأعمال وريادة الأعمال ومركز بابسون العالمي لقيادة ريادة الأعمال (BGCEL).

### آسيا
لغاية 30 أبريل 2020، سُجِّل وجود حالات مصابة بالفيروس في جميع الدول الآسيوية باستثناء تركمانستان وكوريا الشمالية، على الرغم من احتمال احتواء هذه الدول حالات أيضًا.
ساهمت هجرات رمضان في انتشار الفيروس في إندونيسيا، على الرغم من إقرار اللوائح الحكومية التباعد الاجتماعي، وعلى الرغم من الحظر المفروض على المواطنين لغاية يونيو.

#### الصين

الحالات المؤكدة إصابتها بكوفيد 19 لكل 100 ألف نسمة حسب المقاطعة اعتبارًا من 13 أبريل. يدل ذلك على احتواء هوبي عدد حالات أكثر بنحو 40 مرة مقارنةً مع أي مقاطعة أخرى.
مقاطعة خوبي: 11440 حالة لكل 100 ألف نسمة.
1.5-2.5 حالة لكل 100 ألف نسمة.
1 – 1.5 حالة لكل 100 ألف نسمة.
0.5-1 حالة لكل 100 ألف نسمة.
> 0–0.5 حالة لكل 100 ألف نسمة.

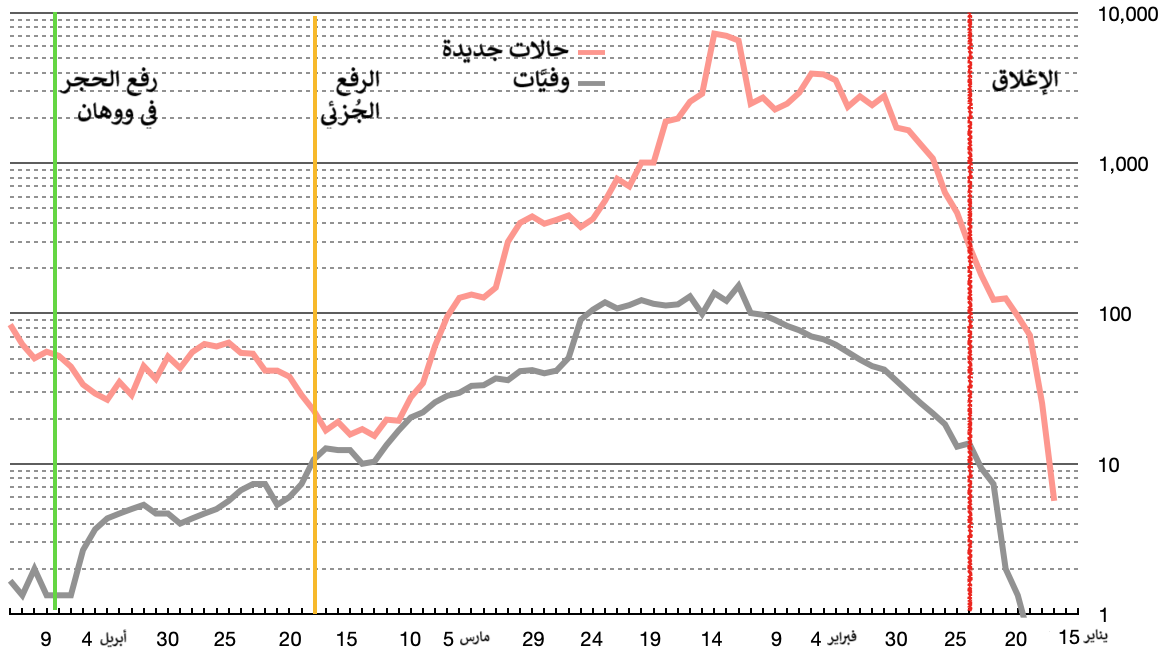
رسم بياني للحالات والوفيات الجديدة في الصين خلال وباء كوفيد 19 يظهر مسار التحول خلال فترة الحجر ورفع الحجر.

تعود أول حالة مؤكدة مصابة بكوفيد 19 إلى 1 ديسمبر 2019 في ووهان. يشير تقرير آخر غير مؤكد إلى أن الحالة الأولى كانت في 17 نوفمبر. لاحظت الدكتورة زانغ جيشيان مجموعة من حالات الالتهاب الرئوي لسبب غير معروف في 26 ديسمبر، وأبلغت المشفى عنها، لتبلغ المشفى بدورها مركز السيطرة على الأمراض والوقاية منها في مقاطعة جيانغهان في ووهان في 27 ديسمبر. أشار الاختبار الجيني الأولي لعينات المرضى في 27 ديسمبر 2019 إلى وجود فيروس تاجي (فيروس كورونا) شبيه بالسارس. أصدرت لجنة الصحة البلدية في ووهان إشعارًا عامًا في 31 ديسمبر يؤكد وجود 27 حالة ويدعو إلى ارتداء أقنعة الوجه. وبهذا النبأ، أبلغت منظمة الصحة العالمية في نفس اليوم. خلال تلك الأثناء، حذرت الشرطة الأطباء في ووهان من نشر «شائعات» حول تفشي المرض. قالت لجنة الصحة الوطنية الصينية في البداية إنه لا يوجد «دليل واضح» على انتقال الفيروس من إنسان إلى إنسان. قال مسؤولون صينيون في 14 يناير إن انتقال العدوى من إنسان إلى آخر أمر محتمل، وأن الاستعدادات لمواجهة الجائحة ضرورية. في تصريح نُشِرَ ليلة 14-15 يناير، قالت لجنة الصحة البلدية في ووهان إنه لا يمكن استبعاد إمكانية انتقال العدوى من شخص لآخر.
في 20 يناير، أعلنت لجنة الصحة الوطنية الصينية أن انتقال الفيروس التاجي من شخص لآخر قد حدث بالفعل. في نفس اليوم، أصدر الأمين العام للحزب الشيوعي الصيني شي جين بينغ ورئيس مجلس الدولة لي كه تشيانغ أول تعليقات عامة حول الفيروس، وأخبروا الناس في المناطق المصابة بوجوب التباعد الاجتماعي وتجنب السفر. خلال فترة رأس السنة الصينية، فرضت السلطات الحجر على مدينة ووهان. بعد نقل المسافرون من ووهان الفيروس إلى بعض الدول الآسيوية، أطلقت الحكومة الصينية في 10 فبراير حملة راديكالية وصفها الزعيم البارز والأمين العام للحزب الشيوعي الصيني شي بأنها حرب شعبية لاحتواء الانتشار الفيروسي. في أكبر حجر صحي عرفه تاريخ البشرية، منع الحزام الصحي المفروض على ووهان في 23 يناير السفر والخروج من المدينة، وامتد ليغطي خمس عشرة مدينة في خوبي؛ وهو ما أثر على نحو 57 مليون شخص. حُظِرَ استخدام المركبات الخاصة في المدينة، وألغيت العديد من احتفالات رأس السنة الصينية (25 يناير). أعلنت السلطات عن بناء مستشفى مؤقت -مستشفى هوو شين شان - انتهى بناؤه في غضون عشرة أيام. أُسِّس مستشفى لي شين شان فيما بعد لمعالجة المرضى الجدد. حولت الصين مرافق أخرى في ووهان، مثل مراكز المؤتمرات والملاعب، إلى مستشفيات مؤقتة.
في 26 يناير، اتخذت الحكومة إجراءات إضافية لاحتواء وباء كوفيد 19، بما في ذلك إصدار إعلانات صحية للمسافرين وتمديد عطلة عيد الربيع. وفي هذا السبيل، أغلقت الجامعات والمدارس في جميع أنحاء البلاد. اتخذت منطقتا هونغ كونغ وماكاو عدة تدابير، خاصة فيما يتعلق بالمدارس والجامعات. وكذلك بدأت العديد من المناطق الصينية بإجراءات العمل عن بعد. وأيضًا، فرضت الحكومة قيودًا على السفر داخل وخارج مقاطعة خوبي، وأجرت تعديلات على وسائل النقل العام، وأغلقت المتاحف في جميع أنحاء الصين بشكل مؤقت، وفرضت السيطرة على الحركة العامة في العديد من المدن؛ ويقدر عدد الأشخاص المتأثرين بذلك نحو 760 مليون شخص (أكثر من نصف السكان). في يناير وفبراير 2020، خلال ذروة الوباء في ووهان، فقد حوالي 5 ملايين شخص وظائفهم، وتقطعت السبل بالعديد من العمال المهاجرين الريفيين الصينيين البالغ عددهم نحو 300 مليون، ليبقوا في منازلهم في المقاطعات الداخلية أو يحاصروا في مقاطعة خوبي.
بعد دخول الوباء مرحلته العالمية في مارس، اتخذت السلطات الصينية إجراءات صارمة لمنع الفيروس من دخول الصين من دول أخرى. على سبيل المثال، فرضت بكين الحجر الصحي الإلزامي لمدة 14 يومًا لجميع المسافرين الدوليين الذين يدخلون المدينة. في الوقت نفسه، انتشر شعور قوي معادي للأجانب، ليشهد الأجانب مضايقات من قبل عامة الناس ويجبروا على الخروج القسري من الشقق والفنادق.
في 24 مارس، أفاد رئيس مجلس الدولة الصيني لي كه تشيانغ أن انتشار الحالات المنقولة محليًا توقف وأن تفشي المرض في الصين تحت السيطرة. خُفِّفَت قيود السفر في نفس اليوم الذي فرضت فيه في خوبي -باستثناء ووهان- بعد شهرين من فرض الحجر. أعلنت وزارة الخارجية الصينية في 26 مارس أن تعليق حاملي التأشيرة أو تصريح الإقامة سيُعلَّق اعتبارًا من 28 مارس وما بعده، مع عدم ذكر تفاصيل محددة حول موعد انتهاء هذه السياسة. يجب على الراغبين في دخول الصين التقدم للحصول على تأشيرات في السفارات والقنصليات الصينية. شجعت الحكومة الصينية الشركات والمصانع على إعادة فتحها في 30 مارس، وقدمت التحفيز النقدي للشركات.
أعلن مجلس الدولة يوم حداد بدأ بلحظة صمت وطنية مدتها ثلاث دقائق في 4 أبريل، بالتزامن مع مهرجان تشينغمينغ، وذلك مع طلب الحكومة المركزية من العائلات الاحتفال عبر الإنترنت ومراعاة التباعد الجسدي لتجنب إعادة انتشار العدوى. في 25 أبريل، خرج آخر المرضى في ووهان من المستشفى. وفي 13 مايو، فُرِضَ الحضر على مدينة جيلين، مما أثار عدة مخاوف حول عودة انتشار العدوى مرة أخرى.

#### إيران

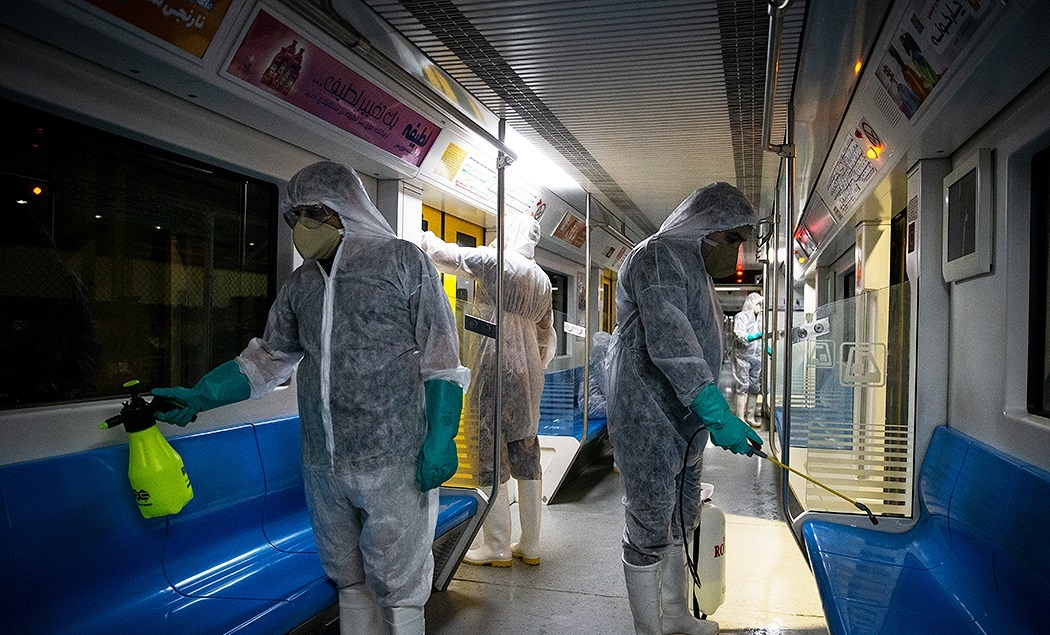
تطهير قطارات مترو طهران. أتخذت الكثير من البلدان الأخرى إجراءات مماثلة.

أبلغت إيران عن أول حالات إصابة مؤكدة بفيروس كورونا المستجد (سارس-كوف-2) في 19 فبراير 2020 في مدينة قم، وفي وقتٍ لاحق من نفس اليوم أعلنت وزارة الصحة والتعليم الطبي وفاة اثنين من المصابين. تضمنت الإجراءات المبكرة التي أعلنتها الحكومة الإيرانية إلغاء الحفلات وغيرها من الفعاليات الثقافية، والأنشطة الرياضية، وصلاة الجمعة، بالإضافة لإغلاق الجامعات ومؤسسات التعليم العالي والمدارس. خصصت إيران 5 تريليون ريال (ما يعادل 120 مليون دولار أمريكي) لمكافحة الفيروس. أعلن الرئيس الإيراني حسن روحاني في 26 فبراير 2020 أنه لا توجد خطط لتطبيق حجر شامل على المناطق المتضررة من تفشي الوباء، وإنما سيُعزل الأفراد المصابون فقط. أعلنت الحكومة عن خطط للحد من السفر بين المدن في شهر مارس، ولكن حركة التنقلات الكثيفة بين المدن استمرت قبل رأس السنة الفارسية (عيد النوروز). بقيت الأضرحة الشيعية في قم مفتوحة للحجاج حتى 16 مارس.
أصبحت إيران مركزًا لتفشي فيروس كورونا المستجد بعد الصين خلال شهر فبراير. تتبعت أكثر من عشر دول حالات الإصابة لديها إلى إيران بحلول 28 فبراير، وهو الأمر الذي يشير إلى أن تفشي المرض ربما كان أكبر من 388 إصابة التي أعلنت عنها الحكومة الإيرانية بحلول ذلك التاريخ. أغلق البرلمان الإيراني بعد أن أعلن أنّ 23 من أصل 290 عضوًا في البرلمان كانت نتائج اختباراتهم إيجابية للفيروس في 3 مارس. أعلنت الحكومة الإيرانية في 15 مارس عن مئة وفاة في يوم واحد، وهو أكبر عدد وفيات سُجل في البلاد منذ بدء تفشي المرض. توفي على الأقل 12 سياسيًا ومسؤولًا حكوميًا إيرانيًا بسبب فيروس كورونا المستجد حتى 17 مارس، وبحلول 23 مارس كانت إيران تُسجل خمسين إصابة جديدة كل ساعة، ووفاة جديدة كل عشر دقائق بسبب فيروس كورونا المستجد، ووفقًا لمسؤول في منظمة الصحة العالمية قد تكون الإصابات الحقيقية في إيران أكبر بخمسة أضعاف من الحالات المعلنة، واقترح أيضًا أن العقوبات الأمريكية على إيران قد تؤثر على قدرة البلاد في مواجهة تفشي الوباء على أراضيها. طالبت المفوضية السامية للأمم المتحدة لحقوق الإنسان بتخفيف العقوبات الاقتصادية على الدول الأكثر تضررًا من الوباء ومنها إيران. أعادت إيران فتح مراكز التسوق في 20 أبريل في جميع أنحاء البلاد رغم وجود مخاوف من حدوث موجة ثانية من تفشي الوباء بسبب هذه الخطوة. ظهرت تقارير في مارس وأبريل تفيد أن إيران لا تعلن بشكل صحيح عن حالات الإصابة والوفاة بفيروس كورونا المستجد. أبلغ في 27 أبريل أن 700 شخص قد ماتوا في إيران بسبب تناول الميثانول الذي يُعتقد خطأً أنه علاج لفيروس كورونا المستجد.

#### كوريا الجنوبية

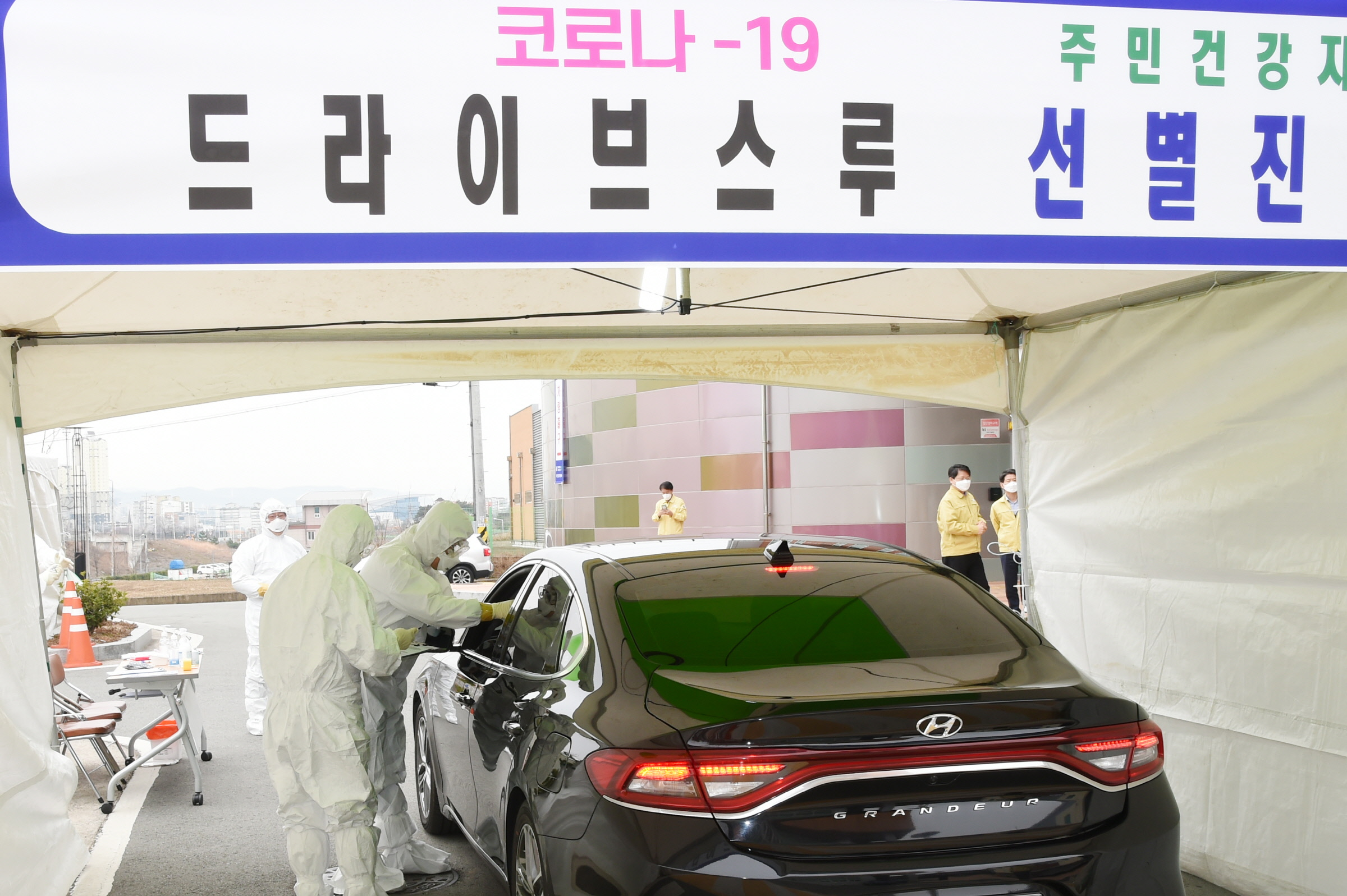
مركز اختبار بالسيارة في مركز غيونغجو للصحة العامة

تأكَّد انتقال مرض كوفيد-19 إلى كوريا الجنوبية من الصين في 20 يناير 2020. وأفادت وكالة الصحة في البلاد عن زيادة كبيرة في عدد الإصابات المؤكدة في يوم 20 فبراير، وتعزى هذه الزيادة إلى تجمع ديني حدث في إحدى الكنائس بمدينة دايغو، إذ يُشتبه أنَّ زوار الكنيسة الذين أتوا من مدينة ووهان الصينية هم مصدر العدوى، وقد ظهرت أعراض كوفيد-19 عند 1261 شخص من أصل 9336 من أتباع الكنيسة (13%) حتى 22 فبراير. أعلنت كوريا الجنوبية أعلى درجات الإنذار في 23 فبراير 2020، وفي 28 فبراير أعلنت عن أكثر من ألفي إصابة مؤكدة، ارتفعت إلى 3150 إصابة في 29 فبراير. عُزلت جميع القواعد العسكرية الكورية الجنوبية بعد أن أظهرت الاختبارات إصابة ثلاثة جنود بفيروس كورونا المستجد. وأُجلت مواعيد الرحلات الجوية أيضًا.
يُعد برنامج كوريا الجنوبية لفحص السكان لتحري الإصابة بالفيروس وعزل المصابين هو الأكبر والأفضل تنظيمًا على مستوى العالم، وقد تضمنت طرق الفحص الإبلاغ الذاتي الإلزامي عن الأعراض من قبل الوافدين الجدد على كوريا الجنوبية من خلال تطبيقات هاتف محمول مخصصة لهذا الغراض، وتطوير اختبارات تصدر نتائجها في اليوم التالي، وزيادة الاختبارات المتاحة لتصل إلى 20 ألف اختبار كل يوم، وقد نجح برنامج كوريا الجنوبية في السيطرة على تفشي الوباء دون الحاجة لعزل مدن كاملة.
حدث جدل واسع في المجتمع الكوري الجنوبي في البداية بشأن استجابة الرئيس مون جيه إن للأزمة، ووُقعت أكثر من عريضة بعضها أشاد بالرئيس وبعضها طالب بمحاسبته. أعلنت كوريا الجنوبية في 23 مارس أقل عدد إصابات يُسجل في يوم واحد منذ أربعة أسابيع، وأعلنت الحكومة في 29 مارس أنه واعتبارًا من 1 أبريل سيُعزل جميع الوافدين الجدد من الخارج لمدة أسبوعين. أفادت تقارير إعلامية أنه وبحلول في 1 أبريل كانت كوريا الجنوبية قد تلقت طلبات مساعدة في اختبارات الفيروس من 121 دولة مختلفة حول العالم.

#### اليابان
أبلغت وزارة الصحة والعمل والرفاهية اليابانية يوم 16 يناير منظمة الصحة العالمية عن وجود حالة مؤكدة لفيروس كورونا الجديد (2019-nCoV) عند شخص كان قد سافر إلى ووهان، في الصين. وكانت تلك هي الحالة الثانية المؤكدة لفايروس 2019-nCoV التي اكتشفت خارج الصين، وعقب تأكيد وجود الحالة الأولى في تايلاند في 13 يناير. كان المريض ذكر، ويتراوح عمره بين 30 و39 عامًا، ويعيش في اليابان. وقد سافر المريض إلى ووهان، في الصين أواخر شهر ديسمبر، وأصيب بالحمى في 3 يناير 2020 أثناء إقامته في ووهان. ولكنهُ لم يزر سوق ووهان للمأكولات البحرية أو أي أسواق أخرى لبيع الحيوانات الحية في ووهان. إلا انه أشار باتصالهِ الوثيق مع شخص مصاب بالتهاب رئوي.
يوم 6 يناير، عاد إلى اليابان وأجرى اختبارا للأنفلونزا عندما زار عيادة محلية في نفس اليوم ولكن النتيجة كانت سالبة، وفي 10 يناير، ونظرًا لاستمرار أعراض السعال والتهاب الحلق والحمى فقد راجع مستشفى محلي حيث أظهرت صوراً التقطت لصدرهِ بالأشعة السينية مشاكل عميقة أُدخل بعدها إلى المستشفى في نفس اليوم وبقي محمومًا حتى 14 يناير. حيث أبلغ الطبيب المعالج عن الحالة إلى إحدى هيئات الصحة العامة المحلية بموجب نظام المراقبة. وجمعت عينات منه وإرسلت إلى المعهد الوطني للأمراض المعدية (NIID)، وهنالك أجري اختبار تفاعل البلمرة التسلسلي للنسخ العكسي مرتين، وتأكد أصابته بفايروس 2019-nCoV RNA في 15 يناير 2020.

### أوروبا

الحالات المؤكد إصابتها بفيروس كورونا المرتبط بالمتلازمة التنفسية الحادة الشديدة النوع 2 بالنسبة إلى التعداد السكاني الإجمالي للبلاد. الأرقام غير قابلة للمقارنة، إذ تختلف إستراتيجية الاختبار بين الدول وبحسب الفترات الزمنية.

اعتبارًا من 13 مارس 2020، اعتبرت منظمة الصحة العالمية أن أوروبا هي المركز النشِط للجائحة، إذ تضاعفت الحالات في جميع أنحاء أوروبا على مدى فترات تتراوح عادة من 3 إلى 4 أيام، وتضاعفت في بعض البلدان (معظمها في المراحل الأولى من الكشف) كل يومين.
حتى 17 مارس، كان هناك في جميع الدول الأوروبية حالة واحدة مؤكدة على الأقل من فيروس كوفيد-19، إذ كانت الجبل الأسود آخر دولة أوروبية تبلغ عن أول إصابة مؤكدة فيها. أبلغ عن حالة وفاة واحدة على الأقل في جميع البلدان الأوروبية باستثناء مدينة الفاتيكان.
حتى 18 مارس، كان أكثر من 250 مليون شخص في أوروبا يخضعون للإغلاق.

#### إيطاليا
أكد انتشار المرض إلى إيطاليا في 31 يناير، عندما كان اختبار فيروس كورونا المرتبط بالمتلازمة التنفسية الحادة الشديدة النوع 2 لسائحين صينين في روما إيجابيًا. بدأت الحالات بالتزايد بصورة حاد، ما دفع الحكومة الإيطالية إلى تعليق جميع الرحلات الجوية من الصين وإليها وإعلان حالة الطوارئ. كُشف عن مجموعة مرضية غير مرتبطة من حالات كوفيد-19 لاحقًا، بدءًا من 16 حالة مؤكدة في لومبارديا في 21 فبراير.

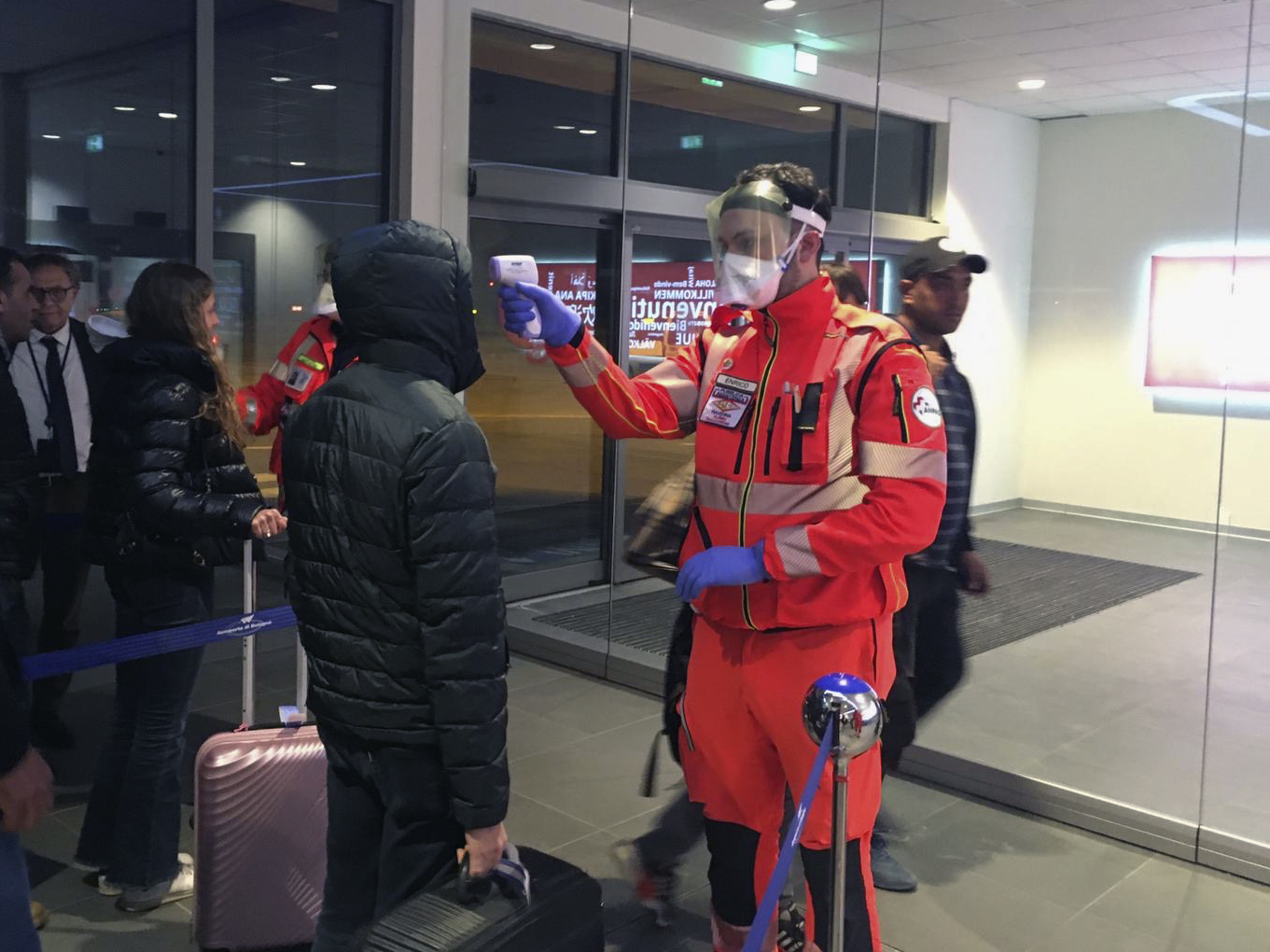
صورة: متطوعو الحماية المدنية يجرون فحوصات طبية في مطار غولييلمو ماركوني في بولونيا في 5 فبراير.

في 22 فبراير، أعلن مجلس الوزراء عن مرسوم بقانون جديد لاحتواء تفشي المرض، بما في ذلك عزل أكثر من 50 ألف شخصًا من إحدى عشر بلدية مختلفة في شمال إيطاليا. قال رئيس الوزراء جوزيبي كونتي: «لن يكون الدخول إلى أو الخروج من مناطق التفشي متاحًا. وقد عُلقت أنشطة العمل والأحداث الرياضية في تلك المناطق بالفعل».
في 4 مارس، أمرت الحكومة الإيطالية بالإغلاق الكامل لجميع المدارس والجامعات في جميع أنحاء الدولة، إذ بلغت حالات الوفاة المئة. كان هناك نية بعقد جميع الأحداث الرياضية الكبرى، بما في ذلك مباريات كرة القدم في الدوري الإيطالي، خلف أبواب مغلقة حتى أبريل، ولكن في 9 مارس، عُلقت جميع الألعاب الرياضية بالكامل لمدة شهر واحد على الأقل. في 11 مارس، أمر رئيس الوزراء كونتي بوقف جميع الأنشطة التجارية تقريبًا باستثناء محلات السوبر ماركت والصيدليات.
في 6 مارس، نشرت الكلية الإيطالية للتخدير والتسكين والإنعاش والرعاية المركزة (إس آي إيه إيه تي آي) توصيات الأخلاقيات الطبية المتعلقة ببروتوكولات فرز المصابين. في 19 مارس، تجاوزت إيطاليا الصين، وأصبحت هي الدولة ذات عدد الوفيات الأعلى المرتبطة بفيروس الكورونا في العالم بعد الإبلاغ عن 3405 حالة وفاة بسبب الوباء. في 22 مارس، ورد أن روسيا أرسلت تسع طائرات عسكرية بمعدات طبية إلى إيطاليا. حتى 9 مايو، كانت هناك 217,185 حالة إصابة مؤكدة، 30,201 حالة وفاة و99,023 حالة تعافي في إيطاليا، ومعظم هذه الأرقام كانت تعود إلى منطقة لومبارديا. أشار تقرير سي إن إن إلى أن اجتماع عامل وجود عدد كبير من كبار السن في إيطاليا بالإضافة إلى عدم القدرة على تحري الإصابة لدى الجميع قد يساهم في ارتفاع عدد الوفيات. في 19 أبريل، ورد أن البلاد سجلت أخفض معدل وفيات لها، 433 خلال سبعة أيام، وبعض الشركات بعد ستة أسابيع من الإغلاق بدأت تطالب بتخفيف القيود.

#### إسبانيا

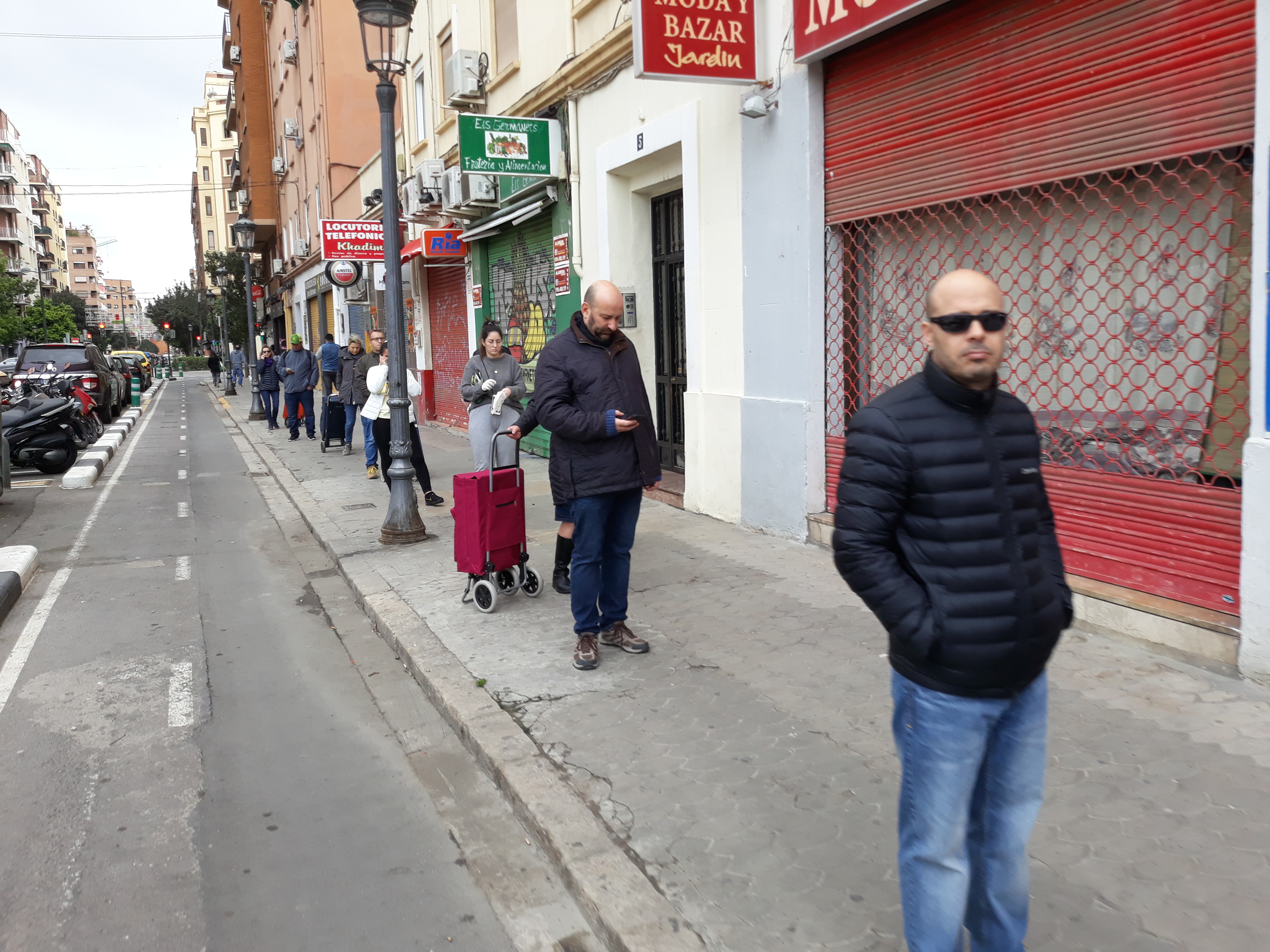
سكان بلنسية، إسبانيا، يحافظون على الابتعاد الاجتماعي خلال وجودهم في طابور.

أكد انتشار الوباء لأول مرة في إسبانيا في 31 يناير 2020، عندما كان اختبار السائح الألماني لفيروس كورونا المرتبط بالمتلازمة التنفسية الحادة الشديدة النوع 2 إيجابيًا في لا غوميرا، جزر الكناري. أظهر التحليل الجيني البعدي أنه استرد ما لا يقل عن 15 سلالة من الفيروس، وبدأ الانتقال ضمن المجتمع بحلول منتصف فبراير. وبحلول 13 مارس، أكد وجود حالات في جميع مقاطعات البلد الخمسين.
فُرضت حالة طوارئ وإغلاق في 14 مارس. أعلن في 29 مارس، أنه بدءًا من اليوم التالي يستوجب على جميع العمال غير الأساسيين التزام منازلهم لمدة 14 يومًا. بحلول أواخر مارس، سجل مجتمع مدريد معظم الحالات والوفيات في البلاد. شهد العمال الطبيون وأولئك الذين يعيشون في دور رعاية المسنين معدلات إصابة عالية بشكل خاص. في 25 مارس، تجاوز عدد الوفيات بسبب الفيروس الرقم في الصين القارية وكانت إسبانيا الثانية بعد إيطاليا. في 2 أبريل، توفي 850 شخصًا بسبب الفيروس في غضون 24 ساعة، وكان هذا الرقم في وقتها أكبر عدد وفيات في غضون مدة مماثلة وأكبر من أي دولة.
حتى 21 مايو 2020، كانت هناك 233,037 حالة مؤكدة و27,940 حالة وفاة بينما كانت هناك 150,376 حالة تعافي. اعتبر أن عدد الحالات الفعلي أكبر بكثير، إذ من غير الممكن فحص جميع الأشخاص الذين يعانون من أعراض خفيفة أو غير العرضيين. في 13 مايو، أظهرت نتائج الموجة الأولى من دراسة الانتشار المصلي التي قامت بها الحكومة الإسبانية على نطاق الدولة أن النسبة المئوية للسكان الذين يمكن أن يصابوا خلال الوباء ستكون نحو 5%، ما يعادل 2 مليون شخص وسطيًا، وكان هذا الرقم أعلى ب 10 أضعاف من عدد الحالات المؤكدة في ذاك التاريخ. وفقًا لهذه الدراسة بناءً على عينة من أكثر من 63,000 شخصًا، ستكون مدريد وقشتالة والمنشف أكثر المناطق تأثرًا بنسبة تفوق 10%. يُعتقد أيضًا أن تقدير عدد الوفيات كان أقل من الفعلي بسبب قلة الاختبارات والإبلاغ، ربما بما يصل إلى 5700-6000 وفقًا لتحليل زيادة الوفيات المختلفة.

#### روسيا

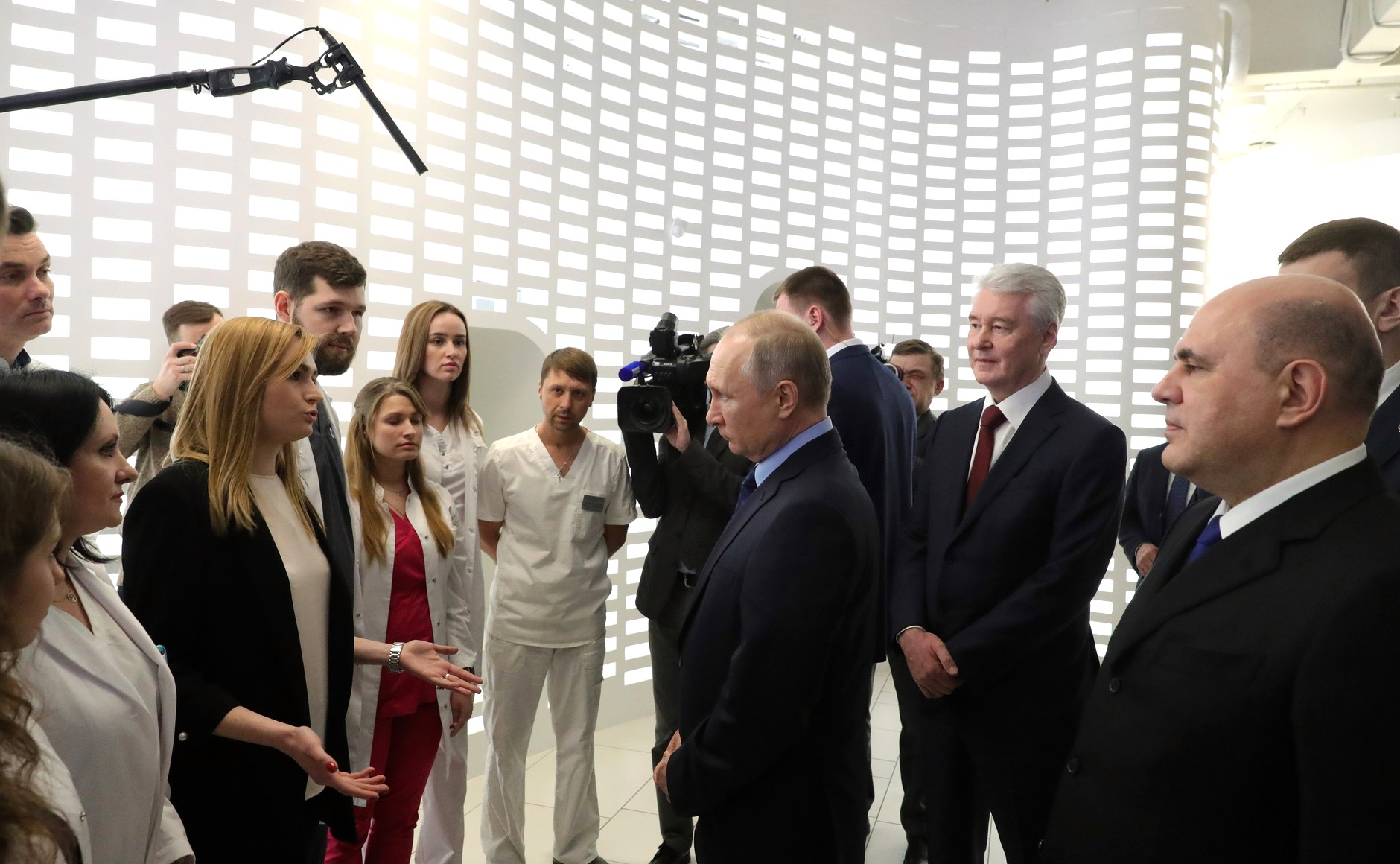
قام الرئيس بوتين ورئيس الوزراء ميخائيل ميشوستين وعمدة موسكو سرغي سوبيانين بزيارة مركز رصد الفيروسات التاجية في 17 مارس.

انتشرت جائحة فيروس كورونا إلى روسيا في 31 يناير 2020، عندما أثبتت إصابة اثنين من المواطنين الصينيين في تيومين وتشيتا في الشرق الأقصى الروسي بالفيروس، مع احتواء الحالتين. تضمنت إجراءات الوقاية المبكرة إغلاق الحدود مع الصين وإجراء اختبارات مكثفة. انتشرت العدوى من إيطاليا في 2 مارس، مما اضطر إلى اتخاذ تدابير إضافية مثل إلغاء الأحداث وإغلاق المدارس والمسارح والمتاحف وإغلاق الحدود وإعلان فترة توقف عن العمل التي استمرت حتى 11 مايو ومُددت مرتين. بحلول نهاية مارس، فُرضت عمليات الإغلاق في الغالبية العظمى من الكيانات الاتحادية، بما في ذلك موسكو. بحلول 17 أبريل، أكد وجود حالات في جميع الكيانات الاتحادية. في 27 أبريل، تجاوز عدد الحالات المؤكدة تلك الموجودة في الصين، وفي 30 أبريل، تجاوز عدد الحالات 100 ألف.
حتى 16 مايو، كان في روسيا 272 ألف و43 حالة مؤكدة، و63 ألف و166 حالة تعافت، و2537 حالة وفاة، وأكثر من 6.6 مليون اختبار مُجرى، لتحتل المرتبة الثانية في عدد الحالات المؤكدة. تُعد موسكو أكثر الكيانات الاتحادية تضررًا، إذ أن غالبية الحالات المؤكدة موجودة هناك.

#### المملكة المتحدة

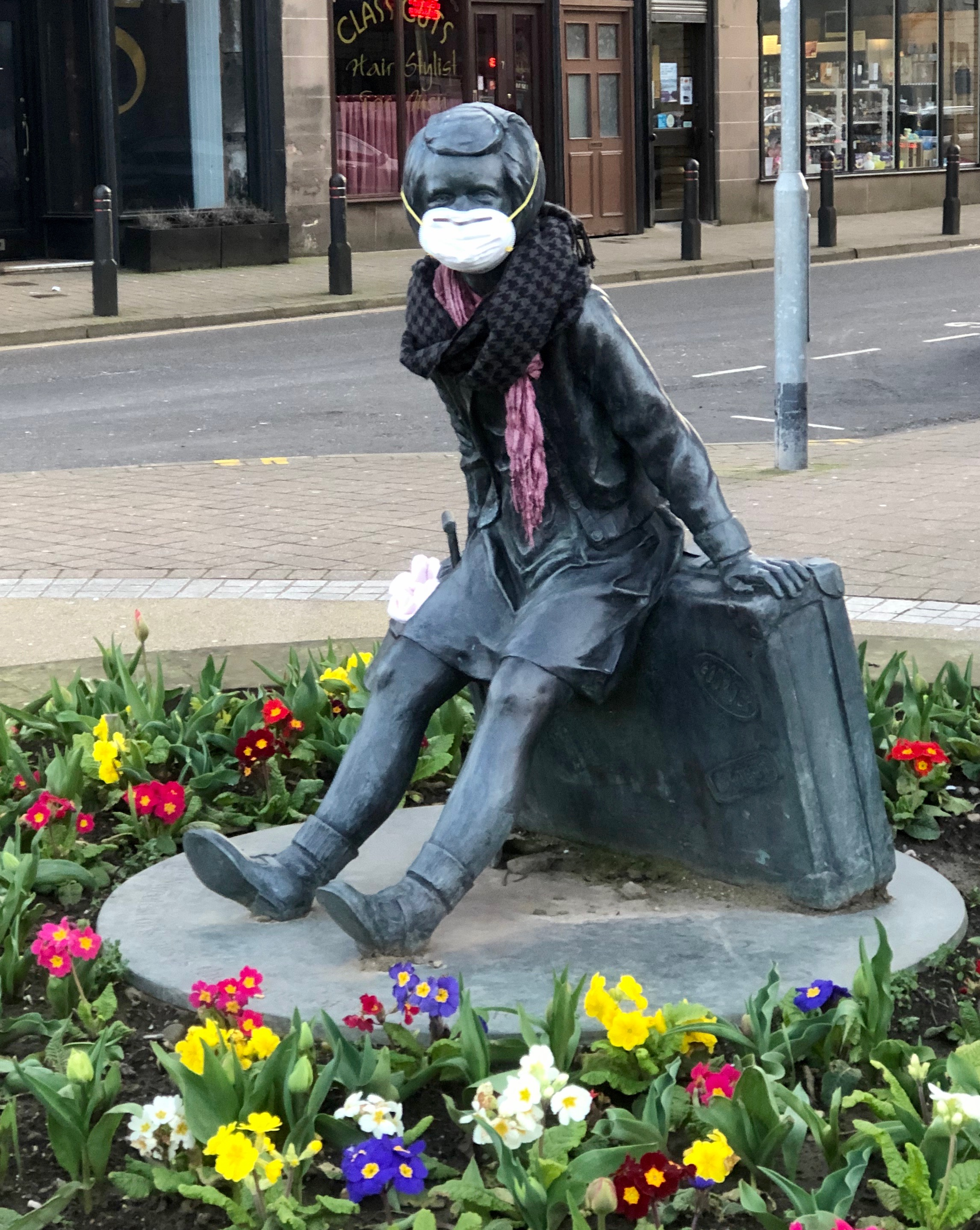
وضع قناع وجه على تمثال «وي آني» في جوروك، اسكتلندا، خلال الجائحة.

قبل 18 مارس 2020، لم تفرض الحكومة البريطانية أي شكل من أشكال الإبعاد الاجتماعي أو إجراءات الحجر الجماعي على مواطنيها. ونتيجة لذلك، تلقت الحكومة الكثير من النقد لتباطؤ وضعف استجابتها حيال المخاوف التي يواجهها الشعب.
في 16 مارس، أصدر رئيس الوزراء بوريس جونسون تصريحًا ينصح بعدم السفر إلا للضرورة وكذلك التواصل الاجتماعي، واقترح أن يعمل الناس من منازلهم حيثما أمكن وبضرورة اجتناب أماكن مثل الحانات والمطاعم والمسارح. في 20 مارس أعلنت الحكومة أن جميع الأماكن الترفيهية مثل الحانات والصالات الرياضية ستغلق في أقرب وقت ممكن، ووعدت بدفع ما يصل إلى 80 في المائة من أجور العمال إلى حد 2500 جنيه استرليني شهريًا للحد من البطالة أثناء الأزمة.
في 23 مارس، أعلن رئيس الوزراء عن تدابير إبعاد اجتماعي أكثر صرامة، ومنع التجمعات لما يزيد عن شخصين، وحصر السفر وأي نشاطات في الهواء الطلق إلا تلك الضرورية جدًا فقط. خلافًا للتدابير السابقة، كانت هذه القيود قابلة للتنفيذ من قبل الشرطة من خلال إصدار الغرامات وتفريق التجمعات. أمرت معظم الشركات بالإغلاق باستثناء تلك التي تُعد «أساسية» بما في ذلك المتاجر الكبرى والصيدليات والبنوك ومتاجر المعدات ومحطات البنزين والمرائب.
في 24 أبريل، أفيد بأن إحدى تجارب اللقاحات الواعدة قد بدأت في إنجلترا. تعهدت الحكومة في المجمل بأكثر من 50 مليون جنيه للبحوث المتعلقة بذلك.
لضمان أن المملكة المتحدة لديها القدرة الاستيعابية الكافية لعلاج الأشخاص المصابين بفيروس كورونا، بُنيت بعض مستشفيات هيئة الخدمة الصحية الوطنية كوفيد-19 للرعاية الحرجة. أول مستشفى تم تشغيله ضمن هذا المجال كان مستشفى هيئة الخدمات الصحية الوطنية نايتغيل في لندن بقدرة استيعابية تعادل 4000 سرير، والذي شُيّد ضمن مركز مؤتمرات إكسل على مدى تسعة أيام. في 4 مايو، أعلن أن مستشفى نايتغيل في وضع التأهب ونُقل باقي المرضى إلى المرافق الأخرى. حصل هذا بعد تقرير يفيد أنه عولج في مستشفى نايتغيل في لندن «51 مريضًا» خلال الأسابيع الثلاثة الأولى من الافتتاح. في 5 مايو، كشفت الأرقام الرسمية أن بريطانيا سجلت أسوأ عدد من ضحايا فيروس كورونا في أوروبا، ما أثار دعوات لإجراء تحقيق في التعامل مع الوباء. بلغ عدد الوفيات في المملكة المتحدة ما يقرب من 29427 لأولئك الذين ثبتت إصابتهم بالفيروس. في وقت لاحق، احتسب الرقم على أنه 32313 وذلك بعد أخذ عدد الوفيات الرسمي في اسكتلندا وأيرلندا الشمالية بالحسبان.

#### فرنسا
على الرغم من أنه كان يُعتقد في الأصل أن الوباء وصل إلى فرنسا في 24 يناير 2020، وذلك عندما أكدت أول إصابة بفيروس كورونا في أوروبا في بوردو، اكتشف فيما بعد أنه ثبت إيجابية اختبار الإصابة بالفيروس لدى شخص بالقرب من باريس في 27 ديسمبر 2019 بعد إعادة فحص العينات القديمة. كان التجمع السنوي المقتوح للكنيسة المسيحية أحد الأحداث الرئيسية التي أدت إلى انتشار المرض في البلاد وذلك بين 17 و24 فبراير في مولهاوس، وحضره نحو 2500 شخص، يعتقد أن نصفهم على الأقل أصيبوا بالعدوى.[335]
في 13 مارس، أمر رئيس الوزراء إدوارد فيليب بإغلاق جميع الأماكن العامة غير الضرورية، وفي 16 مارس، أعلن الرئيس الفرنسي إيمانويل ماكرون عن الحجز الإلزامي في المنزل والذي مُدد حتى 11 مايو على الأقل. حتى 23 أبريل، أبلغت فرنسا عن أكثر من 120804 حالة مؤكدة، و21856 حالة وفاة و42088 حالة تعافي، محتلةً بذلك المرتبة الرابعة بالنسبة لعدد الحالات المؤكدة. وقد اندلعت بعض أعمال الشغب في ضواحي باريس في شهر أبريل.

### أمريكا الشمالية
أُبلغ عن الحالات الأولى في أمريكا الشمالية في الولايات المتحدة في يناير 2020، وأبلغ عن الحالات في جميع دول أمريكا الشمالية بعد أن أكدت سانت كيتس ونيفيس وجود حالة إصابة في 25 مارس، وفي جميع أقاليم أمريكا الشمالية بعد تأكيد بونير وجود حالة أصابة في 16 أبريل.
في 26 مارس 2020، أصبحت الولايات المتحدة الدولة التي تحوي أكبر عدد من الإصابات المؤكدة لكوفيد 2019، مع أكثر من 82,000 حالة. في 11 أبريل 2020، أصبحت الولايات المتحدة الدولة التي لديها أعلى حصيلة رسمية للوفيات نتيجة الفيروس، مع أكثر من 20,000 حالة وفاة. حتى 15 مايو 2020، بلغ إجمالي حالات إصابات كوفيد 2019 حوالي 1,571,908 مع 95,764 حالة وفاة.
أبلغت كندا عن 60,616 حالة وفاة و3,842 حالة وفاة في 4 مايو، بينما أبلغت المكسيك عن 23,471 حالة إصابة و2,154 حالة وفاة. جمهورية الدومينيكان وكوبا هي الدول الكاريبية الوحيدة التي أبلغت عن أكثر من ألف حالة إصابة (7,954 و1,649 على التوالي)، بينما كانت كل من بنما وهندوراس أكثر دول أمريكا الوسطى بـ7,197 و1,055 حالة على التوالي.

#### الولايات المتحدة

الحالات المؤكدة لإصابات كوفيد 2019 لكل مليون نسمة حسب الولاية، اعتبارًا من 3 مايو 2020

في 20 يناير، تأكد إصابة أول حالة بكوفيد 2019 في ولاية واشنطن الواقعة بإقليم الشمال الغربي الهادئ في عند رجل عاد من ووهان في 15 يناير. تأسست فرقة عمل البيت الأبيض لفيروس كورونا في 29 يناير. في 31 يناير، أعلنت إدارة ترامب حالة الطوارئ الصحية العامة، وقيدت الدخول للمسافرين من الصين الذين ليسوا من مواطني الولايات المتحدة.
في 28 يناير 2020، أعلنت مراكز السيطرة على الأمراض والوقاية منها (معهد الصحة العامة الرائد التابع للحكومة الأمريكية) أنها طورت أدوات الاختبار الخاصة بها. على الرغم من ذلك، كانت بداية إجراء الاختبارات في الولايات المتحدة بطيئة، مما حجب مدى تفشي المرض. وكانت طرق التقييم التي اتبعتها الحكومة الفدرالية في فبراير ذات نتائج مشبوهة، ولم توافق الحكومة الفدرالية على مجموعات اختبار غير حكومية (من قبل الأوساط الأكاديمية والشركات والمستشفيات) حتى نهاية فبراير، وأوجدت معايير تقييدية للأشخاص للتأهل لإجراء الاختبار حتى أوائل مارس (كانت تُجرى الاختبارات تحت طلب الطبيب بعد ذلك).
بعد الإبلاغ عن أول حالة وفاة في الولايات المتحدة في ولاية واشنطن في 29 فبراير، أعلن الحاكم جاي إنسلي حالة الطوارئ، وهو إجراء سرعان ما تبعته دول أخرى. ألغت المدارس في منطقة سياتل الفصول الدراسية في 3 مارس، وبحلول منتصف مارس أغلقت المدارس في جميع أنحاء البلاد.

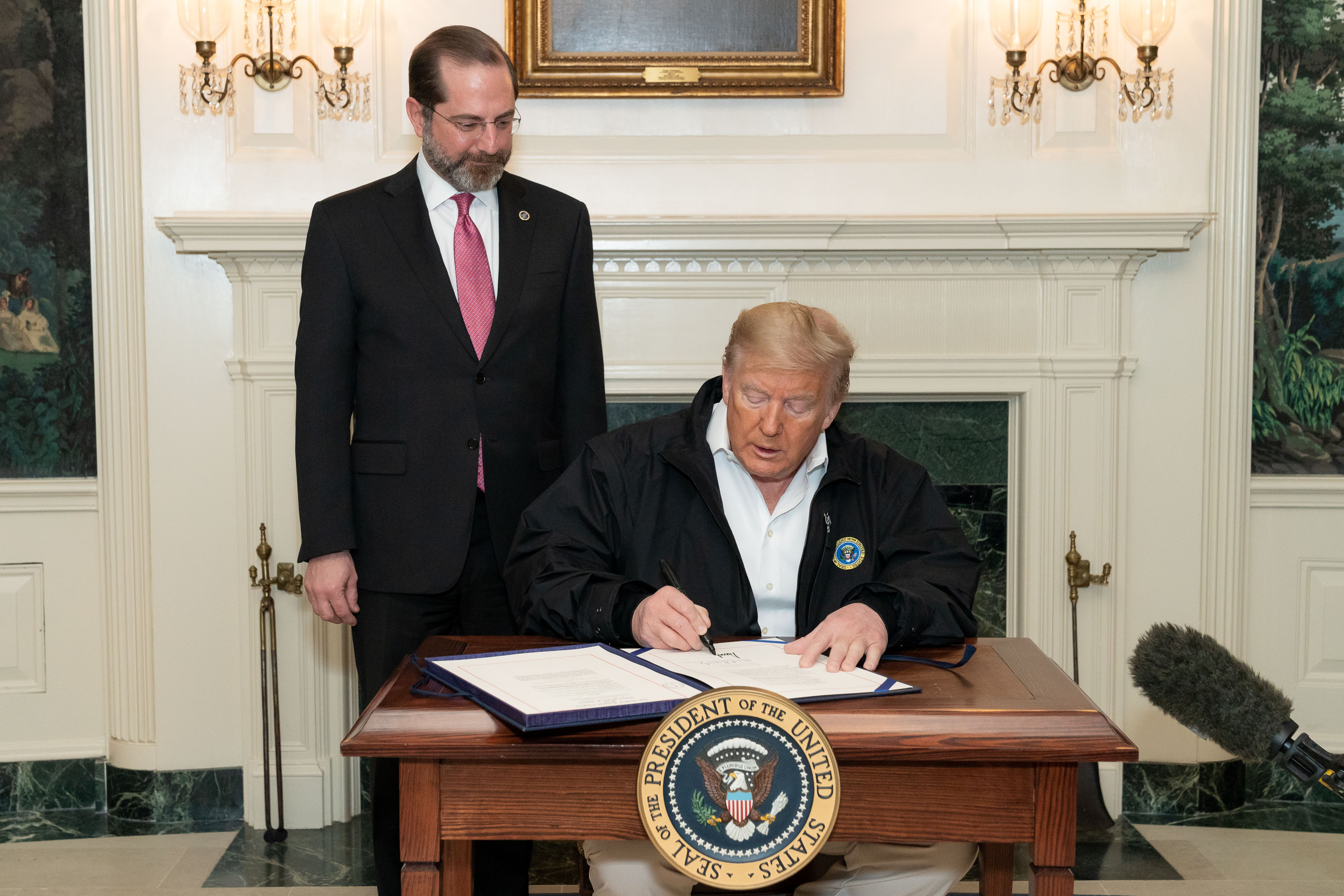
الرئيس ترامب يوقع مرسوم مخصصات المساعدات للتأهب والاستجابة لجائحة فيروس كورونا ليصبح قانونًا في 6 مارس 2020

في 6 مارس 2020، قدّر مجموعة من العلماء في فريق استجابة كوفيد 19 من كلية إمبريال في لندن تأثير جائحة كورونا على الولايات المتحدة. وقع الرئيس ترامب في نفس اليوم على مرسوم مخصصات المساعدات للتأهب والاستجابة لجائحة فيروس كورونا، الذي قدم تمويلًا بمقدار 8.3 مليار دولار للوكالات الفدرالية من أجل الاستجابة للفاشية. فرضت الشركات قيودًا على سفر الموظفين، وألغت المؤتمرات، وشجعت الموظفين على العمل من المنزل. ألغيت الأحداث والمواسم الرياضية.
في 11 مارس، أعلن ترامب قيود السفر لمعظم أوروبا لمدة 30 يومًا، اعتبارًا من 13 مارس. في اليوم التالي، وسع القيود لتشمل المملكة المتحدة وأيرلندا. في 13 مارس، أعلن حالة الطوارئ الوطنية، التي أتاحت الأموال الفدرالية لتُصرَف على الاستجابة للأزمة. بدءًا من 15 مارس، أغلقت العديد من الشركات أو خفضت ساعات العمل في جميع أنحاء الولايات المتحدة في محاولة للحد من انتشار الفيروس. بحلول 17 مارس تأكد وجود الوباء في جميع الولايات الخمسين وفي مقاطعة كولومبيا.
في 25 مارس صرّح حاكم نيويورك بأنه على ما يبدو أن التباعد الاجتماعي يعمل بشكل إيجابي، إذ تباطأ تضاعف الانتشار المُقدّر للحالات من 2.0 يوم إلى 4.7 يوم. في 26 مارس كان لدى الولايات المتحدة حالات مؤكدة أكثر من أي دولة أخرى. مسح مفتشو الصحة الفدراليون الأمريكيون 323 مستشفى في أواخر مارس وأُبلغ عن وجود «نقص حاد» في لوازم إجراء الاختبار المُشخّص، و«نقص كبير» في معدات الوقاية الشخصية، وغيرها من الموارد بسبب إطالة فترة بقاء المريض في انتظار نتائج الاختبار.

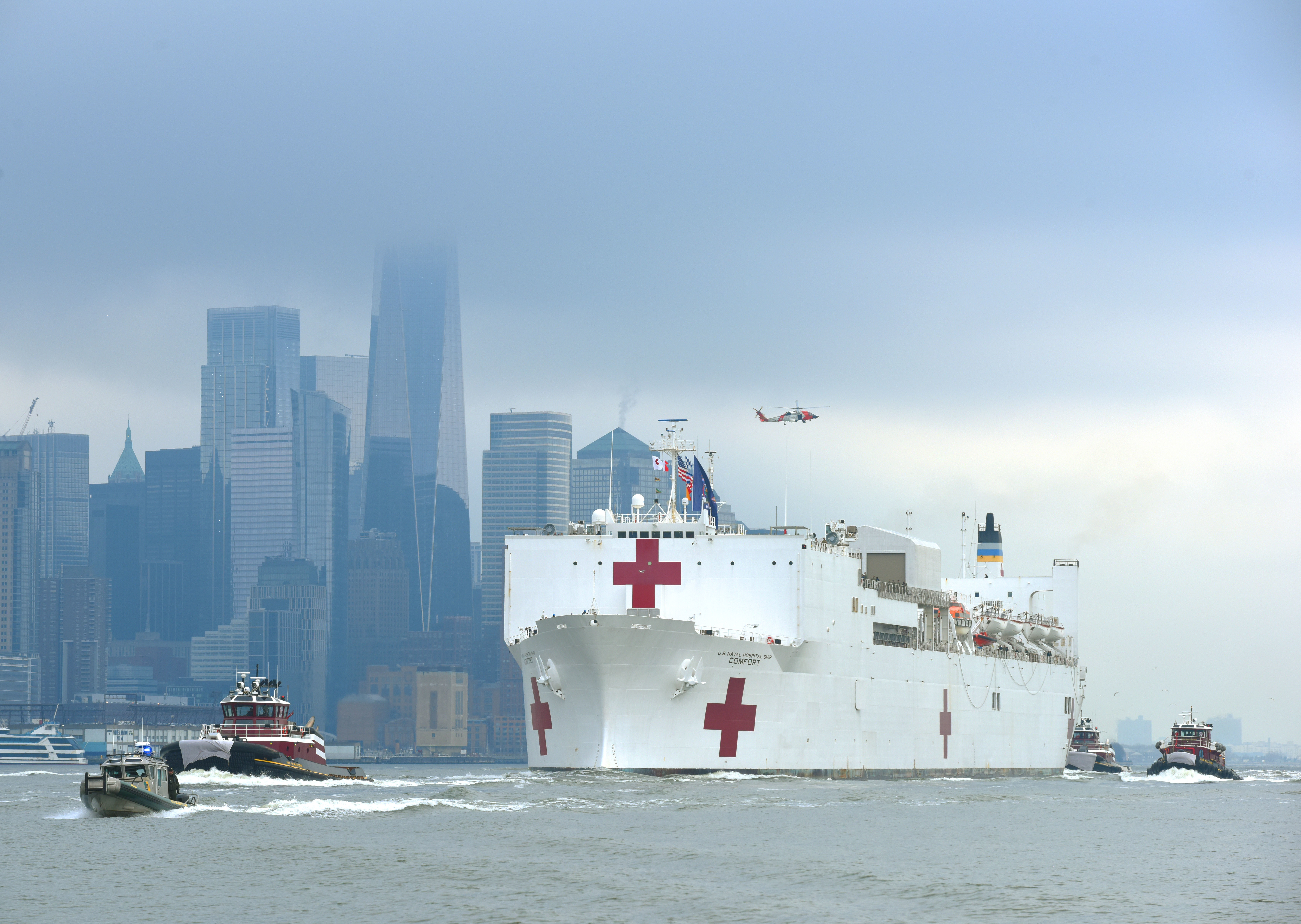
سفينة البحرية الأمريكية الاستشفائية كومفورت تصل إلى مانهاتن في 30 مارس.

حتى 24 أبريل تأكد وجود 889,309 حالة في الولايات المتحدة، وتوفي 50,256 مريضًا. قالت تقارير إعلامية في 30 مارس إن الرئيس ترامب قرر تمديد المبادئ التوجيهية لمسافة التباعد الاجتماعية حتى 30 أبريل. في نفس اليوم، صُنعت سفينة البحرية الأمريكية الاستشفائية كومفورت، وهي سفينة استشفائية تحتوي على حوالي ألف سرير موجودة في نيويورك. في 3 أبريل سجلت الولايات المتحدة 884 حالة وفاة بسبب الفيروس التاجي في غضون 24 ساعة. وتجاوز عدد الحالات في ولاية نيويورك الـ 100 ألف إصابة في 3 أبريل.
وقد انتُقد البيت الأبيض لتقليله من شأن خطر الجائحة، ولسيطرته الضعيفة بتوجيه مسؤولي الصحة والعلماء لتنسيق البيانات والمنشورات العامة المتعلقة بالفيروس مع مكتب نائب الرئيس مايك بنس. انتقد بعض المسؤولين والمعلقين الأمريكيين استيراد الولايات المتحدة للمواد الحيوية بما فيها الإمدادات الطبية الأساسية من الصين.
في 14 أبريل أوقف الرئيس ترامب تمويل منظمة الصحة العالمية، مشيرًا إلى أنها لم تنجح في تدبير الوباء الحالي. في أواخر أبريل، قال الرئيس ترامب إنه سيوقع على أمر تنفيذي بتعليق الهجرة مؤقتًا إلى الولايات المتحدة بسبب الوباء. كانت هناك تصريحات أمريكية بأن الصين حجبت المعلومات، وفي 22 أبريل زعم وزير الخارجية الأمريكي مايك بومبيو على قناة فوكس نيوز أن الصين رفضت السماح للعلماء الأمريكيين بدخول البلاد للتأكد من أصل الوباء الحالي، لكنه لم يذكر تفاصيل من أي طلبات لمثل هذه الزيارات. في 22 أبريل، أفيد أن اثنين من سكان كاليفورنيا قد توفيا بسبب الفيروس (وليس بسبب الإنفلونزا بحسب ما اعتُقد سابقًا) في 6 و17 فبراير، قبل ثلاثة أسابيع من التصريح بأول حالة موت رسميًا بسبب الإصابة بالفيروس في الولايات المتحدة.

### أمريكا الجنوبية

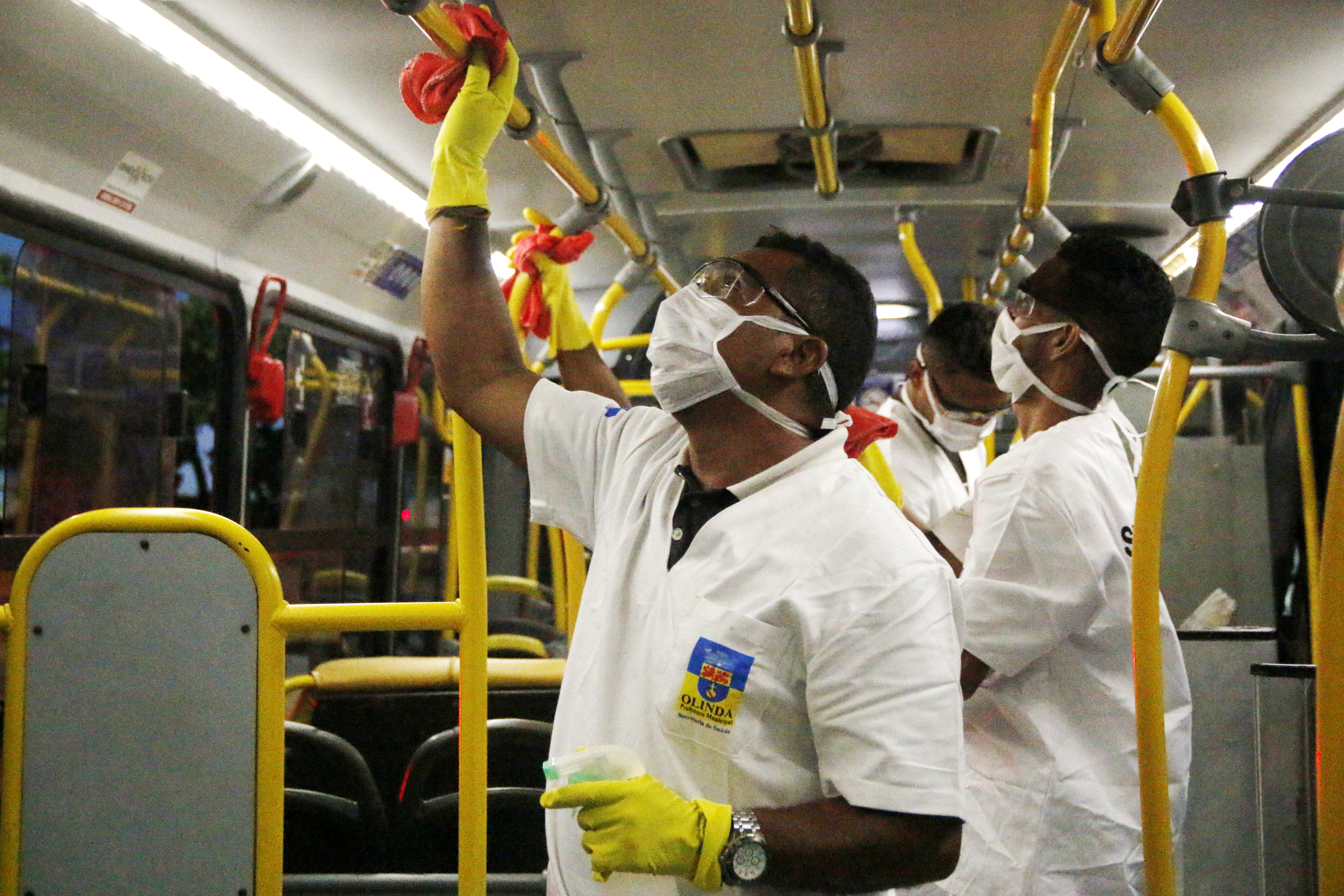
تدريب العمال على تطهير الحافلات في أوليندا، بيرنامبوكو، البرازيل في 16 مارس 2020

تأكّد وصول الوباء إلى أمريكا الجنوبية في 26 فبراير عندما أكدت البرازيل وجود حالة في ساو باولو. بحلول 3 أبريل سجلت جميع البلدان والأقاليم في أمريكا الجنوبية حالة واحدة على الأقل. البرازيل لديها أكبر عدد من الحالات المبلغ عنها في أمريكا الجنوبية. في أبريل تأثرت الإكوادور بشدة إذ اُبلغ عن زيادة بالآلاف بعدد الوفيات في مقاطعة واحدة فقط مقارنة بالأرقام التي كانت موجودة مسبقًا. ومع ذلك، تجاوزت بيرو إكوادور الآن في عدد الحالات المؤكدة.

### أفريقيا

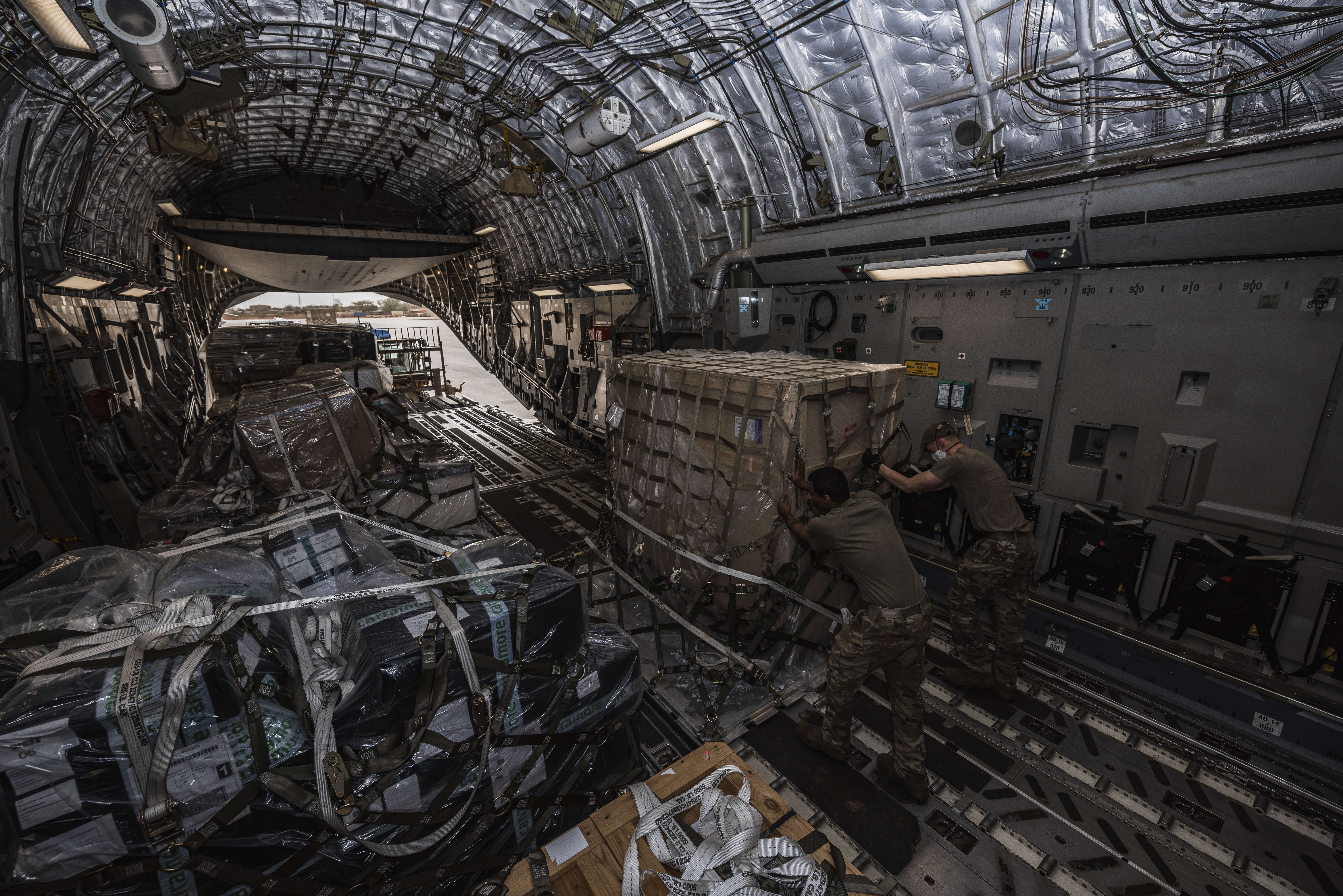
طيارو سلاح الجو الأمريكي يفرغون طائرة من طراز C-17 تحمل حوالي 4000 رطل من الإمدادات الطبية في نيامي، النيجر 23 أبريل 2020

بحسب مايكل ياو رئيس عمليات الطوارئ في منظمة الصحة العالمية في أفريقيا، وبعد تأكيد وجود حالات في جميع البلدان الأفريقية فإن الكشف المبكر أمر حيوي لأن الأنظمة الصحية في القارة «تغمرها بالفعل العديد من حالات تفشي الأمراض الجارية». ويقول المستشارون إن الإستراتيجية القائمة على الاختبار يمكن أن تسمح للدول الأفريقية بتقليل عمليات الإغلاق التي تسبب معاناة هائلة لمن يعتمدون على الدخل المكتسب يومًا بعد يوم ليتمكنوا من إطعام أنفسهم وأسرهم. حتى في أفضل السيناريوهات، تقول الأمم المتحدة إن 74 مليون مجموعة اختبار و30 ألف جهاز تهوية سيحتاجها 1.3 مليار شخص في القارة في عام 2020. معظم الحالات المبلغ عنها هي من أربع دول: المغرب وجنوب أفريقيا ومصر والجزائر، لكن يُعتقد أن هناك تقارير غير كافية على نطاق واسع في دول أفريقية أخرى ذات أنظمة رعاية صحية فقيرة.

### أوقيانوسيا
تأكّد وصول الوباء إلى أوقيانوسيا في 25 يناير 2020 مع الإبلاغ عن أول حالة مؤكدة في ملبورن، أستراليا. وانتشر منذ ذلك الحين في كل مكان في المنطقة، على الرغم من أن العديد من الدول الجزرية الصغيرة في المحيط الهادئ قد تجنبت حتى الآن تفشي المرض عن طريق إغلاق حدودها الدولية. حتى 25 أبريل، لم تبلغ عشر دول أوقيانوسية مستقلة أخرى عن أي حالة.

## ردود الفعل الدولية

### المساعدة الدولية

#### مساعدة للصين
في 5 فبراير، صرّحت وزارة الخارجية الصينية بإرسال مساعدات من قبل 21 دولة (بما في ذلك بيلاروس وباكستان وترينيداد وتوباغو ومصر وإيران) إلى الصين. انضم بعض الطلاب الصينيين في الجامعات الأمريكية معًا للمساعدة في إرسال المساعدة إلى أجزاء الصين الموبوءة بالفيروس، إذ أفادت تقارير أن مجموعة مشتركة في منطقة شيكاغو الكبرى تمكنت من إرسال 50,000 قناع ن95 إلى المستشفيات في مقاطعة خوبي في 30 يناير.
أرسلت منظمة الإغاثة الإنسانية المعروفة باسم الإغاثة المباشرة، بالتنسيق مع فيديكس، 200,000 قناع وجه إلى جانب معدات حماية شخصية أخرى، بما في ذلك القفازات والعباءات الطبية، عن طريق خط جوي طارئ إلى مستشفى اتحاد ووهان بحلول 30 يناير. في 5 فبراير، أعلن بيل وميليندا جيتس عن تبرع بقيمة 100 مليون دولار لمنظمة الصحة العالمية لتمويل أبحاث اللقاحات وجهود العلاج إلى جانب حماية «السكان المعرضين للخطر في إفريقيا وجنوب آسيا». ذكرت إنتراكسيون أن الحكومة الصينية تبرعت بـ 200,000 قناع للفلبين في 6 فبراير بعد أن أرسل السيناتور الفلبيني ريتشارد جوردون 3.16 مليون قناع إلى ووهان. في 19 فبراير، أعلن الصليب الأحمر السنغافوري أنه سيرسل 2.26 مليون دولار من المساعدات للصين.
تبرعت عدة دول بأقنعة أو معدات طبية أو أموال للصين، بما في ذلك اليابان وتركيا وروسيا وماليزيا (18 مليون قفاز طبي) وألمانيا وكندا. صرّحت وزارة الخارجية الأمريكية في 7 فبراير أنها يسّرت نقل ما يقارب 17.8 طن من الإمدادات الطبية إلى الصين، بما في ذلك الأقنعة والعباءات الطبية والشاش وأجهزة التنفس ومواد أخرى. في اليوم نفسه، أعلن وزير الخارجية الأمريكي بومبيو عن تعهّد بمبلغ 100 مليون دولار للصين ودول أخرى للمساعدة في مكافحتها للفيروس، على الرغم من أن الصين ذكرت في 21 مارس أنّها لم تتلقَ تمويلًا وبائيًا من الحكومة الأمريكية وأكّدت ذلك في 3 أبريل. تبرعت أيضًا العديد من الشركات بأموال أو معدات طبية للصين.

#### مساعدة للعالم

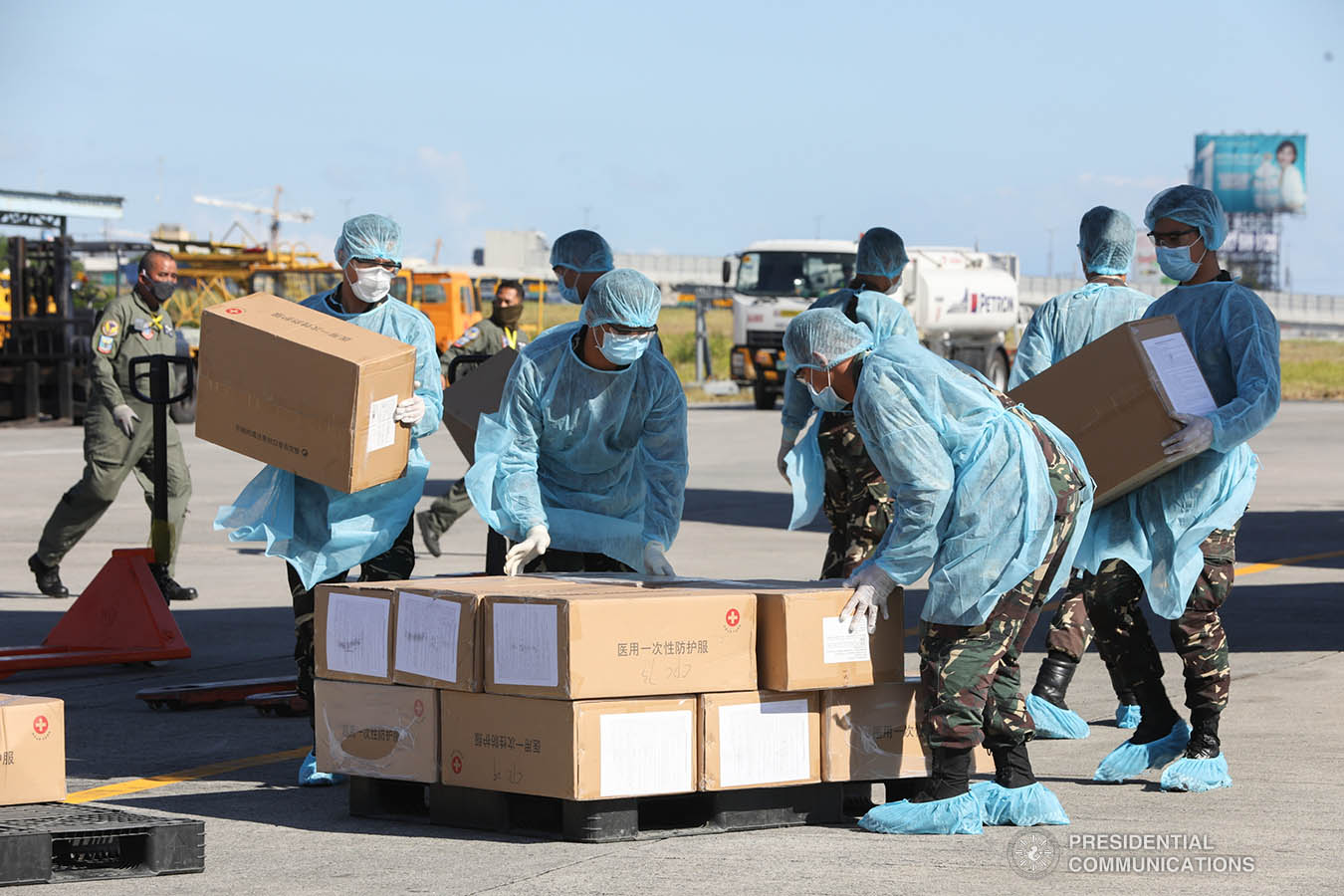
وصول شحنة من المساعدات الصينية إلى الفلبين

بعد استقرار الحالات في الصين، بدأت بإرسال المساعدة إلى دول أخرى. في مارس، أرسلت الصين وكوبا وروسيا إمدادات وخبراء طبيين لمساعدة إيطاليا على التعامل مع تفشي الفيروس التاجي؛ أرسلت الصين ثلاثة فرق طبية وتبرعت بأكثر من أربعين طنًا من الإمدادات الطبية لإيطاليا. وقالت صحيفة «سبيكتاتور يو إس إيه» نقلاً عن مسؤول كبير في إدارة ترامب، لم تذكر اسمه، أعادت الصين إلى إيطاليا نفس معدات الوقاية الشخصية التي تبرعت بها إيطاليا للصين. أرسل رجل الأعمال جاك ما 1.1 مليون مجموعة اختبار و6 ملايين قناع وجه و60,000 بدلة واقية إلى أديس أبابا في إثيوبيا لتوزيعها من قبل الاتحاد الأفريقي. أرسل في ما بعد 5,000 مجموعة اختبار و100,000 قناع وجه و5 أجهزة تهوية إلى بنما.
أعربت هولندا وإسبانيا وتركيا وجورجيا وجمهورية التشيك عن قلقها بشأن الأقنعة الصينية ومجموعات الاختبار. على سبيل المثال، سحبت إسبانيا 58,000 مجموعة اختبار لفيروسات كورونا صينية الصنع بمعدل دقة 30٪، بينما ذكرت هولندا وجود 600,000 قناع وجه صيني مَعيب، ربما كان ذلك بسبب سوء استخدام المنتج. ذكرت بلجيكا وجود 100,000 قناع غير صالح للاستخدام، يُعتقد أنها من الصين، لكنها في الواقع من كولومبيا. توقفت الفلبين عن استخدام مجموعات الاختبار التي تبرّعت بها الصين بسبب معدل دقتها البالغ 40 بالمئة. صرّحت الحكومة الصينية بأنّه ربما لم تُتبع تعليمات المنتج، وبعض المنتجات لم تُشترَ مباشرة من شركات معتمدة. ومع ذلك، استُقبلت المساعدات الصينية بشكل جيد في أجزاء من أمريكا اللاتينية وأفريقيا. في 2 أبريل، أطلق البنك الدولي عمليات دعم الطوارئ للبلدان النامية. وفقًا لبيان صادر عن وزارة الخارجية، تقدم تركيا أكبر كمية من المساعدات الإنسانية في العالم بينما تحتل المرتبة الثالثة في جميع أنحاء العالم في توفير المساعدة الطبية.

### تدابير استجابة منظمة الصحة العالمية
أثنت منظمة الصحة العالمية على السلطات الصينية، مشيرةً إلى الفرق بين تفشي مرض السارس 2002-2004، عندما اتُهمت السلطات الصينية بالتستر على التفشي، والأزمة الحالية إذ «قدمت الحكومة المركزية تحديثات بانتظام». قال الناقدون أن منظمة الصحة العالمية تعاملت مع الجائحة بطريقة سيئة، إذ تأخرت منظمة الصحة العالمية في التصريح بحالة طوارئ الصحة العامة وتصنيف التفشي بالجائحة.

#### ديسمبر 2019
نبهت الصين وتايوان منظمة الصحة العالمية بوجود فيروس جديد يوم 31 ديسمبر عام 2019. وقع خلاف لاحقًا بين منظمة الصحة العالمية وتايوان حول محتوى رسالة تايوان وعدم استجابة المنظمة لهذه الدولة، ولا تعتبر تايوان ضمن مراقبي منظمة الصحة العالمية بسبب ضغوط الصين الدبلوماسية.

#### يناير 2020

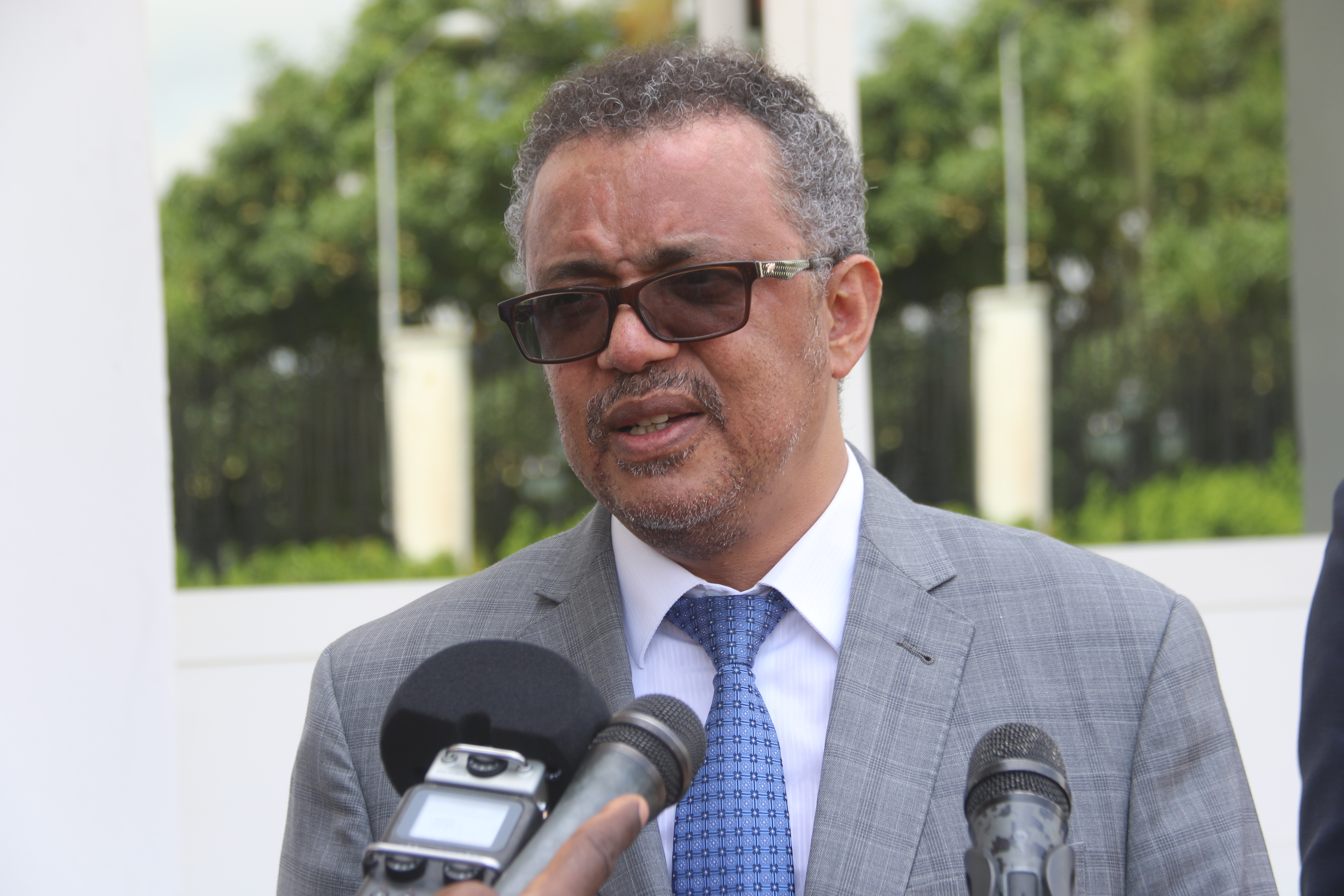
الأمين العام لمنظمة الصحة العالمية تيدروس أدهانوم غيبريسوس

أصدرت منظمة الصحة العالمية أول توجيهات فنية في يومي 10 و11 يناير، محذرةً الدول حول احتمالية انتقال الفيروس من إنسان إلى إنسان آخر وطالبت بتعجيل اتخاذ الاحتياطات بسبب التشابه مع تفشي مرض السارس وميرس. وفي يوم 20 يناير، قالت منظمة الصحة العالمية: «أصبح واضحًا الآن» أن الفيروس قد انتقل بين البشر وبعضهم، نظرًا لإصابة العاملين بالمجال الطبي بالفيروس. وفي يوم 27 يناير، صنفت منظمة الصحة العالمية خطورة التفشي بأنه «خطر عالٍ على المستوى العالمي».
وفي يوم 30 يناير، صرحت منظمة الصحة العالمية أن التفشي ضمن حالات طوارئ الصحة العامة محل الاهتمام الدولي (PHEIC)، محذرةً بأن «جميع الدول يجب أن تكون جاهزةً لاحتواء تفشي الفيروس، بما يشمل المراقبة الفعالة، والترصد المبكر، وعزل الحالات والتعامل معها، وتتبع المخالطين لحالات الإصابة، والوقاية من زيادة تفشي الفيروس». جاء الإعلان بعد زيادة في أعداد حالات الإصابة بالفيروس خارج الصين. ويُعد هذا الإعلان سادس حالة طوارئ صحة عامة محل الاهتمام الدولي تُعلن منذ أول تطبيق لهذه الحالة خلال جائحة إنفلونزا الخنازير عام 2009. قال المدير العام لمنظمة الصحة العالمية، تيدروس أدهانوم، أن هذا الإعلان كان بسبب «خطر الانتشار العالمي للفيروس، خاصةً إلى الدول ذات الدخل المنخفض والمتوسط التي تفتقر للأنظمة الصحية القوية، ولا يوجد أي (سبب) لاتخاذ تدابير تؤثر على التجارة الدولية والسفر بلا داعٍ. لا توصي (منظمة الصحة العالمية) بالحد من الحركة والتجارة. وندعو جميع الدول إلى تنفيذ قرارات متناسقة وقائمة على الدليل».

#### فبراير 2020

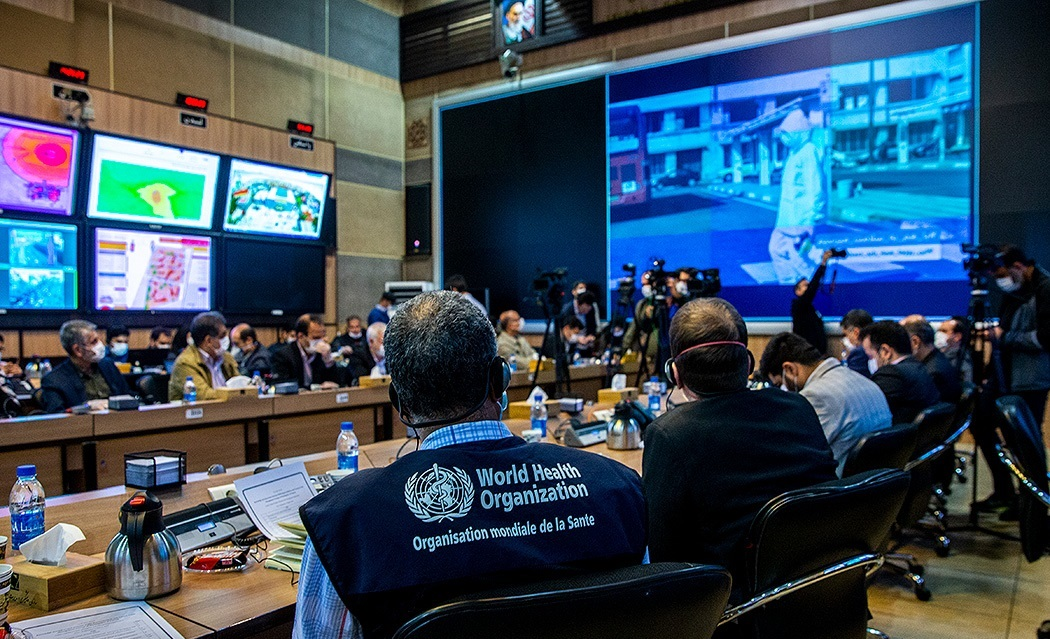
ممثلون من منظمة الصحة العالمية في اجتماع مع مدراء مدينة طهران

في يوم 11 فبراير، اعتمدت منظمة الصحة العالمية اسم كوفيد 19 في مؤتمر صحفي ليكون اسمًا للمرض. وفي اليوم نفسه، قال تيدروس أن الأمين العام للأمم المتحدة، أنطونيو غوتيريش، وافق لتوفير «كامل قوة نظام الأمم المتحدة استجابةً للأزمة». فُعل بعد ذلك فريق إدارة الكوارث بالأمم المتحدة، ما سمح بالتنسيق بين جميع دول الأمم المتحدة، وصرحت منظمة الصحة العالمية أن هذه الخطوة ستسمح لها «بالتركيز على الاستجابة الصحية بينما تتيح للوكالات الأخرى جمع خبراتها للتعامل مع الآثار الاجتماعية، والاقتصادية، والتنموية لهذا التفشي».
وفي يوم 25 فبراير، صرحت منظمة الصحة العالمية أن «العالم يجب أن يفعل المزيد ليكون جاهزًا لاحتمالية وقوع جائحة لفيروس كورونا المستجد»، مُصرحةً أن الدول يجب أن تكون «في مرحلة التأهب» على الرغم انه من المبكر جدًا أن نطلق على هذا التفشي بأنه جائحة الآن.
وفي يوم 28 فبراير، صرح مسؤولو منظمة الصحة العالمية برفع تقييم خطر فيروس كورونا المستجد على المستوى العالمي من «الخطر العالي» إلى «الخطر العالي للغاية»، وهو أعلى مستوى في التنبيه وتقييم الخطر. حذر مايك جيه رايان، المدير التنفيذي لبرنامج حالات طوارئ الصحة بمنظمة الصحة العالمية أن «هذا تحقق واقعي لجميع الحكومات على كوكب الأرض: انهضوا. واستعدوا. يمكن أن يكون الفيروس في طريقه إليكم ويجب أن تكونوا جاهزين»، وألح أن تدابير الاستجابة الصحيحة يمكن أن تساعد على تجنب «أسوأ ما في هذا التفشي». صرح رايان أن البيانات الحالية لم تتح للمسؤولين الصحيين تصريح حالة الجائحة العالمية، وأضاف أن هذا التصريح يعني «أننا نقر بصورة أساسية أن كل إنسان على هذا الكوكب سيكون مُعرضًا لهذا الفيروس».

#### مارس 2020
وفي يوم 11 مارس، صرحت منظمة الصحة العالمية أن تفشي فيروس كورونا المستجد أصبح جائحةً. قال المدير العام أن منظمة الصحة العالمية «مهتمة للغاية بمستويات تنبيه انتشار الفيروس وشدته، وبمستويات تنبيه تراجع الفيروس على حد سواء».

#### أغسطس 2020
في يوم 3 أغسطس، حذرت منظمة الصحة العالمية على لسان مدير عام المنظمة تيدروس أدهانوم غيبريسوس من احتمالية أن لايكون هناك حل سحري للقضاء على الفيروس، وقد لايظهر هذا الحل. مع التأكيد على مواصلة الالتزام بكافة التدابير المعروفة، من التباعد الاجتماعي وغسل الأيدي وارتداء الكمامة وإجراء الفحوصات الطبية.

## الأثر

### الأثر الاقتصادي

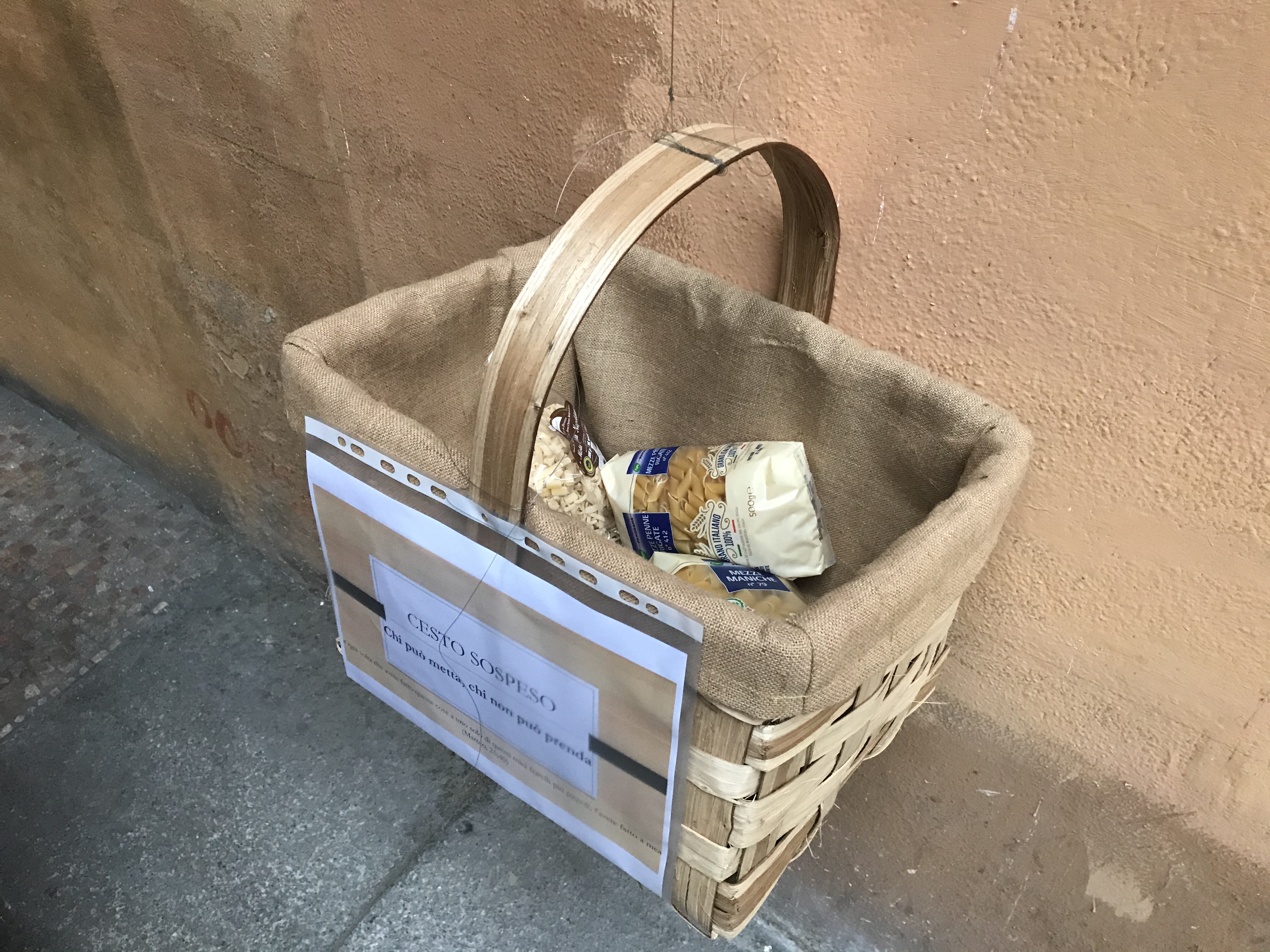
«إلى من يملك القدرة، ضع شيئًا في السلة. إلى من لا يملك، خذ ما تحتاج». بولونيا، إيطاليا، أبريل 2020

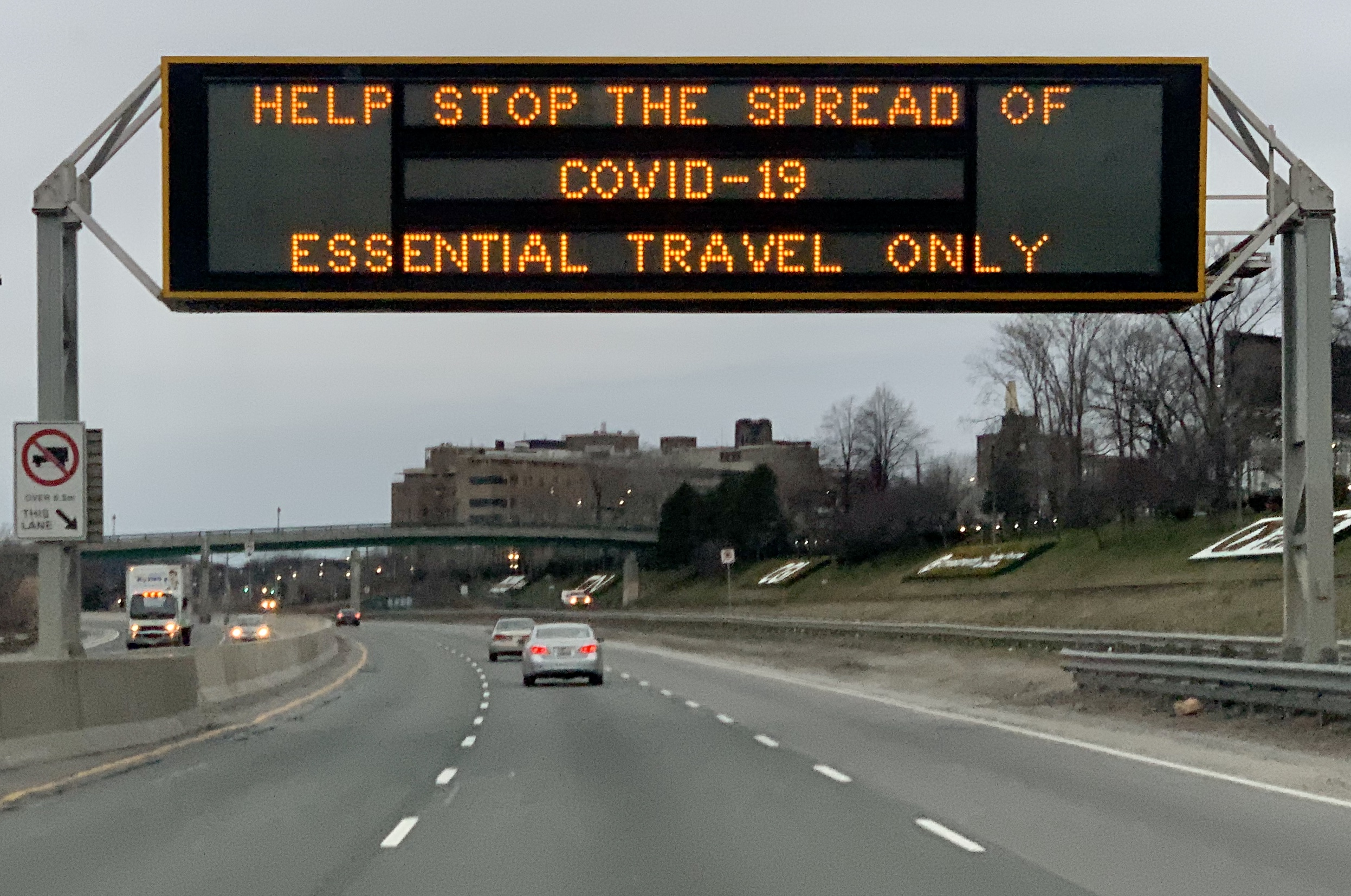
لافتة على طريق غاردنر إكسبرس في تورونتو تنصح بتجنب السفر غير الضروري

تمثل هذه الجائحة خطرًا كبيرًا على استقرار الاقتصاد العالمي. توقعت أغاث ديمريس من وحدة الاستخبارات الاقتصادية التابعة لمجموعة ذي إيكونوميست أن الأسواق سوف تبقى مضطربة حتى توضح الصورة حول النتائج المحتملة. خمن تقدير لأحد خبراء جامعة واشنطن في سانت لويس قيمة الخسائر بأكثر من 300 مليار دولار على سلسلة التوريد العالمية، وأن الضرر اللاحق بها قد يستمر حتى عامين. انهارت أسواق البورصة العالمية في الرابع والعشرين من فبراير نتيجة ارتفاع كبير في عدد حالات كوفيد-19 خارج الصين. في السابع والعشرين من فبراير، نظرًا إلى المخاوف المتراكمة حول وباء فيروس كورونا، أعلنت مؤشرات بورصة الولايات المتحدة عن أكثر حالات الهبوط حدة منذ عام 2008، إذ سجل مؤشر داو جونز الصناعي هبوطًا بقيمة 1,191 نقطة (أشد انخفاض يحدث خلال يوم واحد منذ الأزمة الاقتصادية العالمية لعامي 2007 و2008) وأنهت المؤشرات الاقتصادية الكبرى ذلك الأسبوع بانخفاض يزيد عن 10%. في الثامن والعشرين من فبراير، أكدت شركة سكوب ريتينغز محدودة المسؤولية تقييم الصين الائتماني الوطني لكنها حافظت على نظرة مستقبلية سلبية. تدهورت قيمة الأسهم مرة أخرى نتيجة المخاوف المتعلقة بفيروس كورونا، إذ حدث أكبر هبوط في السادس عشر من مارس. يعتبر الكثيرون حدوث ركود اقتصادي عالمي أمرًا محتملًا.
تعتبر السياحة أحد أكثر القطاعات الاقتصادية تأثرًا بالجائحة نتيجة حظر السفر وإغلاق المرافق العامة ومن ضمنها الأماكن السياحية، إضافة إلى التوجيهات الحكومية المحذرة من السفر. ألغت العديد من الشركات رحلاتها الجوية بسبب نقص الطلب، وانهارت شركة فلاي بي للخطوط الجوية الإقليمية البريطانية أيضًا. تعرض مجال الرحلات البحرية السياحية لضرر كبير، وأُغلق عدد من محطات القطار ومرافئ العبارات أيضًا.
تعرض قطاع تجارة التجزئة لخسائر كبيرة، إذ نقص عدد ساعات العمل في المتاجر وتعرضت للإغلاق بشكل مؤقت. تراجعت زيارات المتسوقين إلى متاجر التجزئة في أوروبا إلى 40% من معدلها. شهدت متاجر التجزئة في أمريكا الشمالية والشرق الأوسط تراجعًا بنسبة 50% إلى 60%. أدت الجائحة أيضًا إلى انخفاض في الحركة داخل المتاجر بنسبة 33% إلى 43% في شهر مارس مقارنة مع فبراير. فرض مدراء مراكز التسوق حول العالم إجراءات إضافية، مثل زيادة إجراءات النظافة وإضافة أجهزة مسح حراري لقياس حرارة المتسوقين وإلغاء النشاطات العامة.
تبعًا لتقديرات مفوضية الأمم المتحدة الاقتصادية لأمريكا اللاتينية وجزر الكاريبي، قد تؤدي الجائحة إلى إيقاع 14 إلى 22 مليون شخص في حالة الفقر المدقع مقارنة مع الوضع دون حدوث الجائحة في أمريكا اللاتينية. عرقلت الجائحة عملية إنتاج الغذاء وتهدد بإحداث أزمة غذائية. قال ديفيد بيزلي رئيس برنامج الأغذية العالمي «قد نكون أمام عدة مجاعات هائلة خلال عدة أشهر».

### نقص المواد

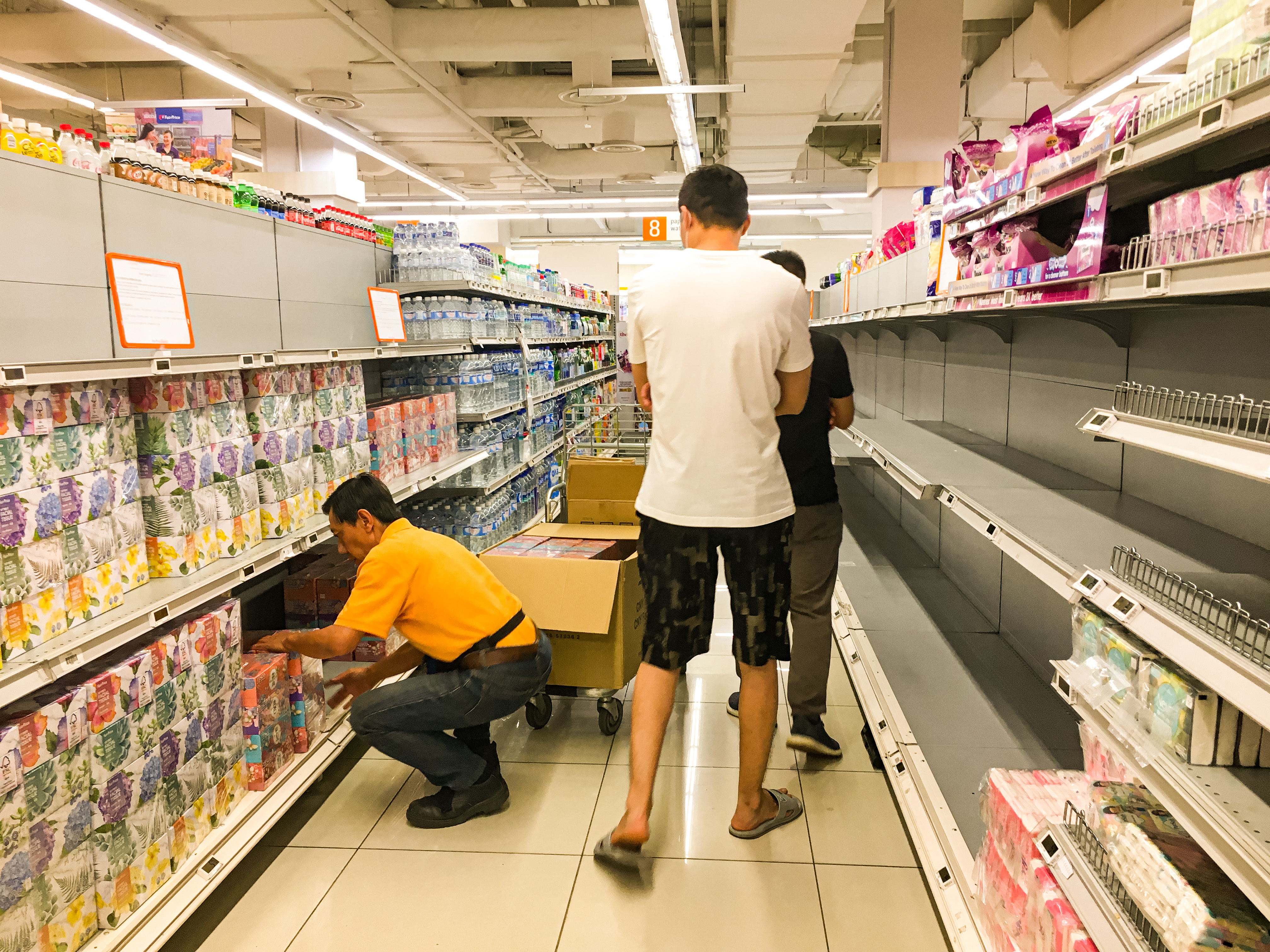
أدت المخاوف المتعلقة بفيروس كورونا إلى هلع شراء المستلزمات الضرورية حول العالم، ومن ضمنها ورق المرحاض والنودلز المجففة و/أو سريعة التحضير والخبز والرز والخضار والمنظفات والكحول المعقم.

أُلقي اللوم على جائحة فيروس كورونا في عدة حالات من نقص الموارد، وذلك بسبب الاستخدام العالمي الزائد للمعدات في سبيل مواجهة الأوبئة، وحالات الشراء المفرط القلق (الذي أدى في العديد من الأماكن إلى إخلاء رفوف المتاجر من البضائع الأساسية مثل الطعام وورق المرحاض والمياه المعلبة)، إضافة إلى عرقلة العمليات الصناعية واللوجستية. حذرت الصناعات التكنولوجية على سبيل الخصوص من حدوث تأخير في شحن البضائع الإلكترونية. وفقًا للمدير العام لمنظمة الصحة تيدروس أدهانوم، ارتفع الطلب على معدات الوقاية الشخصية أكثر من مئة ضعف، ما أدى إلى ارتفاع الأسعار أكثر من عشرين ضعفًا وإلى التأخير في إيصال التجهيزات الطبية لأربعة أو ستة أشهر. أدى ذلك أيضًا إلى نقص في معدات الوقاية الشخصية حول العالم، حتى إن منظمة الصحة العالمية حذرت من أن ذلك سوف يلحق أذى بالعاملين في المجال الصحي.
شمل الأثر السلبي لوباء فيروس كورونا جميع أرجاء العالم. سبب الفيروس نقصًا في المواد الأولية المستعملة في صنع أدوية مثل الفينتانيل والميثامفيتامين. تعتبر مجموعة يوانتشينغ الدوائية الموجودة في مدينة ووهان الصينية أحد المصنعين الرئيسيين لهاتين المادتين الكيميائيتين الخام. لوحظت حالات من ارتفاع الأسعار ونقص في توفر هذه الأدوية الممنوعة في شوارع المملكة المتحدة. ذكرت السلطات الأمريكية لصحيفة نيويورك بوست أن عصابات المخدرات المكسيكية كانت تواجه صعوبة في تأمين المواد الأولية.
قدر مسؤولون كبار في الأمم المتحدة في أبريل من عام 2020 أن 130 مليون شخص جديد سوف يعانون المجاعة، وسوف يصل هذا الرقم إلى 265 مليون شخص في نهاية العام.

#### النفط وأسواق الطاقة الأخرى
في أوائل فبراير عام 2020، شهدت منظمة الدول المصدرة للنفط (أوبيك) حالة من «الفوضى» بعد التراجع الحاد في أسعار النفط بسبب نقص الطلب من الصين. يوم الإثنين بتاريخ 20 أبريل، أصبح سعر النفط لشركة غرب خام تكساس الوسيط (ويست تكساس إنترميدييت) إلى ما دون الصفر مسجلًا رقمًا قياسيًا في الانخفاض (ناقص 37.63 دولار أمريكي للبرميل) بسبب تقديم التجار ودائع تجنبًا لتحمل مسؤولية التوصيل وتكاليف التخزين. انخفضت أسعار شهر يونيو أيضًا لكنها بقيت في المجال الإيجابي، إذ سجل برميل النفط لشركة ويست تكساس سعرًا فوق العشرين دولار أمريكي.

### الأثر الثقافي
تعرضت قطاعات الفنون الاستعراضية والإرث الثقافي إلى ضرر كبير نتيجة الجائحة، ما أدى إلى أذية مدراء المنظمات بالإضافة إلى الأشخاص -الموظفين منهم والمستقلين على حد سواء- حول العالم. حاولت منظمات الفن والثقافة حول العالم المحافظة على مهماتها (ذات التمويل الحكومي في أغلب الأحيان) بتوفير فرصة الوصول إلى الإرث الثقافي للمجتمع والمحافظة على سلامة الموظفين والمجتمع بشكل عام ودعم الفنانين ما أمكن. بحلول مارس من عام 2020، بشكل عالمي وبدرجات متفاوتة، أُغلقت المتاحف والمكتبات ودور المسرح وبقية المؤسسات الثقافية إلى أجل غير مسمى مع إلغاء معارضها ونشاطاتها وعروضها أو تأجيلها. ردًا على ذلك بُذلك جهود مكثفة لتأمين خدمات بديلة عن طريق المنصات الرقمية.
أُلغيت شعائر أسبوع الآلام في روما، التي كان من المقرر إقامتها خلال الأسبوع الأخير من موسم الصوم الكبير التوبي المسيحي. نصحت أبرشيات عديدة المسيحيين المسنين بالبقاء في المنزل بدلًا من حضور

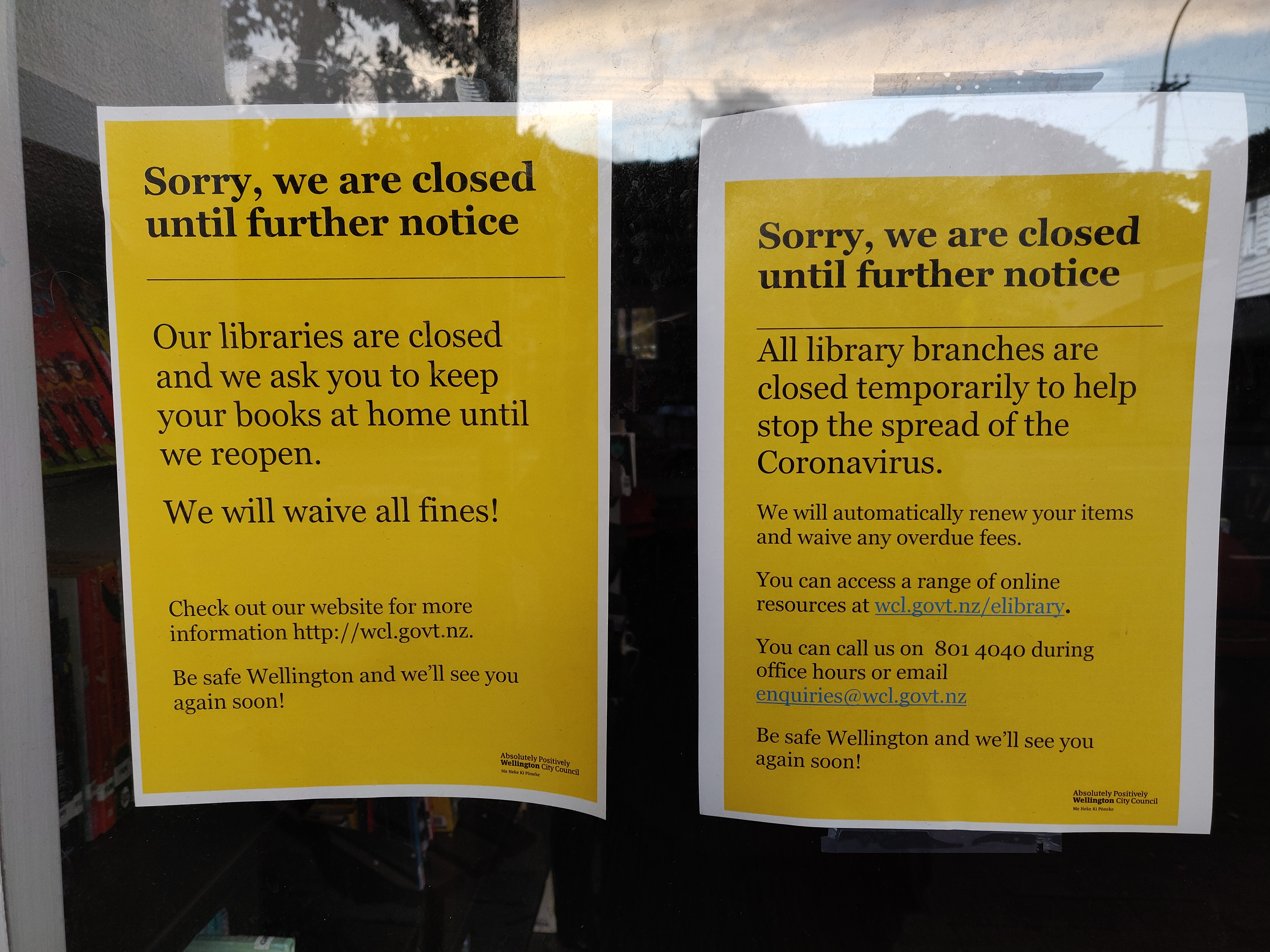
باب مكتبة عمومية في ضاحية آيلاند باي في نيوزيلاندا

القداس الإلهي أيام الأحد (تتوفر الطقوس الدينية عن طريق الراديو والتلفزيون والبث المباشر على الإنترنت). مع إغلاق أبرشية روما للروم الكاثوليك كنائسها ومعابدها وإخلاء الحجاج المسيحيين من ميدان القديس بطرس، بدأت بقية الهيئات الدينية بإلغاء الطقوس الكبيرة والحد من التجمعات العامة في الكنائس والمساجد والكُنُس والمعابد والغوردوارات. أعلنت وزارة الصحة الإيرانية إلغاء صلاة الجمعة في المناطق المتأثرة بالوباء وأُغلقت المقامات المقدسة لاحقًا، في حين حظرت المملكة العربية السعودية دخول الحجاج الأجانب والمواطنين على حد سواء إلى المشاعر المقدسة في مكة والمدينة المنورة.
سببت الجائحة أيضًا أكبر اضطراب في جدول النشاطات الرياضية العالمي منذ الحرب العالمية الثانية. أُلغيت غالبية النشاطات الرياضية أو أُجلت، ومن بينها دوري أبطال أوروبا 2019-20، والدوري الإنجليزي الممتاز 2019-20، وبطولة أمم أوروبا 2020 والدوري الأمريكي لكرة السلة للمحترفين 2019-20، والدوري الأمريكي للهوكي للمحترفين 2019-20. عرقلت الجائحة مخططات إقامة الألعاب الأولمبية الصيفية 2020، التي كان من المقرر إقامتها في أواخر يوليو؛ أعلنت اللجنة الأولمبية الدولية في الرابع والعشرين من مارس أن الألعاب الأولمبية سوف «تؤجَّل إلى موعد بعد 2020 وليس أبعد من صيف عام 2021».
تضرر مجال الترفيه أيضًا نتيجة الجائحة، إذ أُجبرت فرق موسيقية عديدة على إلغاء جولاتها الموسيقية أو تأجيلها إلى أجل غير مسمى. أوقفت مسارح عديدة نشاطاتها مثل برودواي الذي أوقف جميع عروضه. جرب بعض الفنانين وسائل جديدة للاستمرار في الإنتاج ومشاركة أعمالهم عبر الإنترنت كبديل للعروض المباشرة التقليدية، وذلك مثل بث الحفلات بشكل مباشر على الإنترنت أو إنشاء «مهرجانات موسيقية إلكترونية» على الإنترنت يؤدي فيها الفنانون أعمالهم ويوزعونها ويروجون لها. على شبكة الإنترنت، ظهر العديد من ميمات الإنترنت المتأثرة بفيروس كورونا، إذ حاول الكثيرون التوجه إلى الدعابة والإلهاء وسط حالة القلق والشك السائدة.

### السياسة
أثَّرت الجائحة على سير أعمال الأنظمة السياسية في العديد من الدول ما تسبب بتعليق النشاطات التشريعية، وعزل أو وفاة عدة سياسيين، وإعادة جدولة انتخابات، بسبب مخاوف من انتشار الفيروس.

#### الصين

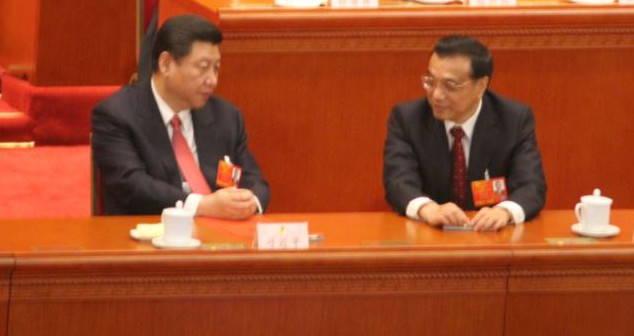
السكرتير العام للحزب الشيوعي الصيني شي جين بينغ (على اليسار) ورئيس وزراء مجلس الدولة لي كه تشيانغ

انتقِدت الحكومة الصينية من قبل حكومة الولايات المتحدة ووزير مكتب مجلس الوزراء في المملكة المتحدة مايكل غوف وآخرون على تعاملها مع الجائحة. فُصِل عدد من المسؤولين على مستوى المقاطعات في الحزب الشيوعي الصيني بسبب تعاملهم مع جهود الحجر الصحي في وسط الصين، وهي علامة على الاستياء من رد فعلهم على حدوث التفشي. يؤمن بعض المعلّقين أن هذه الخطوة كانت تهدف إلى حماية الأمين العام للحزب الشيوعي الصيني شي جين بينغ من حدوث جدل حوله. يقول المجتمع الاستخباراتي الأمريكي أن الصين لم تفصح عن العدد الحقيقي لحالات الإصابة بفيروس كورونا عن قصد.

#### إيطاليا
في بداية مارس، انتقدت الحكومة الإيطالية عدم تضامن الاتحاد الأوروبي مع انتشار فيروس كورونا في إيطاليا، إذ قال ماوريتسيو ماساري، سفير إيطاليا لدى الاتحاد الأوروبي، إن «الصين فقط قد استجابت بشكل ثنائي»، وليس الاتحاد الأوروبي. في 22 مارس، بعد مكالمة هاتفية مع رئيس الوزراء الإيطالي جوزيبي كونتي، جعل الرئيس الروسي فلايديمير بوتين الجيش الروسي يرسل مسعفين عسكريين، وعربات تطهير، ومعدات طبية أخرى، إلى إيطاليا. عبّر رئيس مقاطعة لومبارديا أتيليو فونتانا ورئيس الخارجية الإيطالي لويجي دي مايو عن امتنانهما لهذه المساعدة. أرسلت روسيا أيضًا طائرة شحن محملة بالمساعدات الطبية إلى الولايات المتحدة. قال المتحدث باسم الكريملين ديمتري بيسكوف «عند عرضه تقديم المساعدة لزملائه الأمريكيين، يفترض بوتين أنه عندما يكتسب المصنّعون الأمريكيون للمعدات والمواد الطبية زخمًا فسيكون بإمكانهم الرد بالمثل إذا لزم الأمر».

#### الولايات المتحدة

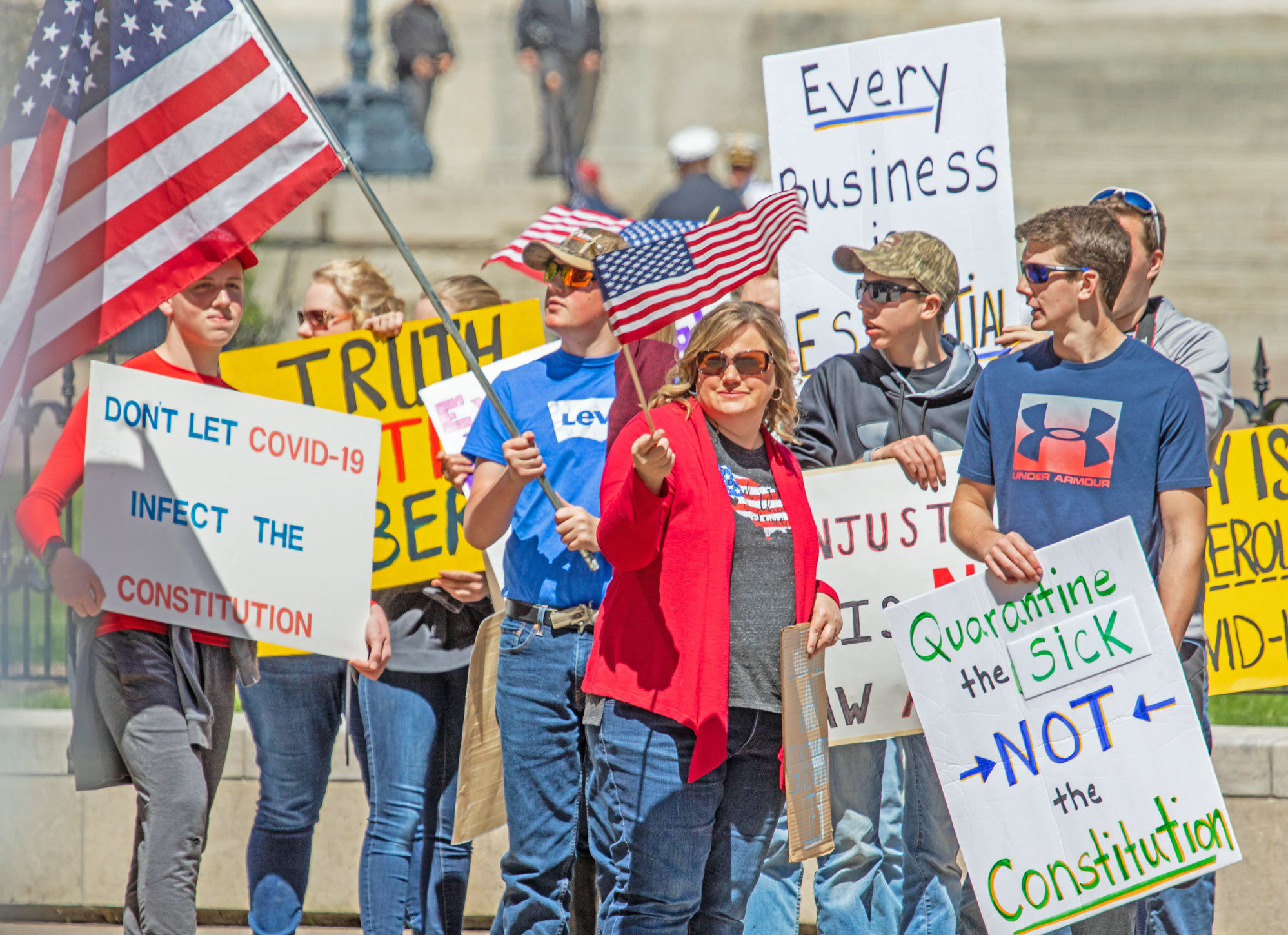
تجمع بضعة مئات من المحتجين على قرارات الإغلاق أمام مكتب ولاية أوهايو في العشرين من أبريل 2020.

شجع التفشي على ظهور دعوات في الولايات المتحدة إلى تبني سياسيات اجتماعية منتشرة في البلدان الغنية تشمل: الرعاية الصحية الشاملة، ورعاية الأطفال الشاملة، والإجازات المرضية المدفوعة، ومستويات أعلى من التمويل للصحة العامة. توقع المحللون السياسيون أن ذلك قد يؤثر سلبًا على فرص إعادة انتخاب دونالد ترامب في الانتخابات الرئاسية لعام 2020. بدءًا من منتصف أبريل، كان هناك احتجاجات في العديد من الولايات الأمريكية ضد ما تفرضه الحكومة من إغلاق الأعمال وتقييد الحركة الشخصية والتجمعات.

#### الدول الأخرى

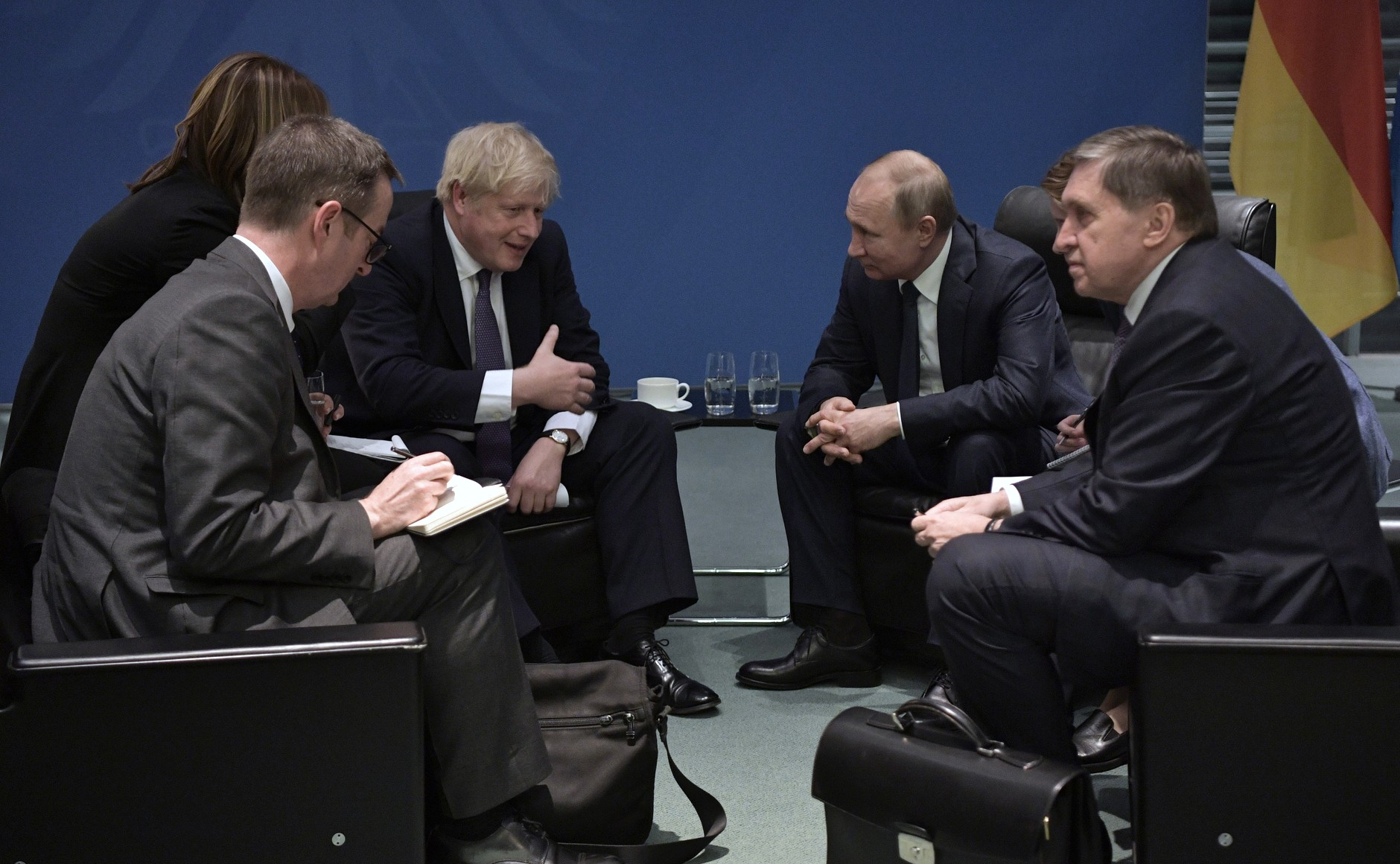
أُعلن عن إصابة رئيس وزراء المملكة المتحدة بوريس جونسون (على اليسار من الخلف) بكوفيد-19 في شهر مارس من عام 2020. في حين اضطر رئيس الاتحاد الروسي فلاديمير بوتين (على اليمين من الخلف) للعمل عن بعد من مكتبه الرئاسي في نوفو-أوغاريوفو بعد احتكاكه بطبيب مصاب بالفيروس.

ستجري التدريبات العسكرية «مدافع 2020» المُخطَّط لها لحلف شمال الأطلسي في ألمانيا وبولندا ودول البلطيق، وهي أضخم تدريب حربي لحلف الناتو منذ نهاية الحرب الباردة، على نطاق أصغر. انتقدت الأمين العام لحملة نزع السلاح النووي كيت هيدسون هذا التدريب قائلة: «إنها لا تعرض فقط حياة الجنود القادمين من الولايات المتحدة والعديد من الدول الأوروبية بل وسكان الدول التي سيجري فيها التدريب أيضًا».
تأثرت الحكومة الإيرانية بشدة بالفيروس إذ أُصيب نحو أربعة وعشرين نائبًا برلمانيًا وخمسة عشرة شخصية سياسية حالية أو سابقة. كتب الرئيس الإيراني حسن روحاني رسالة عامة لقادة العالم يطلب المساعدة في 14 مارس 2020، قائلًا إنهم يكافحون لمحاربة التفشي نظرًا لعدم إمكانية الوصول إلى الأسواق الدولية بسبب عقوبات الولايات المتحدة على إيران. أعلنت المملكة العربية السعودية، التي بدأت تدخلًا عسكريًا في اليمن في مارس 2015، وقف إطلاق النار.
ساءت العلاقات الدبلوماسية بين اليابان وكوريا الجنوبية جراء الوباء. انتقدت كوريا الجنوبية «جهود الحجر الصحي الغامضة والسلبية» في اليابان بعد إعلان اليابان أن أي شخص يأتي من كوريا الجنوبية سيوضع تحت الحجر الصحي لأسبوعين في مواقع خصصتها الحكومة. أصبح المجتمع الكوري الجنوبي في البداية مستقطبًا بسبب استجابة الرئيس مون جاي إن للأزمة. وقع العديد من الكوريين عرائض إما تدعو إلى سحب الثقة من مون أو تشيد باستجابته.
أصدرت بعض الدول تشريعات طوارئ استجابة للوباء. وقد أعرب بعض المعلقين عن قلقهم من يسمح الوضع للحكومات بتعزيز قبضتها للسلطة. I في الفلبين، منح المشرعون الرئيس رودريغو دوتيرتي سلطات طوارئ مؤقتة أثناء الوباء. في المجر، صوت البرلمان لصالح السماح لرئيس الوزراء فيكتور أوربان بالحكم بموجب مرسوم إلى أجل غير مسمى، وتعليق البرلمان وكذلك الانتخابات، ومعاقبة الذين يُعتبّر أنهم ينشرون معلومات كاذبة حول الفيروس وتعامل الحكومة مع الأزمة. في بعض الدول بما في ذلك مصر، وتركيا، وتايلاند، اعتقِل نشطاء المعارضة ومنتقدي الحكومة بتهمة نشر أخبار كاذبة عن فيروس كورونا.

### التعليم

المتعلمون المتأثرون بعمليات إغلاق المدارس الناتجة عن كوفيد-19
إغلاق المدارس على امتداد البلد الواحد
إغلاق المدارس بشكل محدد ضمن مناطق محددة في البلد الواحد.
لا إغلاق للمدارس.
تعليم عن بعد.
لا بيانات.

أثرت الجائحة على الأنظمة التعليمية حول العالم ما أدى إلى إغلاق شبه تام للمدارس والجامعات والكليات.
ابتداءً من 19 مايو 2020، يتأثر حاليًا نحو 1.268 مليون مُتعلِّم بسبب إغلاق المدراس استجابة للجائحة. وفق مراقبة اليونيسف، تطبق 177 دولة حاليًا إغلاقًا في كل أرجاء الدولة، وتطبق 13 دولة إغلاقًا محليًا ما يؤثر على نحو 73.5% من جمهور الطلاب في العالم. في 23 مارس 2020، أصدر تقييم كامبردج الدولي للتعليم (CIE) بيان إلغاء شهادة كامبريدج الدولية للتعليم الثانوي (IGCSE)، وكامبريدج مستوى 0، وكامبريدج الدولي مستوى AS وA، ودبلوم كامبريدج (AICE)، وامتحانات كامبريدج  Pre-U، بالنسبة لسلاسل شهري مايو ويونيو 2020 في كل أرجاء العالم. أُلغيت امتحانات الباكالوريا الدولية أيضًا. بالإضافة إلى ذلك، إن امتحانات التعيين المتقدم، وإدارات سات (SAT)، وإدارات أكت (ACT)، قد أصبحت عبر الإنترنت أو أٌلغيت.
لا يؤثر إغلاق المدارس فقط على الطلاب والمعلمين والعائلات بل يتجاوز ذلك ليكون له عواقب اقتصادية واجتماعية. قد سلط إغلاق المدارس استجابة لكوفيد-19 الضوء على قضايا اقتصادية واجتماعية متنوعة بما فيها الديون الطلابية، والتعلم الرقمي، وانعدام الأمن الغذائي، والتشرد، بالإضافة إلى الوصول إلى رعاية الأطفال، والرعاية الصحية، والإسكان، والإنترنت، وخدمات الإعاقة. لقد كان الأثر أشد على الأطفال المحرومين وعائلاتهم ما أدى إلى انقطاع التعليم، والتغذية السيئة، ومشكلات رعاية الأطفال، وما يترتب على ذلك من تكلفة اقتصادية للأسر التي لم تستطيع العمل.
استجابة لإغلاق المدارس، أوصت اليونسكو باستخدام برامج التعلم عن بعد، وفتح التطبيقات والمنصات التعليمية المفتوحة التي يمكن للمدارس والمعلمين استخدامها للوصول إلى المتعلمين عن بعد، والحد من انقطاع التعلم.

### الصحة العامة
أدت الجائحة إلى حدوث تراجع في مراجعات المشافي لأسباب أخرى غير كوفيد-19. تراجعت مراجعات المشافي من أجل أعراض النوبة القلبية بنحو 38% في الولايات المتحدة وبنحو 40% في إسبانيا. قال رئيس قسم أمراض القلب في جامعة أريزونا: «ينتج قلقلي من أن بعض الناس يموتون في المنزل لأنهم خائفين جدًا من الذهاب إلى المشفى». هناك قلق أيضًا من أن الأشخاص المصابين بسكتات دماغية والتهابات زائدة دودية لا يحاولون الحصول على علاج.
في دول عديدة، حدث نقص ملحوظ في انتشار الأمراض المنقولة جنسيًا بما فيها الإيدز، ويعزى ذلك إلى الحجر الصحي بسبب كوفيد-19، وإجراءات التباعد الاجتماعي، والتوصيات بعدم الانخراط في ممارسات جنسية عابرة. بشكل مماثل، انخفضت معدلات انتقال الإنفلونزا والفيروسات التنفسية الأخرى بشكل كبير في بعض الأماكن خلال الجائحة.

### البيئة والمناخ

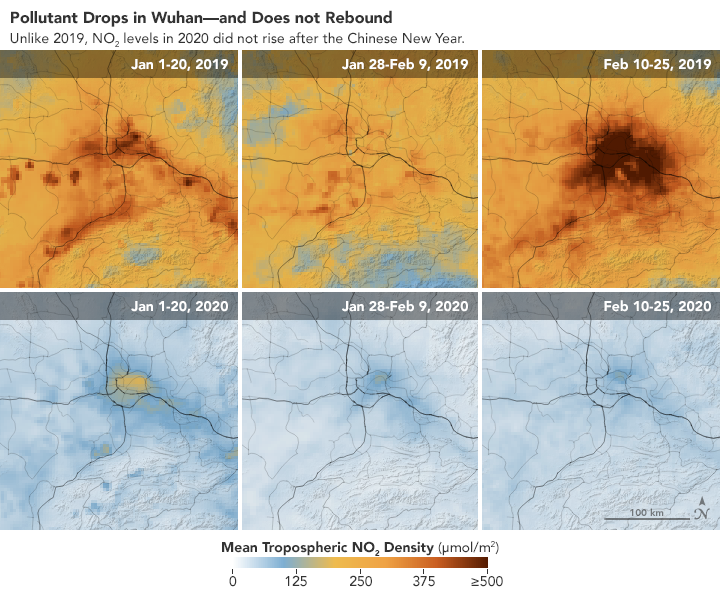
صور من مرصد الأرض لوكالة ناسا تظهر انخفاضًا حادًا في معدلات التلوث في مدينة ووهان الصينية، وذلك بمقارنة مستويات ثنائي أكسيد النيتروجين في أوائل 2019 (في الأعلى) مع أوائل 2020 (في الأسفل).

أدت حالة الاضطراب العالمي الناتجة عن الجائحة إلى تأثيرات عديدة على البيئة والمناخ. أدى التراجع الكبير في السفر مسبق التخطيط إلى انخفاض في مستوى تلوث الهواء في بعض المناطق. في الصين، انخفضت انبعاثات الكربون بنسبة 25% وانبعاثات أكاسيد النتروجين بنسبة 50% نتيجة إجراءات الإغلاق التام وغيرها من التدابير الصحية، الأمر الذي قدر أحد علماء أنظمة الأرض أنه أنقذ حياة نحو 77,000 شخص على مدى شهرين. لكن الوباء أيضًا عرقل جهود الدبلوماسية البيئية، فقد أدى إلى تأجيل انعقاد مؤتمر الأمم المتحدة للتغير المناخي المقرر عام 2020، ويُتوقع أيضًا أن الركود الاقتصادي الناتج عن الجائحة سوف يعرقل الاستثمار في تقنيات الطاقة البديلة.

### رهاب الأجانب والعنصرية
منذ بداية الجائحة، سُجلت حول العالم حالات من ارتفاع التعصب والعنصرية ورهاب الأجانب تجاه الأشخاص ذوي الأصول العائدة إلى الصين أو شرق آسيا. وثقت تقارير من فبراير (عندما كانت غالبية الحالات مقتصرة على الصين) تعبير مجموعات حول العالم عن أحقاد عنصرية تجاه الصينيين واعتبارهم يستحقون الإصابة بالفيروس. ضغط مواطنون من ماليزيا ونيوزيلندا وسنغافورة واليابان وفيتنام وكوريا الجنوبية على حكوماتهم لمنع الصينيين من دخول بلادهم. ذكر المواطنون الصينيون والآسيويون الآخرون في الولايات المتحدة والمملكة المتحدة ازدياد معدل المضايقات والاعتداءات العنصرية. تعرض الرئيس الأمريكي دونالد ترامب للانتقاد بسبب الإشارة إلى فيروس كورونا باسم «الفيروس الصيني»، الأمر الذي وجده النقاد عنصريًا ومعاديًا للصينيين.

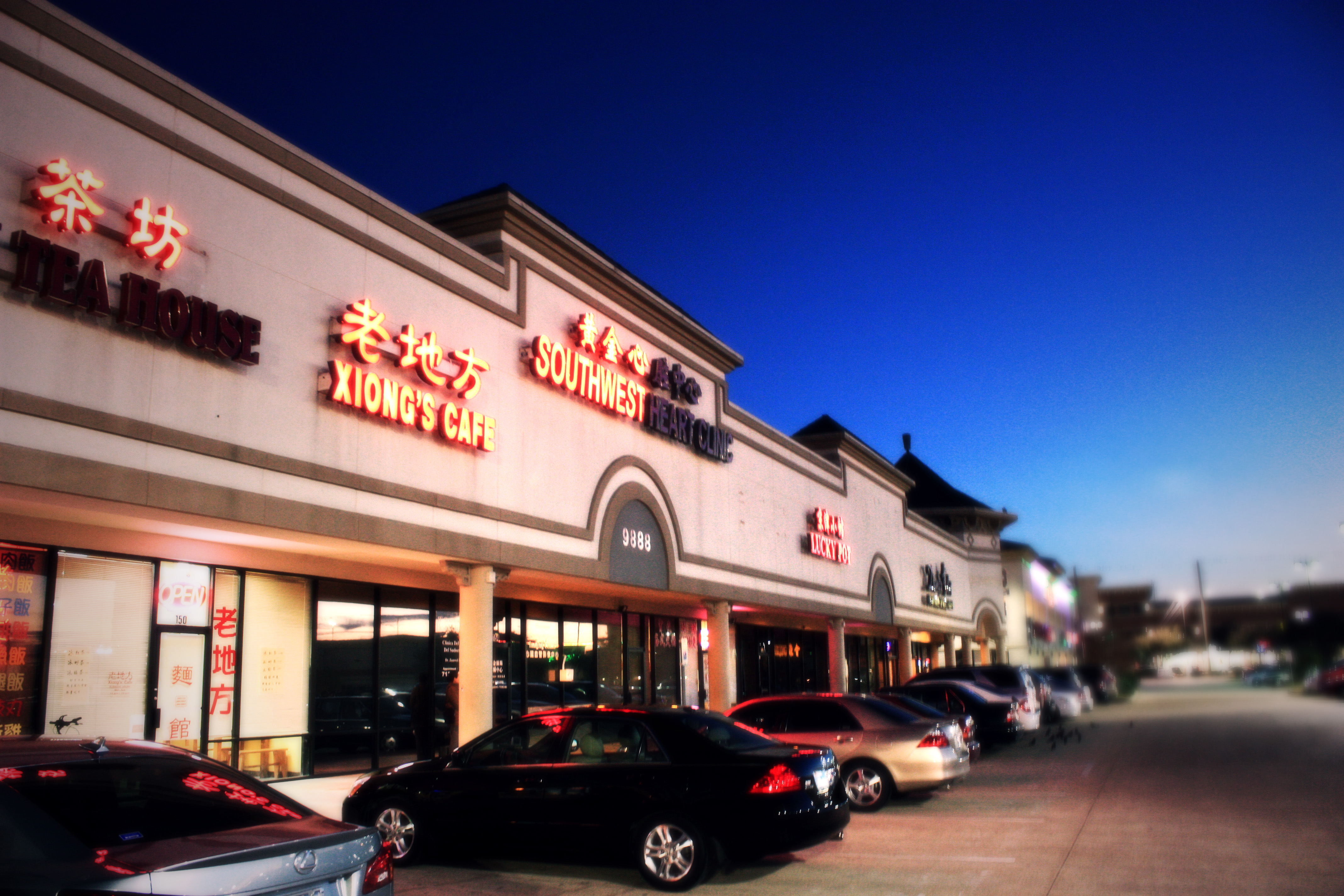
شهد الحي الصيني في مدينة هيوستن انخفاضًا في النشاط خلال الأيام الأولى للجائحة عندما لم يكن هناك سوى عدد قليل من الحالات.

بعد تقدم الوباء ووصوله إلى دول جديدة أصبحت نقاطًا ساخنة، تعرض أفراد إيطاليا (أولى الدول الأوروبية التي تشهد انفجارًا خطيرًا لكوفيد-19) لأشكال من الشك ورهاب الأجانب، كما هو حال مواطني الدول الساخنة في بقية الدول. شهد التمييز العنصري ضد المسلمين في الهند تصعيدًا بعد أن حددت السلطات الصحية العامة تجمعًا دعويًا إسلاميًا في أوائل مارس 2020 واعتبرته سببًا لانتشار الوباء. شهدت باريس حالات شغب احتجاجًا على معاملة الشرطة للأقليات العرقية خلال فترة الإغلاق الناتجة عن فيروس كورونا. ازدادت حالات العنصرية ورهاب الأجانب تجاه مواطني جنوب آسيا وجنوب شرق آسيا في دول الخليج العربي.
في الصين، ازدادت مستويات رهاب الأجانب والعنصرية ضد السكان غير الصينيين نتيجة الجائحة، إذ وُصف الأجانب بـ «الحثالة الأجنبية» واستُهدفوا «للتخلص منهم». طردت الشرطة بعض السود من منازلهم وأعطتهم أوامر بالخروج من البلاد خلال 24 ساعة، وذلك بسبب المعلومات الخاطئة القائلة إن السود وبقية الأجانب مسؤولون عن نشر الفيروس. انتُقدت العنصرية ورهاب الأجانب الصينيان من قبل الحكومات الأجنبية والهيئات الدبلوماسية، واعتذرت الصين على الممارسات العنصرية مثل عدم تقديم المطاعم خدماتها للزبائن السود، على الرغم من ذلك استمرت إجراءات التمييز العنصري والإخلاء تجاه المواطنين السود في الصين.

## نشر المعلومات
أزالت العديد من الصحف التي تتبع طريقة الجدار المأجور إلى التسويق المدفوع هذه الجدر من أجل بعض موادهم المتعلقة بوباء فيروس كورونا أو جميع هذه المواد. جعل العديد من الناشرين العلميين أوراقهم البحثية المتعلقة بالوباء ذات وصول مفتوح. اختار بعض العلماء مشاركة نتائجهم بسرعة على خوادم مختصة بنشر الأوراق الأولية في مرحلة ما قبل الطباعة مثل بيوركسيف.

### المعلومات المغلوطة
أدت الجائحة إلى انتشار نظريات المؤامرة والمعلومات المغلوطة حول حجم الوباء وأصل هذا المرض وطرق الوقاية منه وتشخيصه وعلاجه. انتشرت معلومات خاطئة تصل حتى التضليل المتعمد عبر وسائل التواصل الاجتماعي والرسائل النصية ووسائل الإعلام الكبرى، ومن بينها صحافة التابلويد (الصحافة الصفراء) والإعلام المحافظ والإعلام الحكومي الرسمي لدول مثل الصين وروسيا وإيران وتركمانستان. انتشرت هذه المعلومات الخاطئة أيضًا من قبل عمليات خفية مدعومة من قبل الدول بهدف خلق حالة من الهلع وزرع الشك في الدول الأخرى.
ساهم في نشر المعلومات الخاطئة كل من المشاهير والسياسيين (من بينهم رؤساء بعض الدول مثل الولايات المتحدة وإيران والبرازيل) وعدد من الشخصيات البارزة الأخرى. ادعت بعض الخدع التجارية قدرتها على تقديم اختبارات تشخيصية منزلية وسبل وقائية وعلاجية «سحرية» مفترضة. ادعى عدد من المجموعات الدينية أن إيمانهم يكفي للحماية من الفيروس. ادعى بعض الأفراد أن الفيروس سلاح بيولوجي سُرب من المختبرات عن قصد أو عن عمد، أو أنه خطة للتحكم بالتعداد السكاني أو نتيجة عملية تجسس أو مرتبط بشبكات الجيل الخامس.
أعلنت منظمة الصحة العالمية حالة «وباء معلومات» من المعلومات الخاطئة حول الفيروس، ما يمثل تهديدًا للصحة العالمية.

## تطور السلالات
يُظهر تسلسل فيروس كورونا بيتا ووهان تشابهاتٍ مع فيروسات كورونا بيتا الموجودة في الخفاشيات، ولكنها تتميزُ جينيًا عن فيروسات كورونا الأخرى مثل فيروس كورونا المرتبط بالمتلازمة التنفسية الحادة الوخيمة (سارس؛SARS) وفيروس كورونا المرتبط بمتلازمة الشرق الأوسط التنفسية (MERS). كما هو الحال في سارس، فإنه عضوٌ في فيروسات كورونا بيتا سلالة بي.
عُزلت ووُثقت خمسة جينومات من فيروس كورونا الجديد، وتتضمن BetaCoV/Wuhan/IVDC-HB-01/2019، وBetaCoV/Wuhan/IVDC-HB-04/2020، وBetaCoV/Wuhan/IVDC-HB-05/2019، وBetaCoV/Wuhan/WIV04/2019، وBetaCoV/Wuhan/IPBCAMS-WH-01/2019 من المركز الصيني لمكافحة الأمراض والوقاية منها (CCDC) ومعهد علم أحياء الممرض، ومستشفى ووهان جينينتان. يتكون تسلسل الحمض النووي الريبوزي من حوالي 30 ألف نوكليوتيد في طوله.

## روابط خارجية
- جائحة فيروس كورونا على موقع رولينغ ستون (الإنجليزية)